# Paříž
Paříž (francouzsky Paris), hlavní a zároveň největší město Francie, je správním centrem regionu Île-de-France, zahrnujícího Paříž a její předměstí, přičemž sama tvoří správní obvod se zvláštním statutem Ville de Paris („město Paříž“). Představuje přirozené centrum Pařížské aglomerace a díky 552,7 miliardám € HDP (2008) hospodářsky nejaktivnější oblast ve Francii. 
V Paříži sídlí vedení téměř poloviny všech francouzských společností stejně jako kanceláře hlavních mezinárodních firem a ředitelství mnoha mezinárodních organizací, jako jsou UNESCO, OECD nebo ICC. Paříž je proto významným světovým kulturním, obchodním i politickým centrem. Počet obyvatel v roce 2021 činil 2 138 551, v celé aglomeraci pak 11 133 427 (údaj z roku 2021). Město se stalo nositelem Řádu čestné legie, Válečného kříže 1914–1918 a Řádu osvobození.

## Etymologie
Slovo Paris je ve francouzštině mužského rodu a vyslovuje se  [paʀi]. Původní latinské jméno města bylo Lutetia [lutecia] nebo Lutetia Parisiorum (ve francouzštině Lutèce [lytɛs], v češtině Lutécie), které později ustoupilo ve prospěch jména Paříž. Název je odvozen od galského kmene Parisiů, jehož jméno může pocházet z keltsko-galského slova parios, „kotel“. Ovšem tato teze není zcela jistá. Jiní autoři se domnívají, že označení kmene Parisiů pochází z keltsko-galského slova parisio s významem „pracující muži“ nebo „řemeslníci“. Od počátku 20. století byla Paříž známá i pod slangovým jménem Paname [panam]. Toto lidové označení se objevuje především v písních, jak dokládá např. skladba Amoureux de Paname (Zamilovaný do Panamy, tj. Paříže) Renauda Séchana z roku 1975 „Moi, j'suis amoureux de Paname, du béton et du macadam…“ („Jsem zamilovaný do Paříže, betonové a makadamové…“) nebo píseň Loin de Paname (Daleko od Panamy, tj. Paříže) použitá ve filmu Paříž 36, v roce 2010 nominovaná na filmovou cenu Oscar.
Další autoři, obvykle Peršané, se domnívali, že Paříž je odvozena od slova Pars. Paříž byla osídlena kmenem Parsi z kraje Pars, která je dnes uváděna jako oblast v Íránu. Toto také může být důvod, proč se některá francouzská slova vyslovují podobně jako slova v tamním jazyce.
Obyvatelům Paříže se říká Pařížané, ve francouzštině Parisiens [paʀizjɛ̃] a v angličtině Parisians [pəˈɹɪzjənz] nebo [pəˈɹiː.ʒn̩z]. Výraz Parigot („Pařížan“ s výslovností [paʀigo]), někdy používaný ve francouzském slangu, je často pokládán za hanlivý. Ovšem Parigot může mít i kladný význam, jako například v písni Mimile (un gars d'Ménilmontant) od Maurice Chevaliera: „C'est un gars d'Ménilmontant, un vrai p'tit Parigot…“ („Je to chlapík z Ménilmontant, opravdový malý Pařížan…“). Lokálně jsou obyvatelé pařížských předměstí hovorově nazýváni banlieusards [bɑ̃ljøzaʀ], tj. obyvatelé banlieue („předměstí“). Obyvatelé regionu Île-de-France (oblast Paříže) jsou oficiálně označováni Franciliens [fʀɑ̃siljɛ̃]. Pařížané o obyvatelích z oblastí mimo Île-de-France mluví jako o provinciaux (tj. z provincie), čímž naznačují, že zbytek Francie pokládají za la province. Tento výraz je někdy považován za hanlivý.

## Dějiny

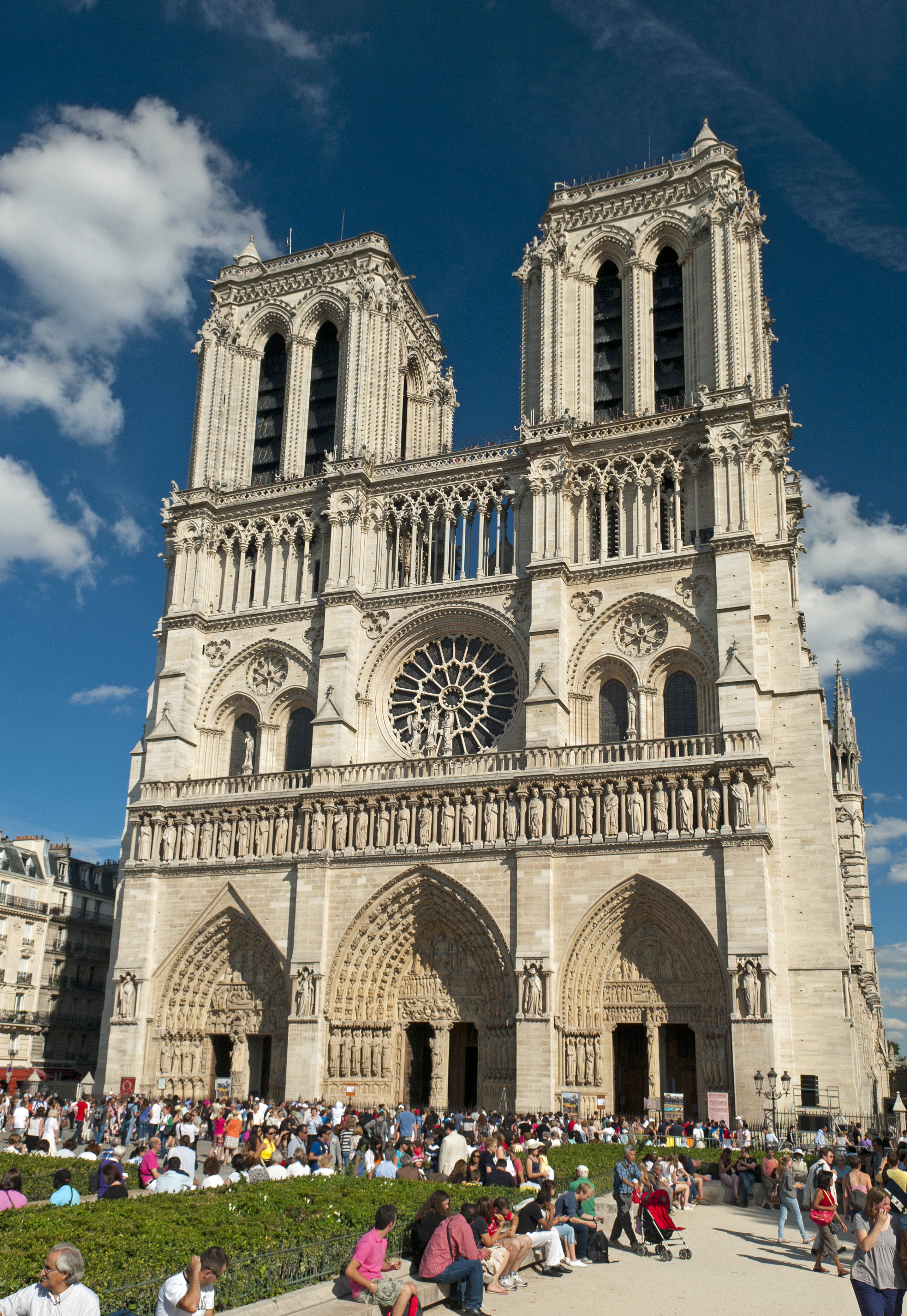
Katedrála Notre-Dame.

První nálezy osídlení oblasti Paříže pocházejí z období zhruba 4500 př.  n. l. Kolem roku 300 př. n. l. se v kraji usadili Galové z kmene Parisiů; v roce 52 př. n. l. jej dobyli Římané a pojmenovali Lutetia (francouzsky Lutèce; tj. „bažinaté místo“), respektive Lutetia Parisiorum. V té době byl obydlen pouze dnešní ostrov Île de la Cité, kde dnes stojí katedrála Notre-Dame.
Římské osídlení rychle rostlo a během padesáti let se začalo šířit i na levý břeh Seiny. Po pádu římské nadvlády v roce 508 Chlodvík I. učinil z města hlavní město Franské říše; v roce 511 zahájil výstavbu katedrály sv. Štěpána (St- Étienne) na Île de la Cité. Tam také po roce 800 vyrostla pevnost na obranu před Vikingy, přesto však byla Paříž 28. března 845 vikingskými nájezdníky dobyta. Slabost posledních karolínských francouzských králů vedla k postupnému růstu moci pařížských hrabat. Odo, hrabě pařížský, byl zvolen králem Francie navzdory nárokům Karla III. Dynastický spor byl vyřešen až v roce 987, kdy byl Hugo Kapet, hrabě pařížský, po smrti posledního krále z rodu Karlovců zvolen za francouzského krále.
V průběhu 11. století se město rozšířilo také na pravý břeh řeky. Během 12. a 13. století za vlády Filipa II. Augusta město dále mohutně rostlo, což souviselo hlavně s vysušením rozsáhlých močálů. Hlavní cesty byly vydlážděny, byl vybudován první Louvre jako mocná pevnost a byla zahájena i výstavba několika katedrál, mimo jiné katedrály Notre-Dame. Několik škol na levém břehu bylo sjednoceno pod názvem Sorbonna, na níž studovali mj. Albert Veliký a sv. Tomáš Akvinský. Během středověku Paříž prosperovala jako obchodní i intelektuální centrum, její rozvoj dočasně přerušovaly morové epidemie ve 14. století a pak zejména stoletá válka s Anglií v 15. století, která vedla k tomu, že dvůr město dokonce na čas opustil. Za krále Ludvíka XIV., Krále Slunce (1643–1715), byla královská rezidence přesunuta do blízkých Versailles. V této době, takzvaném Le Grand Siècle (tj. „Velkém století“), bylo ve městě vybudováno velmi mnoho velkolepých paláců a dalších budov, vznikla náměstí Place des Victoires a Place Vendôme (Paříž jich do té doby měla pouze pár), byly také zbourány středověké hradby.

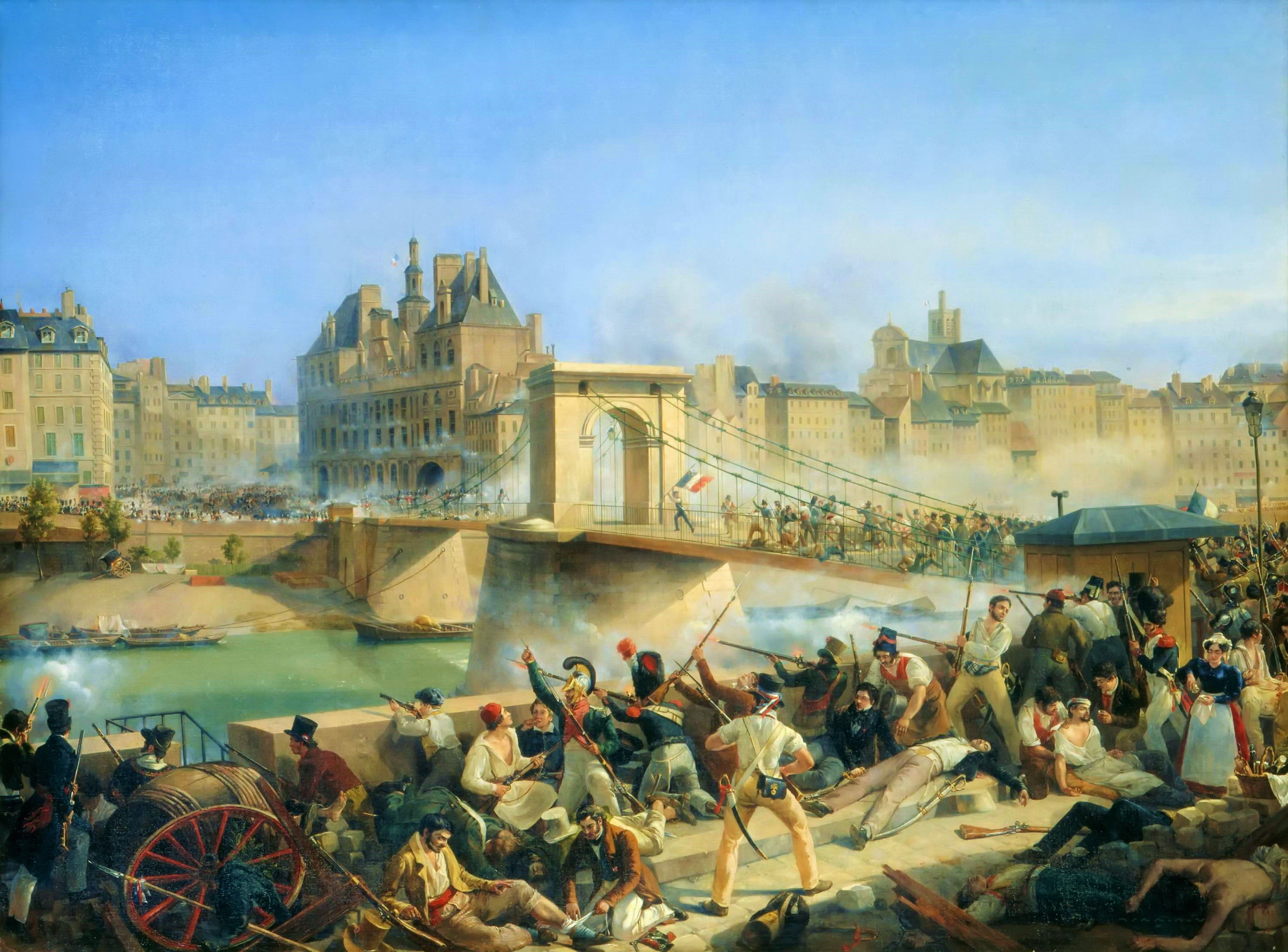
Červencová revoluce v roce 1830 vedla k pádu dynastie Bourbonů

Francouzská revoluce začala dobytím Bastily 14. července 1789. V roce 1799 se v důsledku nestability nové vlády chopil moci Napoleon Bonaparte, nejprve jako první konzul, v roce 1804 se pak sám (za přítomnosti papeže Pia VII.) korunoval v katedrále Notre-Dame francouzským císařem. Chtěl z Paříže vytvořit nejkrásnější město na světě. Za jeho vlády tam vyrostlo zejména mnoho velkolepých pomníků. V roce 1814 však Paříž dobyla anglická, pruská, rakouská a ruská vojska a Napoleon byl vypovězen na ostrov Elbu. Do Paříže se sice po útěku z ostrova v roce 1815 vrátil, ale po porážce u Waterloo byl definitivně sesazen a deportován na ostrov Svaté Heleny, kde v roce 1821 zemřel.
Po druhé revoluci v roce 1848, která opět svrhla monarchii, se v čase nejistoty chopil moci státním převratem Napoleonův synovec, který se jako Napoleon III. prohlásil v roce 1851 císařem. Za jeho vlády Paříž rozkvetla v nejkrásnější město Evropy. Za to vděčí především baronu Hausmannovi, který realizoval grandiózní přeměnu středověkého města na město s vzdušnými bulváry a třídami.

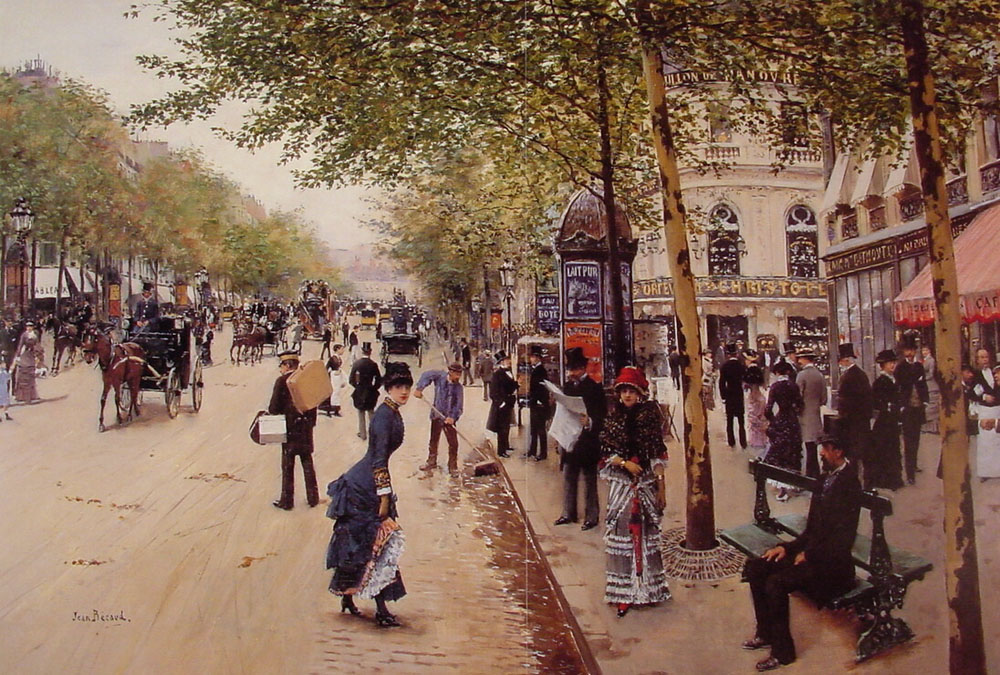
Paříž v 80. letech 19. století

Císařství ukončila v roce 1870 prohraná válka prusko-francouzská, končící obléháním Paříže, následovaném Pařížskou komunou. Konec 19. století ale představuje opět období velkého rozmachu nazývané také La Belle Époque (čili „Krásné období“), což dokumentuje pořádání Světové výstavy v roce 1889, pro niž byla vybudována Eiffelova věž, dnešní symbol Paříže. Paříž se stala výstavným městem, plným nových budov ve stylu secese.
V letech 1900 a 1924 Paříž pořádala Letní olympijské hry.
V 60. letech 20. století Paříž opět byla centrem rozvoje a moderní architektury. To se pojí především s výstavbou obchodní čtvrti La Défense na západním okraji města, která se stala moderním administrativním centrem Evropy. Komplex v roce 1989 doplnila budova La Grande Arche („Velký Oblouk“), obrovská krychle, do níž by se vešla i katedrála Notre-Dame. Další významnou stavbou je také mrakodrap Tour Montparnasse z roku 1973, v době stavby nejvyšší budova v Evropě. Ten byl zároveň posledním, který mohl být takto postaven. Později totiž vyšel zákon, že budovy v Paříži nesmí být vyšší než 37 metrů, aby historický ráz centra města zůstal zachován. Katedrálu Notre-Dame pohltila v roce 2019 obrovská katastrofa. Dne 15.4.2019 jí pohltil rozsáhlý požár, který zničil krov a sanktusovou věž.

## Geografie

### Geografická poloha
| Růžice kompasu | Neuilly-sur-Seine, Levallois-Perret, Clichy       | Saint-Ouen, Saint-Denis, Aubervilliers            | Pantin, Le Pré-Saint-Gervais, Les Lilas                                           | Růžice kompasu |
| Růžice kompasu | Saint-Cloud, Suresnes, Puteaux                    | Sever                                             | Bagnolet, Montreuil, Saint-Mandé, Vincennes, Fontenay-sous-Bois, Nogent-sur-Marne | Růžice kompasu |
| Růžice kompasu | Saint-Cloud, Suresnes, Puteaux                    | Paříž                                             | Bagnolet, Montreuil, Saint-Mandé, Vincennes, Fontenay-sous-Bois, Nogent-sur-Marne | Růžice kompasu |
| Růžice kompasu | Saint-Cloud, Suresnes, Puteaux                    | Jih                                               | Bagnolet, Montreuil, Saint-Mandé, Vincennes, Fontenay-sous-Bois, Nogent-sur-Marne | Růžice kompasu |
| Růžice kompasu | Vanves, Issy-les-Moulineaux, Boulogne-Billancourt | Le Kremlin-Bicêtre, Gentilly, Montrouge, Malakoff | Joinville-le-Pont, Saint-Maurice, Charenton-le-Pont, Ivry-sur-Seine               | Růžice kompasu |

Paříž se rozkládá v Pařížské pánvi po obou stranách řeky Seiny. Území samotného města je relativně malé, pouhých 105,397 km² (2 211 297 obyvatel, 2008), což odpovídá zhruba 21 % rozlohy Prahy (496 km², 1 290 211 obyvatel, 2011), nicméně včetně přilehlých předměstí má rozlohu 2 723 km² (10 197 687 obyvatel) a celá sídelní aglomerace má rozlohu 14 518 km², což přesahuje území Středočeského kraje (11 014 km²). Město leží v průměrné nadmořské výšce 65 m. Nejnižším místem je hladina Seiny (zhruba 25 m, kolísá podle stavu vody) u Pont aval, kde řeka opouští město, a nejvyšším přirozeným bodem vrcholek kopce Montmartre (130 m n. m.).
Zajímavostí je, že město od roku 1864 vlastní i území, kde – ve vzdálenosti 231 km od Paříže – řeka Seina pramení.

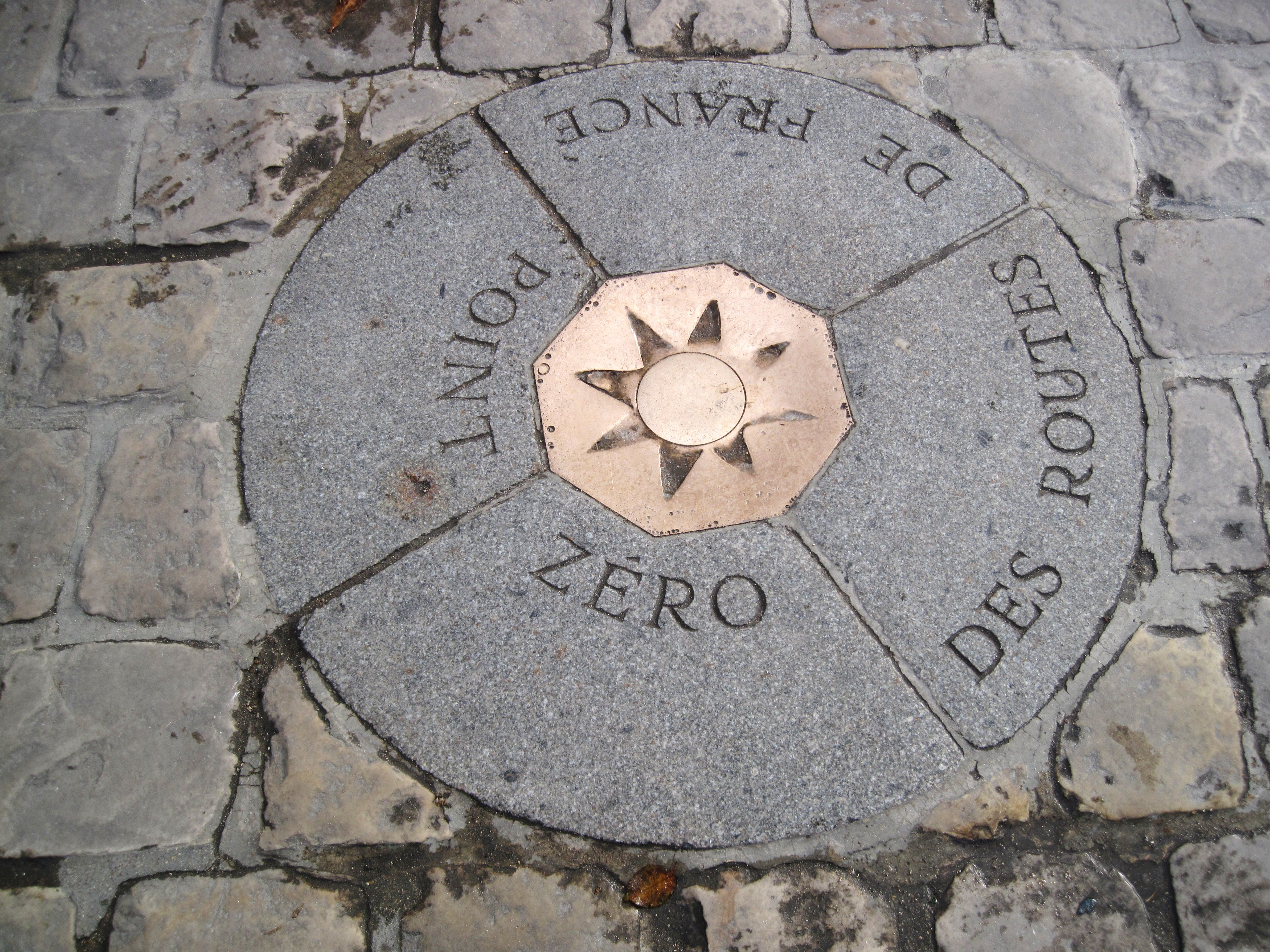
Point zéro na ostrově Cité

Historickým středem Paříže je tzv. point zéro (nultý bod), který se nachází na ostrově Cité na Place du Parvis-Notre-Dame před vchodem do katedrály Notre-Dame. Od tohoto místa se oficiálně měří všechny vzdálenosti od Paříže.
Pařížský poledník, jehož vyměření v roce 1718 dokončil Giovanni Domenico Cassini a které v roce 1806 François Arago upřesnil, prochází středem Pařížské observatoře. Až do roku 1884, kdy se konala mezinárodní konference ve Washingtonu, byl základním poledníkem. V roce 1736 ho vyznačili dvěma milníky. Jeden zůstal na severu Paříže (tzv. Severní milník) na Montmartru v soukromé zahradě u Moulin de la Galette. Jižní milník byl v roce 1806 přemístěn ze zahrady observatoře do parku Montsouris. U příležitosti dvoustého výročí narození Françoise Araga v letech 1989–1994 vznikl pás ze 135 bronzových medailonů zasazených do chodníků, které vyznačují, kudy Pařížský poledník Paříží prochází. Jejich autorem je nizozemský umělec Jan Dibbets. Tyto plakety v díle Šifra mistra Leonarda zmiňuje Dan Brown jako tzv. růžovou linii.

### Geologie
Pařížská pánev se utvořila před 41 miliony let, kdy se postupně usadil velký soubor sedimentárních vrstev v jedné ze čtyř hlavních šelfových pánví jurského moře. Při vzniku Alp byla pánev uzavřena, ale zůstala otevřena do Lamanšského průlivu a Atlantského oceánu, což předznamenalo budoucí povodí Loiry a Seiny. Na konci oligocénu již byla pánev kontinentální. Pro toto území je charakteristický vápenec a sádrovec, méně se vyskytují písky a jíly (v 16. obvodu). Studium zdejších fosilních měkkýšů umožnilo francouzskému přírodovědci Lamarckovi formulovat jeho evoluční teorii.
Pařížský reliéf se formoval erozí vrstev z druhohor a paleogénu. Nejsvrchnější vrstvu z doby třetihor tvoří nánosy řeky Seiny.

### Kopce
Nejvyšším pařížským kopcem je Montmartre (130 m) s dominantou Sacré-Cœur a dále Belleville (128,5 m), Ménilmontant (108 m), Buttes-Chaumont (103 m), Passy (71 m) a Chaillot (67 m) na pravém břehu. Na levém břehu se nacházejí Montparnasse (66 m), Butte aux Cailles (63 m) a Montagne Sainte-Geneviève (61 m).

### Okolí Paříže
Paříž je obklopena třemi departementy. Tento tzv. malý prstenec (la petite couronne) tvoří Hauts-de-Seine, Seine-Saint-Denis a Val-de-Marne. Na tomto území se rozkládá 123 samostatných obcí. Rozvoj těchto obcí nastal od konce 19. století a je pro ně charakteristická velmi vysoká hustota obyvatel, která dosahuje téměř 9 000 obyvatel/km². Navíc má toto území i pro Paříž velký ekonomický význam, zejména obchodní čtvrť La Défense.

### Ostrovy

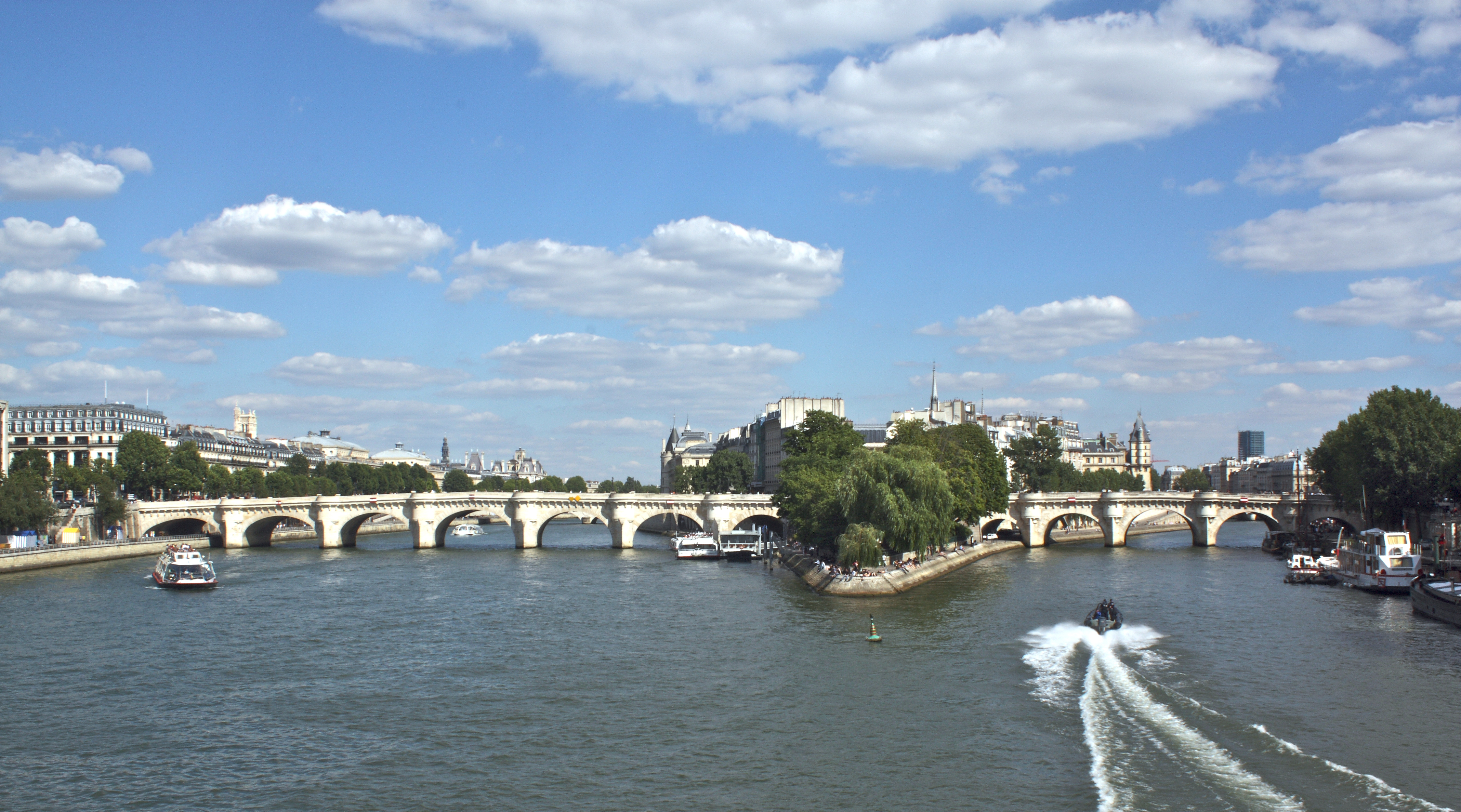
Pont Neuf a ostrov Cité

Ostrov Cité byl osídlen již ve starověku keltským kmenem Parisiů a je nejstarší částí města. V současnosti jsou v Paříži na Seině už jen dva přirozené ostrovy – Cité a ostrov sv. Ludvíka. Třetí ostrov Cygnes je ve skutečnosti přehradní hrází vytvořenou roku 1825 při stavbě mostu Grenelle.

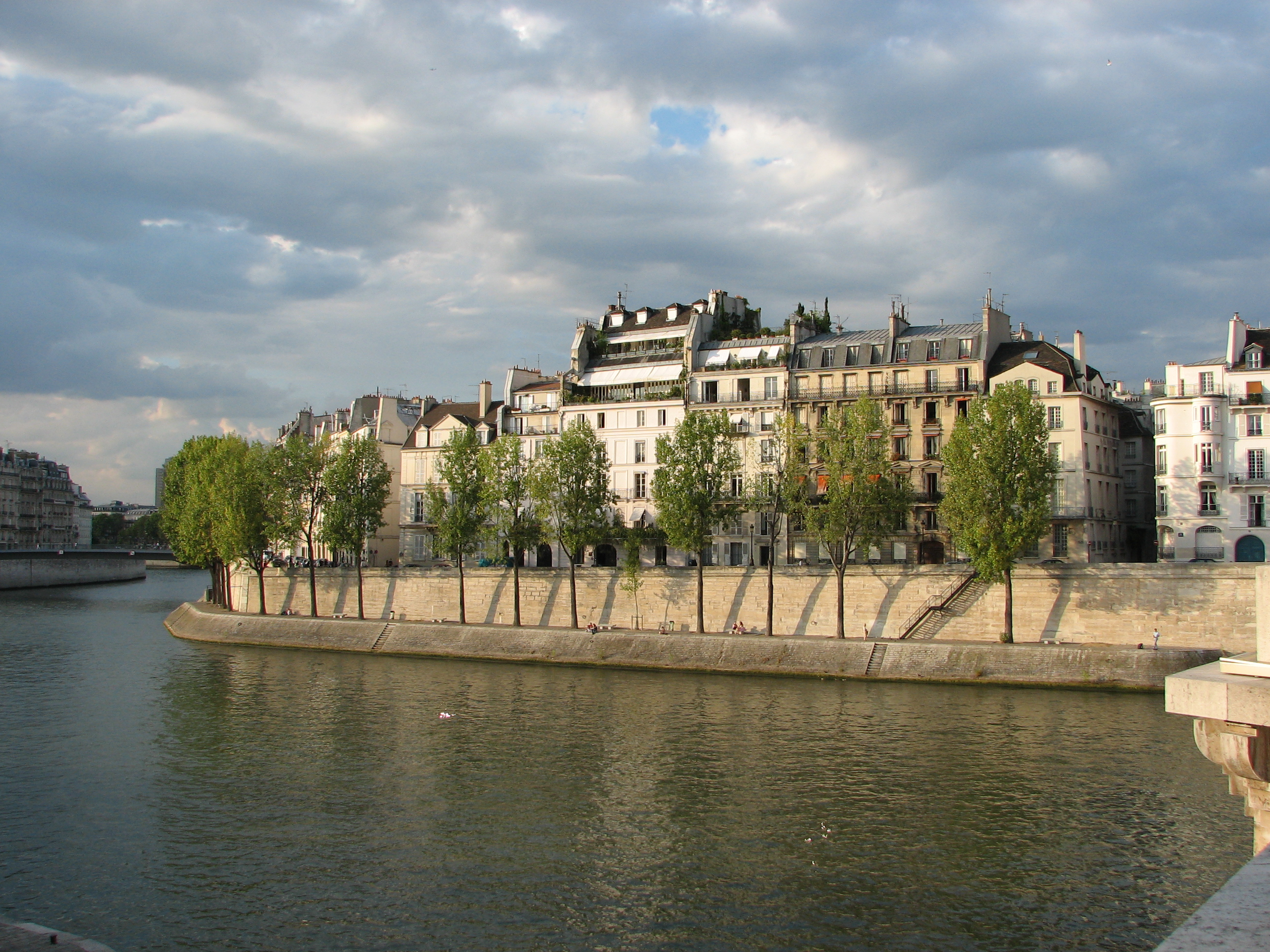
Ostrov sv. Ludvíka (Quai d'Orléans)

Ostrov Cité získal svou dnešní rozlohu na počátku 17. století při stavbě mostu Pont Neuf, když k němu byly připojeny menší ostrovy Juifs a Gourdaine. Na jejich místě se dnes rozkládá Square du Vert-Galant a Place Dauphine.
Ostrov sv. Ludvíka se původně jmenoval Notre-Dame a ve 14. století byl rozdělen kanálem. Část proti proudu se nazývala île aux Vaches a ostrov po proudu si podržel svůj název Notre-Dame. V 17. století byly ostrovy opět spojeny a byla zde vybudována rezidenční čtvrť. Svůj dnešní název získal v roce 1725. Během Francouzské revoluce byl přejmenován na ostrov Bratrství.
Další ostrov Louviers se nacházel mezi dnešním Boulevardem Morland a Quai Henri-IV a v roce 1843 byl připojen k pravému břehu. Ostrov Maquerelle ležel mezi Rue de l'Université a dnešní Seinou a byl připojen k pravému břehu během Prvního císařství. Nedaleko se nacházel rovněž ostrov Merdeuse.
Původní ostrov Cygnes (Labutí ostrov) byl v roce 1773 spojen s Champ-de-Mars na levém břehu. Dnes toto jméno nese umělý ostrov, na kterém se nachází kopie sochy Svobody.
Další umělé ostrovy se nacházejí na jezerech v parcích – Belvédère v parku Buttes-Chaumont, Bercy a Reuilly ve Vincenneském lesíku.

## Hydrologie

### Vodní toky

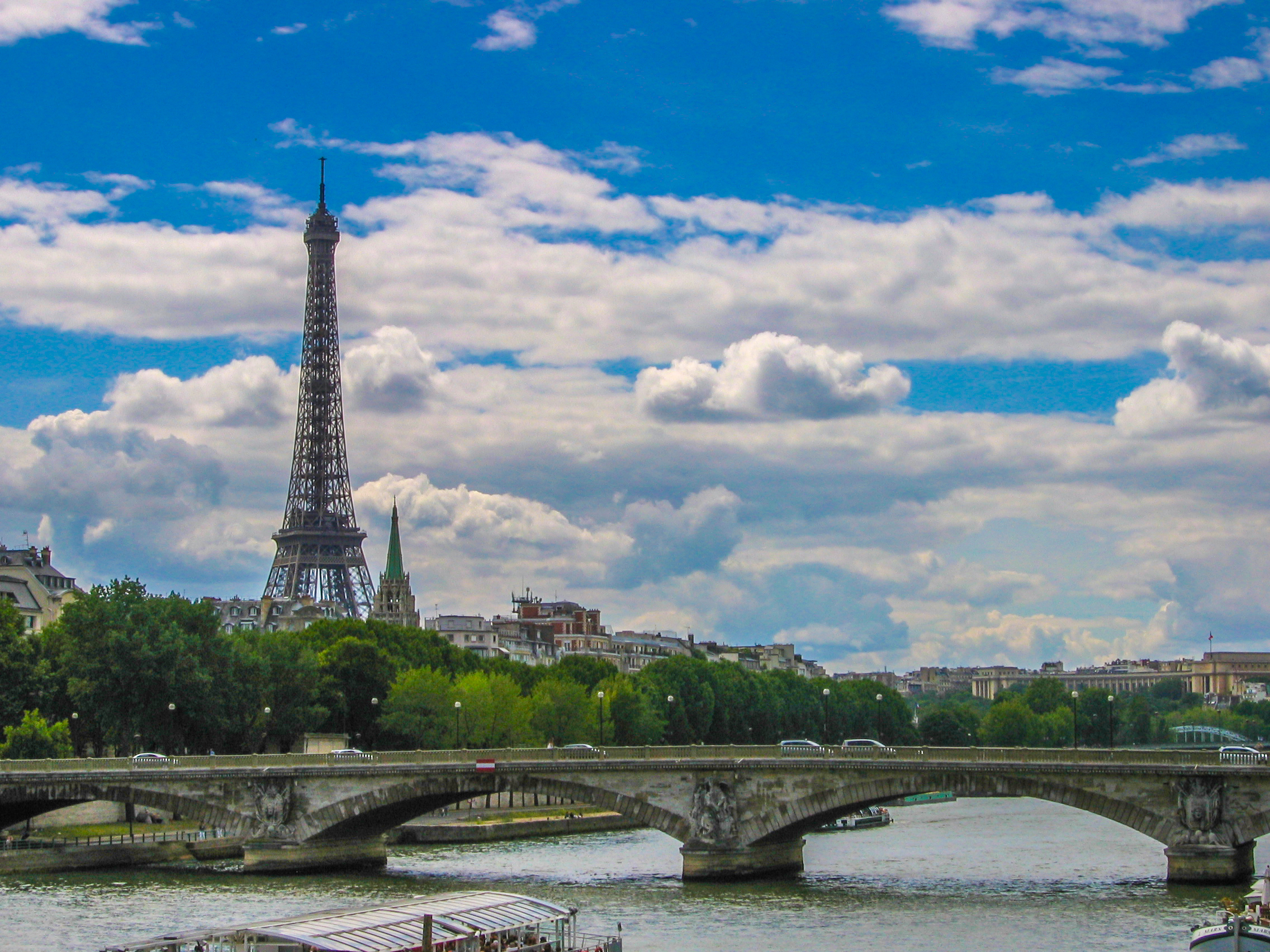
Pohled přes Seinu v Paříži

Seina významně ovlivňuje život města už od jeho vzniku, kdy hrála významnou úlohu při dopravě zboží do a z Paříže. V 19. století vznikla síť vodních kanálů, které Seinu propojily s řekou Ourcq. Dnes je význam řeky pro ekonomiku města nižší než v minulosti. Přesto patří společnost Ports de Paris (Pařížské přístavy) k významným pařížským podnikům.

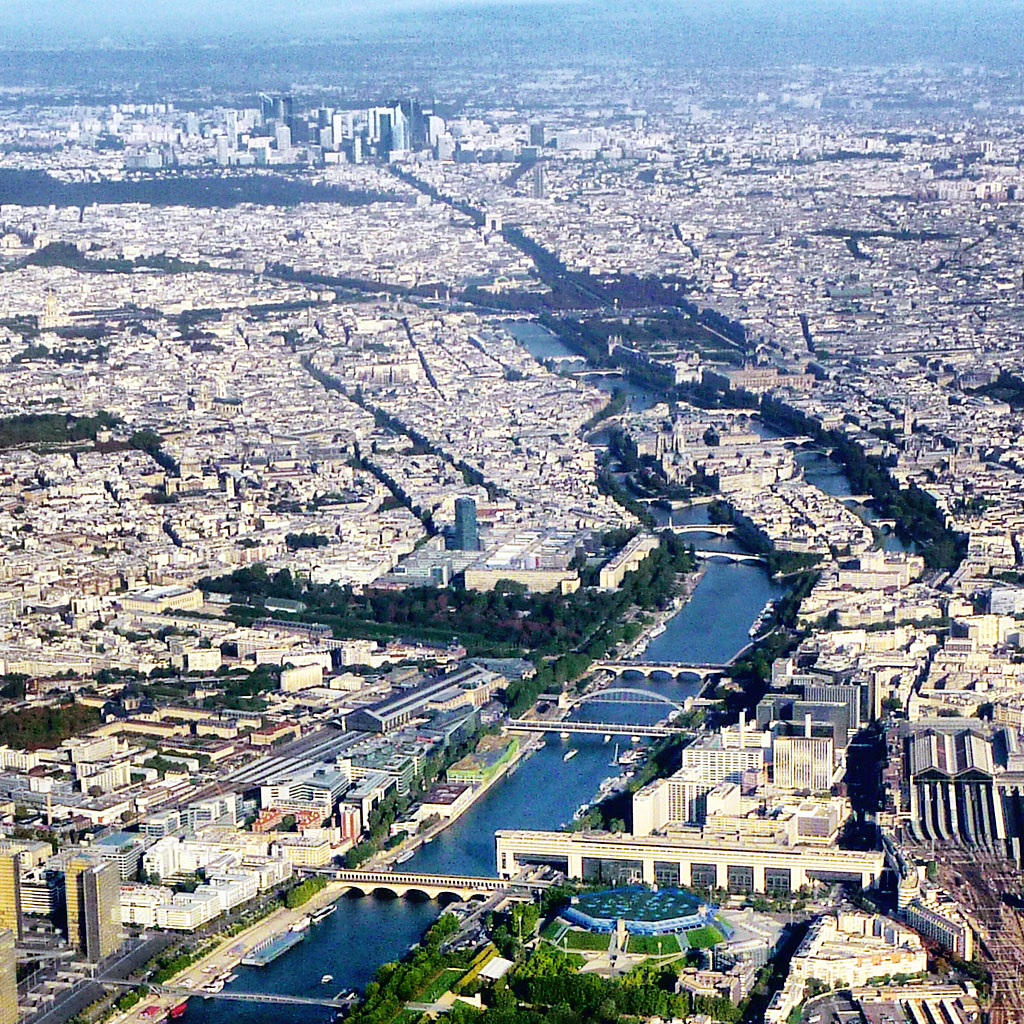
Letecký pohled na Seinu

Řeka rozděluje město na dvě nestejné části. Větší severní, zvanou pravý břeh a menší jižní, zvanou levý břeh. Její délka na území města Paříže činí téměř 13 km s hloubkou mezi 3,40 a 5,70 m. Její šířka se pohybuje od 30 m (u Quai de Montebello) do 200 metrů (u mostu Mirabeau). Od roku 2008 na Seině existuje v rámci městské hromadné dopravy říční linka Voguéo. Turistické lodě provozují společnosti Bateau-mouche a Vedettes de Paris. Loď na vlnách se dostala i do městského znaku.
V Paříži se do Seiny vlévají dva menší toky. Bièvre je řeka pramenící u města Guyancourt a v Paříži se na levém břehu podzemním kanálem vlévá do Seiny. Dolní tok na území dnešní Paříže byl již ve středověku ovlivněn lidskou činností. S rostoucím osídlením se na jejích březích stavěla jatka, koželužny a barvírny, které řeku používaly jako odpadní stoku. Do řeky byly svedeny i další odpadní strouhy z okolí. Proto byla řeka z hygienických důvodů v 19. století svedena do podzemního kanálu. Z řeky se před jejím vstupem do Paříže od 17. století odváděla voda do nádrží, ve kterých se v zimě získával led pro pařížské ledárny.
Obdobný osud postihl říčku Grange Batelière na pravém břehu. Vytváří se z potoků na návrší Ménilmontant, v 19. století byla jako odpadní strouha svedena do systému pařížských stok.
Vincenneským lesíkem protéká uměle vytvořený potok Gravelle, který propojuje tamní jezera. Voda je pro potřeby potoka čerpána z řeky Marny. Obdobně protékají Boulogneským lesíkem tři potoky Armenonville, Longchamp a Sablons.
Město Paříž je rovněž vlastníkem sítě vodních průplavů o celkové délce 130 km, které spojují řeky Seinu a Ourcq. Přímo v Paříži se nacházejí Bassin de l'Arsenal, Canal Saint-Martin, Bassin de la Villette a za hranice města směřují Canal de l'Ourcq a Canal Saint-Denis. Zahrnují řadu technických děl jako jsou mosty, plavební komory nebo čerpadla. Síť vznikla na základě vyhlášky z 19. května 1802 vydané Napoleonem kvůli zásobování Paříže pitnou vodou a usnadnění přepravy zboží a osob. V současnosti slouží už pouze pro lodní dopravu. Kromě nich je v Paříži i malý kanál Darse du fond de Rouvray.

### Vodní nádrže
Největší vodní plochy v Paříži jsou antropogenní jezera ve Vincenneském a Boulogneském lesíku na okraji města. Ve Vincennes to jsou jezera z poloviny 19. století Saint-Mandé (40 ha), Daumesnil (12 ha), Minimes (6 ha) a Gravelle (1 ha). Několik jezer bylo vytvořeno ve stejné době i v druhém lesíku. Největší z nich jsou Lac inférieur (Dolní jezero) (11 ha) a Lac supérieur (Horní jezero) (3 ha).
Mimo to je v Paříži pět rezervoárů pitné vody. Největší z nich je nádrž Montsouris ve 14. obvodu z let 1858–1874, která zásobuje 20 % pařížské populace. Nejstarším dochovaným rezervoárem je nádrž u nemocnice sv. Ludvíka ze 17. století.

### Hydrogeologie
Hydrogeologie je značně ovlivněna urbanizací. Podzemní toky Bièvra a Grange Batelière tvoří malé přítoky Seiny. Bièvra na levém a Grange Batelière na pravém břehu byly postupně z hygienických důvodů zakryty. Ve čtvrtích Grenelle, Auteuil a Butte aux Cailles již od 19. století fungují artéské studny. První kašnou napájenou tímto způsobem byla v roce 1841 fontána Puits de Grenelle.

### Pitná voda
Pro obyvatele galo-římské Lutetie byla zdrojem pitné vody řeka Seina, jejíž kvalita však nebyla dobrá, neboť řeka vytvářela bažiny se stojatou vodou, především na pravém břehu. Romanizovaná populace obývající pahorek Sainte-Geneviève proto během 2. a 3. století vystavěla vlastní akvadukt přivádějící čistou vodu z oblasti Rungis a napájející mj. veřejné lázně (východní a Cluny). Během stěhování národů ve 4. století byl akvadukt i lázně zničeny. Za vlády Merovejců a Karlovců se voda opět čerpala ze Seiny. Dalším zdrojem byly prameny z pahorků v Belleville a Pré-Saint-Gervais na pravém břehu, které využívali mniši v opatstvích Saint-Laurent a Saint-Martin-des-Champs a postavili u svých klášterů kašny.
Když král Filip II. August založil pařížskou tržnici, nechal v ní vybudovat dvě kašny s vodou z Prés Saint-Gervais; jednou z nich byla fontána Neviňátek. V roce 1605 bylo na pravém břehu Seiny u mostu Pont Neuf postaveno čerpadlo zvané Samaritánka, které bylo v činnosti až do roku 1813. Pumpa vháněla vodu do městských kašen. Obdobně fungovalo v letech 1673–1858 čerpadlo u Pont Notre-Dame. V roce 1623 byl zprovozněn tzv. Medicejský akvadukt, který je v provozu dodnes.
Mnoho nových fontán nechal zřídit i Ludvík XIV. (dodnes fungují Boucheratova fontána a Gaillon), ale počet obyvatel města rostl tak rychle, že na počátku 18. století byl pitné vody ve městě nedostatek. Pierre-Paul Riquet, který projektoval Canal du Midi, již v 17. století navrhl výstavbu kanálu z řeky Ourcq až na úroveň dnešního Place de la Nation. Jeho smrt v roce 1680 a diskreditace jeho ochránce ministra Colberta tento velmi nákladný projekt přerušily.
Matematik Antoine Deparcieux navrhl v roce 1762 projekt k přivedení vody z řeky Yvette. Král Ludvík XV. sice plány schválil, ale projekt nebyl nikdy realizován. V roce 1782 vznikl návrh odvést vodu z řeky Bièvry, která do Seiny přiváděla vodu silně znečištěnou při zpracovávání kůží. Ludvík XVI. projekt podpořil, práce byly zahájeny v roce 1788, ale byly záhy přerušeny tlakem silných cechů koželuhů, jirchářů a barvířů, kteří využívali (a znečišťovali) řeku a obávali se ohrožení svých živností.
V roce 1806 nařídil Napoleon Bonaparte vybudovat ve městě 15 fontán. Tak vznikly např. fontány Feláhova, Censier, Lédina, Martova, Palmová nebo svatého Eustacha. Napoleon rovněž v roce 1802 rozhodl o výstavbě kanálu Ourcq. Voda z tohoto kanálu byla do kašen rozvedena již v roce 1809, kanál sám byl dokončen až v roce 1825.
Významně se rovněž o pitnou vodu v Paříži zasloužil anglický filantrop Richard Wallace, který od roku 1872 financoval výstavbu tzv. Wallaceových fontán.
V současnosti spravuje pařížskou vodovodní síť městská společnost Eau de Paris. Největší zásobárnou pitné vody je nádrž Montsouris o objemu 202 000 m³. Voda je přiváděna z oblasti Évry a Orly.

## Podnebí
| Měsíc    | Minimum (rok) | Maximum (rok) |
| -------- | ------------- | ------------- |
| Leden    | −14,61 (1940) | 16,1 (1999)   |
| Únor     | −14,7 (1956)  | 21,4 (1960)   |
| Březen   | −9,1 (1890)   | 25,7 (1955)   |
| Duben    | −3,5 (1879)   | 30,2 (1949)   |
| Květen   | −0,1 (1874)   | 34,8 (1944)   |
| Červen   | 3,1 (1881)    | 37,6 (1947)   |
| Červenec | 6,0 (1907)    | 40,4 (1947)   |
| Srpen    | 6,3 (1881)    | 39,5 (2003)   |
| Září     | 1,8 (1889)    | 36,2 (1895)   |
| Říjen    | −3,1 (1890)   | 28,4 (1921)   |
| Listopad | −14,0 (1890)  | 21,0 (1899)   |
| Prosinec | −23,9 (1879)  | 17,1 (1989)   |

Paříž leží v mírném podnebném pásu a je ovlivněna oceánickým podnebím, což znamená, že léta jsou zde relativně chladná (18 °C v průměru) a zimy mírné (průměr 6 °C). Ve všech ročních obdobích často prší a mění se počasí. Urbanistický vývoj způsobuje zvýšení teploty a pokles počtu dnů s mlhou.

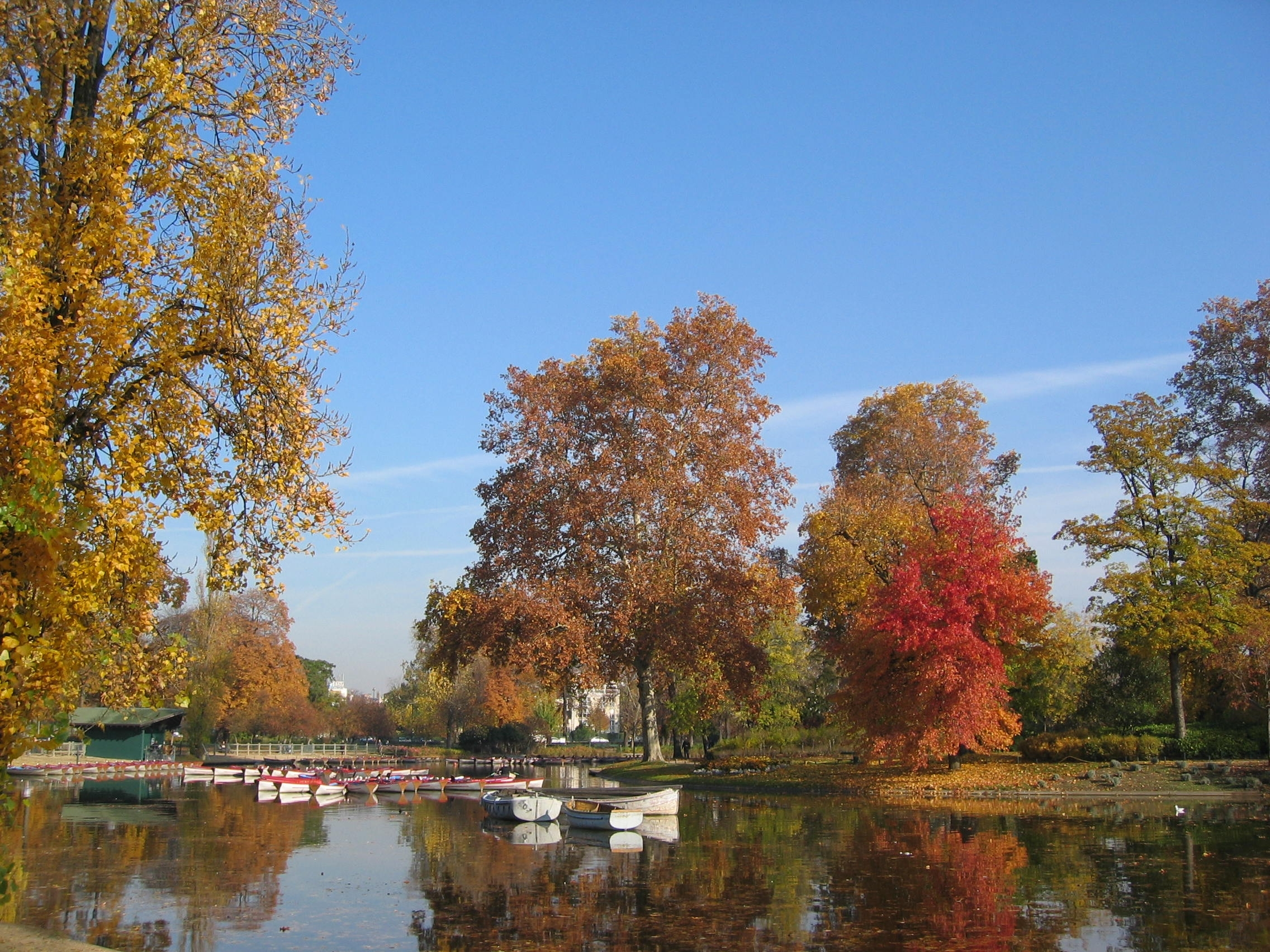
Podzim ve Vincenneském lesíku

Paříž má v průměru asi 1630 slunečních hodin za rok (francouzský průměr činí 1973 hodiny). Dešťové srážky dosahují v průměru 641 mm za rok a v jednotlivých měsících jsou velmi vyrovnané. V průměru je 111 deštivých dnů v roce, ale deště nejsou prudké. Sníh je v Paříži vzácný (padá průměrně jen 15 dní v roce) a zřídkakdy vydrží v centru města déle než jeden den. Teplota překročí 25 °C v průměru 43 dny v roce a devětkrát ročně přesáhne 30 °C. Vítr je obecně mírný (zhruba 50 dnů s nárazy přesahujícími 50 km/h), vane převážně západním a jihozápadním směrem. Dne 26. prosince 1999 byly během vichřice, která Evropu postihla, na meteorologické stanici v parku Montsouris zaznamenány poryvy větru až 169 km/h a na vrcholku Eiffelovy věže překročily dokonce 220 km/h, což je absolutní rekord okamžité rychlosti od zahájení meteorologických měření v roce 1873.

## Životní prostředí
Životní prostředí v Paříži je ovlivněno vysokou koncentrací obyvatel. Město má malý podíl veřejné zeleně, pouhých 5,8 m² zeleně na jednoho obyvatele. Započteme-li Boulogneský lesík a Vincenneský lesík, stoupne poměr na 14,5 m². Obec v rámci městského plánování zavedla pojem „koeficient biotopu“, takže stavitel musí při každé stavbě vyčlenit část svého pozemku na zelenou plochu.

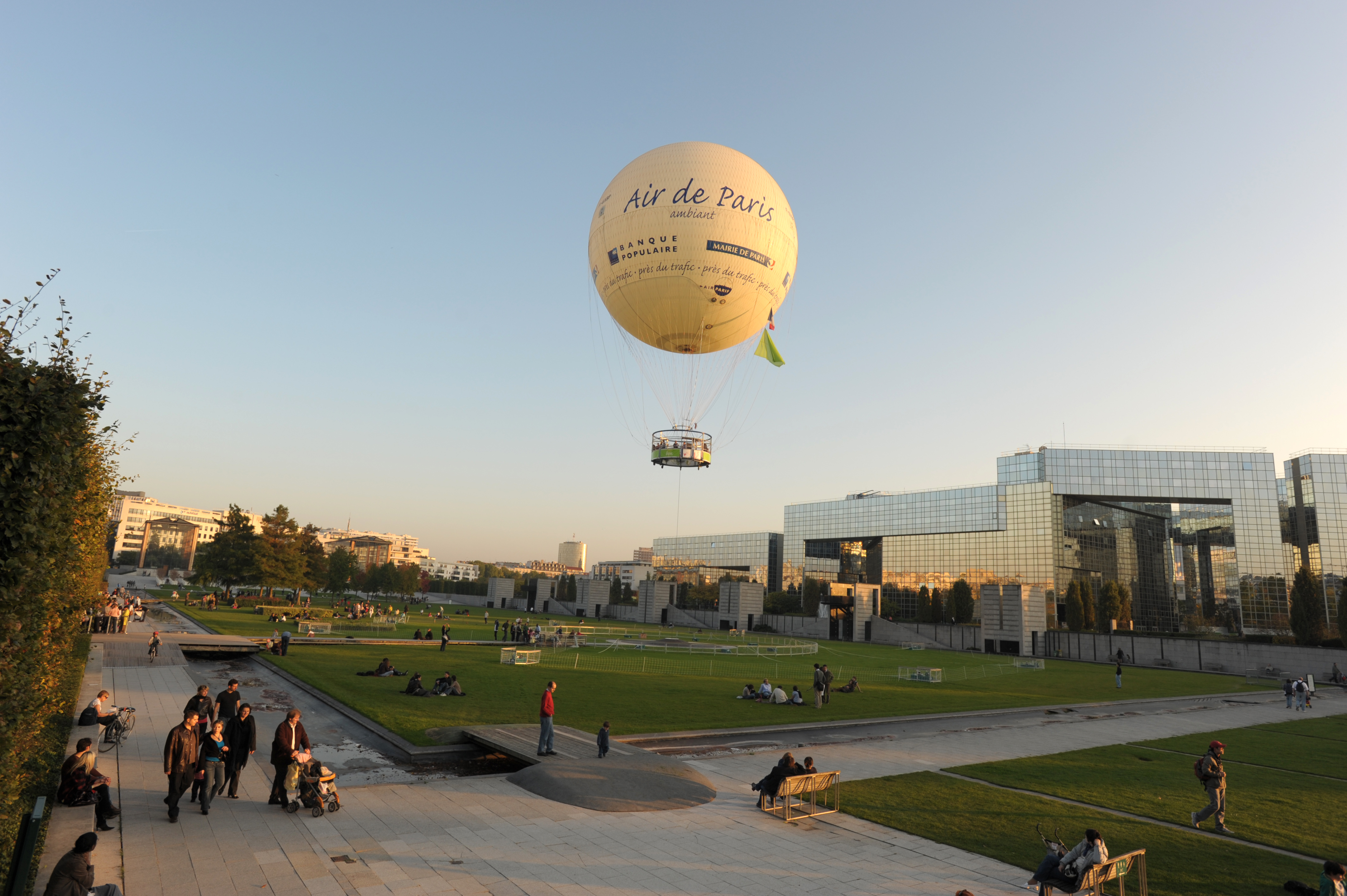
Balon v parku André Citroëna mění barvu podle míry znečištění ovzduší

Znečištění ovzduší v Paříži a regionu Île-de-France monitoruje od 1979 společnost Airparif. Znečištění souvisí především s dopravou, neboť průmyslových podniků je již málo a nacházejí se především na okraji Paříže. I když oceánické klima obecně vede k rozptylu znečišťujících látek, při anticyklonálním počasí se škodliviny hromadí a zvyšuje se hladina oxidů dusíku a pevných částic. Letní podmínky (vysoké teploty a sluneční svit) podporují zvyšování koncentrace ozonu.
Dalším problémem je vysoká hladina hluku. Politika pařížské radnice sice směřuje k omezení užívání automobilů, to ale na druhé straně vede k nárůstu provozu motorek.
Voda distribuovaná v Paříži pochází z 50 % z podzemních vod a z 50 % z upravených vod Seiny a Marny. Odpadní voda se mísí s dešťovou a míří do čistírny odpadních vod v Achères.

## Demografie
Podle INSEE měla Paříž k 1. lednu 2008 celkem 2 211 297 obyvatel (k 1. lednu 2007 jich bylo 2 193 030), což ji řadí na páté místo v Evropské unii. Vzhledem k relativně malé rozloze města (pouhých 10 540 ha) dosáhla hustota zalidnění 20 980 obyvatel na km² (v roce 2007 20 870), což je jedna z nejvyšších v Evropě.

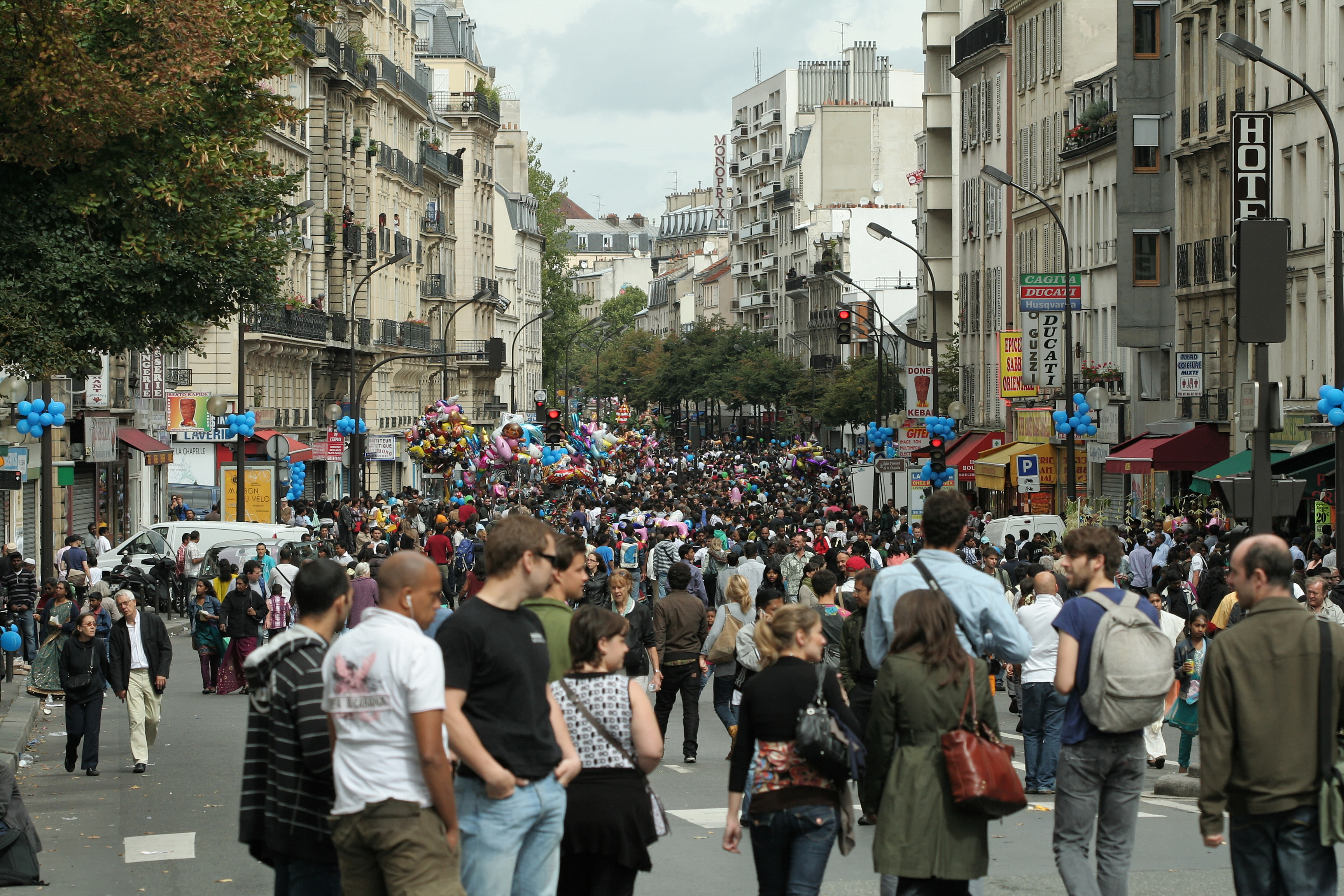
Pařížané v ulici Rue Marx-Dormoy

V roce 2007 zahrnovala pařížská aglomerace (podle definice INSEE) 396 obcí s celkovým počtem 10 197 678 obyvatel. Tzv. metropolitní oblast, tj. území pod silným vlivem hlavního města, zahrnovalo 1. lednu 2008 11 899 544 obyvatel, což z ní činí dvacátou největší metropolitní oblast na světě a třetí v Evropě.
Městská populace je relativně mladá: v roce 2008 dosahoval podle INSEE podíl obyvatel ve věku do 35 let 46 %, přičemž celorepublikový průměr je 41,85 %.

Mrakodrapy Front-de-Seine ze 70. let ve čtvrti Beaugrenelle

Demografie v Paříži netvoří samostatný celek, je zcela závislá na předměstí. Tento fakt vychází z relativně malého území vlastního města v srdci regionu Île-de-France, kde dochází k permanentnímu pohybu obyvatelstva. Počet obyvatel v Paříži od 50. do 60. let 20. století výrazně klesal a tento trend se zastavil v roce 1999. Od té doby do roku 2008 počet obyvatel vzrostl o 86 000.
Hlavním důvodem je změna v poměru mezi přirozeným přírůstkem (rozdíl mezi porodností a úmrtností) a migrací (rozdíl mezi počtem přistěhovaných a odstěhovaných). Přirozený přírůstek byl sice v letech 1968–1990 pozitivní, ale relativně nízký a nemohl ani zdaleka vyvážit čistou migraci, která byla negativní (z Paříže se vystěhovalo velmi mnoho lidí). Rozdíl mezi těmito dvěma bilancemi pak vytvořil celkové záporné saldo, tj. úbytek obyvatel. Od roku 1999 se přirozený přírůstek zvyšuje, neboť roste počet narozených dětí (porodnost je nyní se 14,6 ‰ v letech 1999 až 2008 nad celostátním průměrem) a snižuje se úmrtnost. Klesá migrační deficit (-0,3 % v období 1999–2008 oproti -0,7 % ročně v letech 1990–1999, −0,6 % v letech 1982–1999, −1,1 % v letech 1975–1982 a −2,1 % v období 1968–1975). Statisticky se tak počet obyvatel Paříže mírně zvyšuje a populace mládne.
Od počátku 60. let do 90. let se snižoval počet bytů, ale od roku 1990 se tento trend obrátil. V roce 1990 jich bylo v Paříži 1 095 090, v roce 1999 1 110 912 bytů a v roce 2008 1 148 145 bytů. Tento pohyb je součástí obecného trendu růstu městského obyvatelstva center aglomerací ve Francii i v Evropě.
Průměrná velikost rodin se rovněž v Paříži výrazně snížila. Dochází k poklesu soužití více generací dospělých a snížení počtu dětí v jedné rodině. I přes celkový nárůst porodnosti od roku 2000 zůstává mnoho mladých bez dětí, především vzhledem k finanční nedostupnosti větších bytů v centru města. Proto se naopak páry s více dětmi stěhují na předměstí, kde se bydlí příjemněji a levněji. Příčinou je rovněž fakt, že 58 % pařížských bytů má jen jeden nebo dva pokoje.
| 1801    | 1851      | 1901      | 1954      | 2004      |
| ------- | --------- | --------- | --------- | --------- |
| 546 000 | 1 053 000 | 2 714 000 | 2 850 000 | 2 143 000 |

V Paříži žije oproti zbytku země nadprůměrný počet studentů, mladých pracujících a dále starších osob, takže rodiny nejsou dostatečně zastoupeny. V roce 2008 zde na 1 148 720 domácností připadalo 501 836 rodin, které tvořilo 1 433 376 lidí (68 % pařížské populace), takže 51,4 % domácností představovala jedna osoba (tj. 590 122 lidí), což je asi 28 % všech Pařížanů. 43 % pařížských rodin se skládá z bezdětného páru do 25 let (433 000 lidí), 39,3 % rodin a párů má alespoň jedno dítě a 17,6 % rodin jsou samoživitelé (francouzský průměr je 13,5 %). V roce 2008 bylo 70,2 % párů v Paříži (tj. 27,5 % z celkového počtu obyvatel Paříže) sezdaných (oproti 76,9 % párů ve Francii) a 21,5 % párů tvoří svobodní. Pařížská populace je rovněž postižena vysokou rozvodovostí, v letech 2006–2008 připadalo 20,5 rozvodu na 1000 sňatků, což je nejvíce z francouzských departementů. V Paříži je zároveň uzavřena většina registrovaných partnerství ve Francii.
Průměrná plodnost činila v roce 2008 v Paříži 1,57 dítěte na jednu ženu, což je pod regionálním (2,01) i celostátním (2,0) průměrem. Počet dětí na jednu domácnost je rovněž nízký: 43 % rodin nemá žádné potomky mladší 25 let a téměř 25 % má jen jedno dítě. Jen 8,9 % rodin má tři nebo více dětí, což je méně než regionální (11,8 %) i celostátní (9,6 %) průměr, především kvůli malému počtu bytů a vysokým cenám nemovitostí.

### Sociologie města

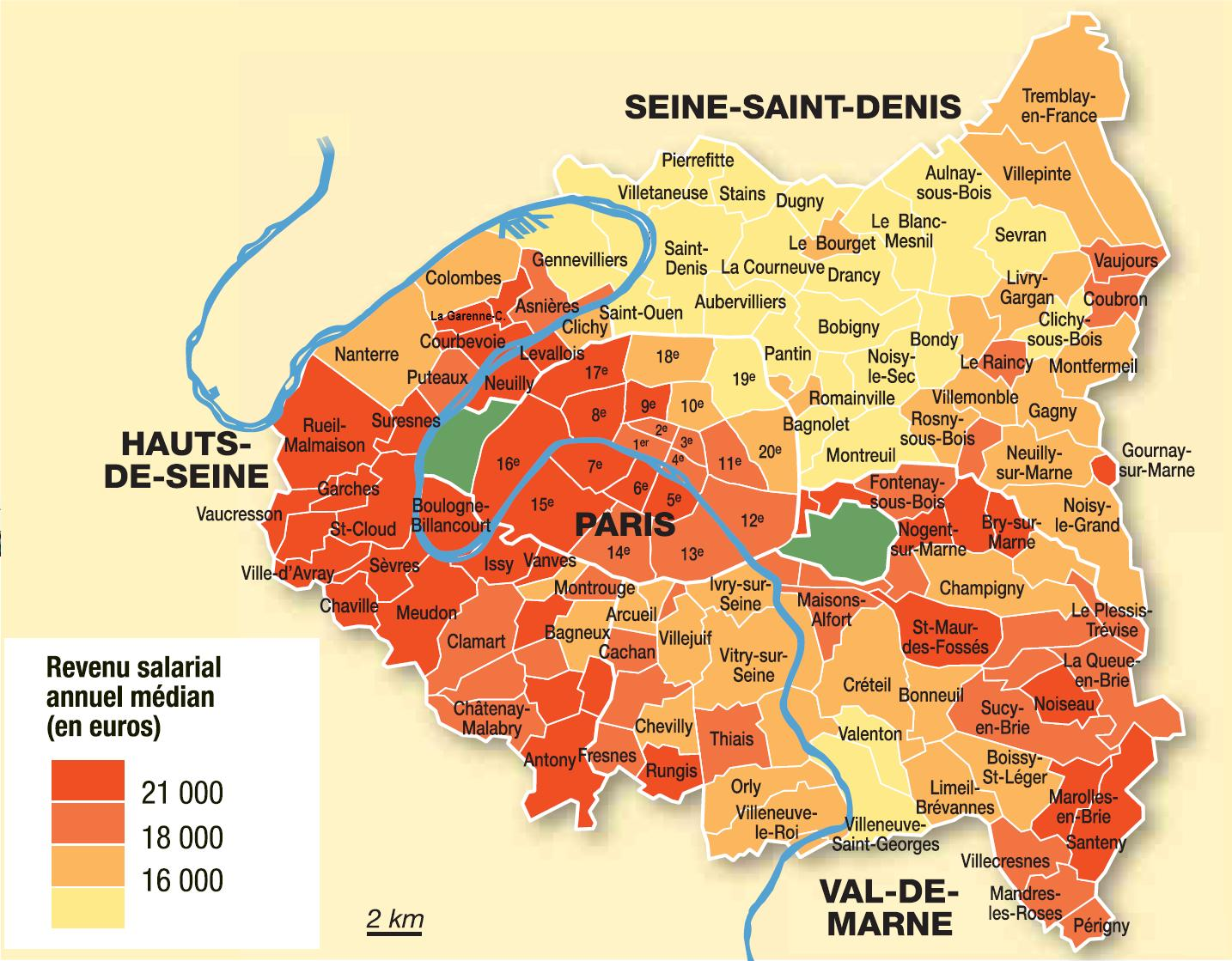
Výše příjmů v Paříži a okolí:
červená: >21 000 €/rok
žlutá: <16 000 €

S 27 400 € průměrného příjmu na domácnost v roce 2001 jsou zdejší domácnosti nejbohatší ve Francii. Také okolní čtyři departementy Hauts-de-Seine, Yvelines, Essonne a Val-de-Marne jsou na vysokých příčkách. Tento fakt je dán koncentrací vysoce kvalifikovaných profesionálů s vysokými příjmy v regionu Île-de-France.
Přesto nelze Paříž označit za „město bohatých“, s vysokým podílem mohovitých lidí, neboť struktura obyvatel je zde velmi smíšená. Podle indexu parity kupní síly jsou skutečné příjmy Pařížanů výrazně nižší oproti nominálním: životní náklady (především nájemné) jsou zvláště vysoké a některé druhy potravin jsou v Paříži dražší než ve zbytku Francie. Průměrný příjem skrývá rozdíly, kdy několik málo velmi vysokých příjmů může zastínit větší počet příjmů velmi nízkých. V případě Paříže 10 % nejvyšších příjmů představuje 50 961 € ročně.

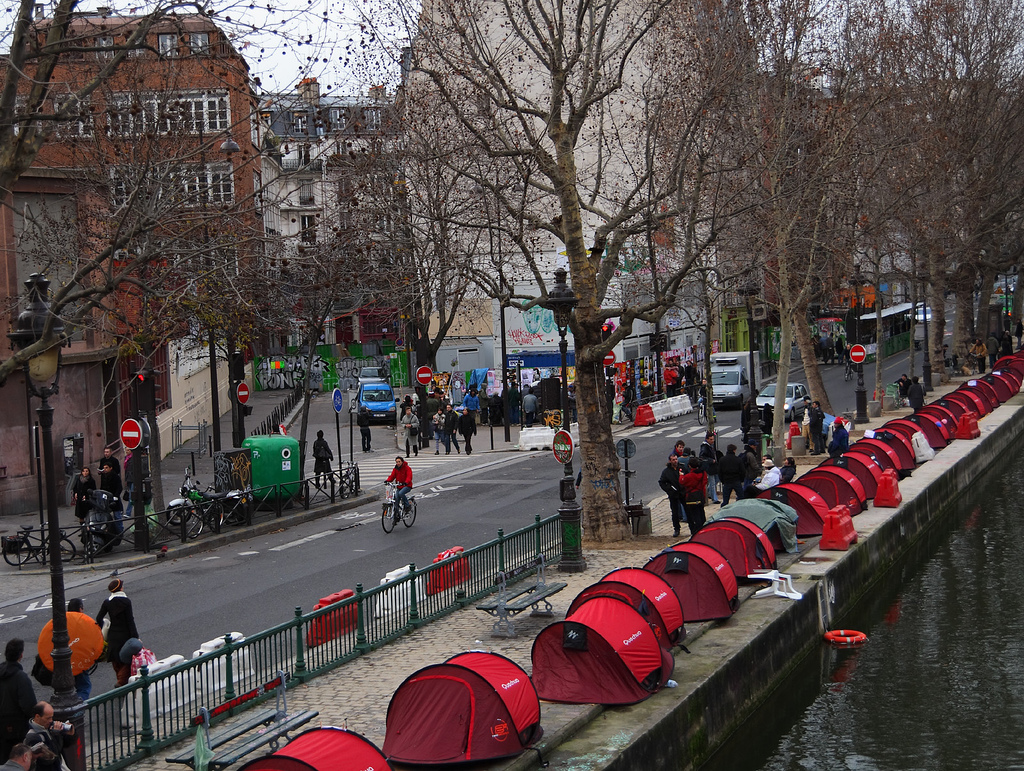
Stanové městečko bezdomovců na břehu kanálu Saint-Martin

Sociální rozdíly se tradičně vyskytují mezi obyvateli západní části Paříže (většinou bohatými) a obyvateli východních obvodů. Průměrný příjem v 7. obvodu byl v roce 31 521 € na domácnost, tedy více než dvojnásobek proti 19. obvodu, kde dosahoval 13 759 €. 6., 7., 8. a 16. obvod patří mezi nejbohatší v regionu, zatímco 10., 18., 19. a 20. obvod mají nejnižší průměrný příjem v Île-de-France. Rozdíl mezi příjmy desetiny nejbohatších a desetiny nejchudších je ve 12. obvodu, kde tvoří poměr 6,7 oproti 2. obvodu, kde je první skupina 13× bohatší než skupina nejchudších, takže Paříž je departementem s největšími sociálními rozdíly.
S tím je spojeno i vytváření etnických a sociálních ghett v některých čtvrtích jako např. ve čtvrti Rochechouart. Sociální složení okrajových obvodů odpovídá složení sousedních předměstí. Zatímco západní 16. obvod leží v sousedství bohatých předměstí Boulogne-Billancourt, Neuilly-sur-Seine nebo Levallois-Perret, severní a severovýchodní obvody (18. 19. a 20.) mají za sousedy předměstí chudší. V těchto třech obvodech žije 40 % chudých v Paříži. V některých zdejších čtvrtích (např. Goutte d'Or) se spojují mnohé sociální problémy: nízké vzdělání, nezaměstnanost nebo špatný zdravotní stav obyvatel. Rovněž 32,6 % pařížských rodin cizinců pocházejících z území mimo Evropskou unii žije pod hranicí chudoby, zatímco u obyvatel francouzského původu je to pouze 9,7 %.
Pro některé čtvrti je charakteristický vznik specifických komunitních skupin jako např. Marais, kde se koncentruje velká gay komunita, a rovněž společenství aškenázských židů, kteří v okolí ulice Rue des Rosiers žijí již od 13. století. Ve 13. obvodu zase vznikla velká asijská čtvrť.

### Imigranti

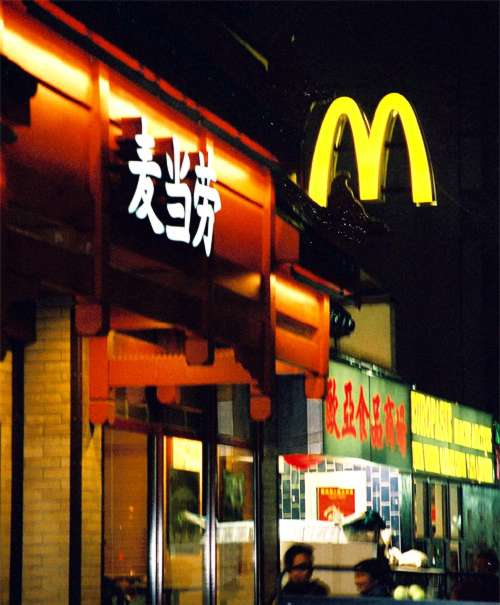
McDonald's v asijské čtvrti

Při sčítání lidu se ve Francii nezjišťuje etnický původ obyvatelstva nebo náboženské vyznání, ale získávají se informace o rodné zemi. Z těchto údajů vyplývá, že Paříž je jedna z nejvíce multikulturních oblastí v Evropě. Při sčítání lidu v roce 1999 bylo z celkového počtu obyvatel ve městě 19,4 % narozených mimo území Francie. Podle tohoto sčítání 4,2 % obyvatel Paříže tvořili nedávní přistěhovalci (do Francie přišli mezi sčítáním z let 1990 a 1999), většinou z Číny a Afriky. Kromě toho zde žije 15 % muslimů.
První velká imigrační vlna do Paříže začala kolem roku 1820 příchodem německých rolníků, kteří svou zemi opustili kvůli zemědělské krizi. Několik dalších migračních vln pak následovalo nepřetržitě až do současnosti: Italové, Češi a Slováci a dále židé ze střední a východní Evropy
 během 19. století, Rusové po Říjnové revoluci v roce 1917, obyvatelé francouzských kolonií během první světové války, Poláci mezi světovými válkami, Španělé, Italové, Portugalci a obyvatelé severní Afriky od 50. do 70. let 20. století, sefardští židé po získání nezávislosti zemí severní Afriky a také Asiati. Významnou skupinu imigrantů tvořili rovněž Američané.
Usídlení přistěhovalců ve městě závisí na pocitu sounáležitosti. Proto se v 18. a 19. obvodu soustřeďuje velká část přistěhovalců ze subsaharské Afriky, zejména ve čtvrti Château-Rouge, zatímco v Belleville žijí silné komunity ze severní Afriky a z Číny. Rovněž ve 13. obvodu vznikla asijská čtvrť přistěhovalců z Kambodže, Laosu, Thajska nebo Číny.

## Politika a správa města

### Historický vývoj
Ve středověku vznikly v Paříži dva úřady, které existovaly až do období Velké francouzské revoluce – prévôt de Paris (česky představený Paříže) a prévôt des marchands (tj. doslova představený cechu obchodníků) a oba se podílely svým způsobem na správě města.

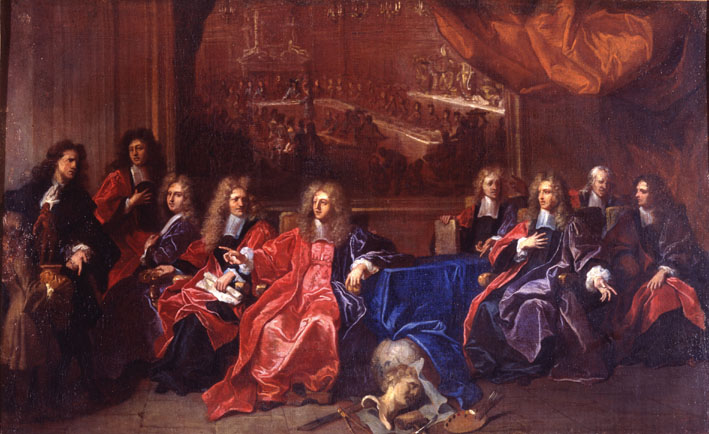
Prévôt a konšelé (1689)

Prévôt de Paris zhruba odpovídal v historii českých zemích postavení rychtáře. Ve městě zastupoval zájmy francouzského krále. Když bylo Pařížské hrabství za vlády Huga Kapeta připojeno ke královské koruně, ten zde jmenoval správce. Přesné datum není známo, nejstarší písemná zmínka o titulu prévôta je v listině z roku 1060. Pařížský prévôt byl zodpovědný za bezpečnost ve městě a z titulu své funkce byl nejvyšším městským soudcem. Úřad prévôta postupně získal větší množství pravomocí jako zástupce panovníka ve městě. Zasahoval do jednání městské rady, pokud se dotýkala zájmů krále. Dohlížel na správu justice a účastnil se zasedání generálních stavů jako hlavní soudce Paříže. Účastnil se též zasedání královské rady. Potvrzoval výnosy městské rady, byla mu podřízena i šlechta, dohlížel na pořádek a bezpečnost ve městě, tedy na správu zbraní, městské hlídky apod. Sídlil na pravém břehu v paláci Grand Châtelet, který zároveň sloužil i jako vězení. Úřad zanikl za Francouzské revoluce v roce 1792; posledním pařížským prévôtem byl Anne Gabriel Henri Bernard de Boulainvilliers.
Prévôt des marchands naopak odpovídal purkmistrovi v českých městech a vykonával správu jménem obce. Název funkce byl odvozen od pařížského cechu obchodníků. Cech měl právo volit si svého představitele, který prosazoval jejich zájmy. Mocná korporace měla od roku 1170 monopol na dodávky zboží do města po Seině a postupně se prosadila ve správě města. Král Ludvík IX. se rozhodl upravit správu města tak, že se přísežní cechu obchodníků stali radními a jejich vůdce získal titul prévôt des marchands. V roce 1263 cech obchodníků poprvé zvolil představitele pařížské obce, kterým byl Évrard Valenciennes, a jeho pomocníky byli jmenováni čtyři konšelé. Kompetence prévôta des marchands byla teoreticky omezena jen na dohled nad obchodem se zbožím, ale postupně získával ve městě politický vliv. Byl zodpovědný za zásobování města, veřejné práce i městské daně a měl pravomoc nad říčním obchodem.

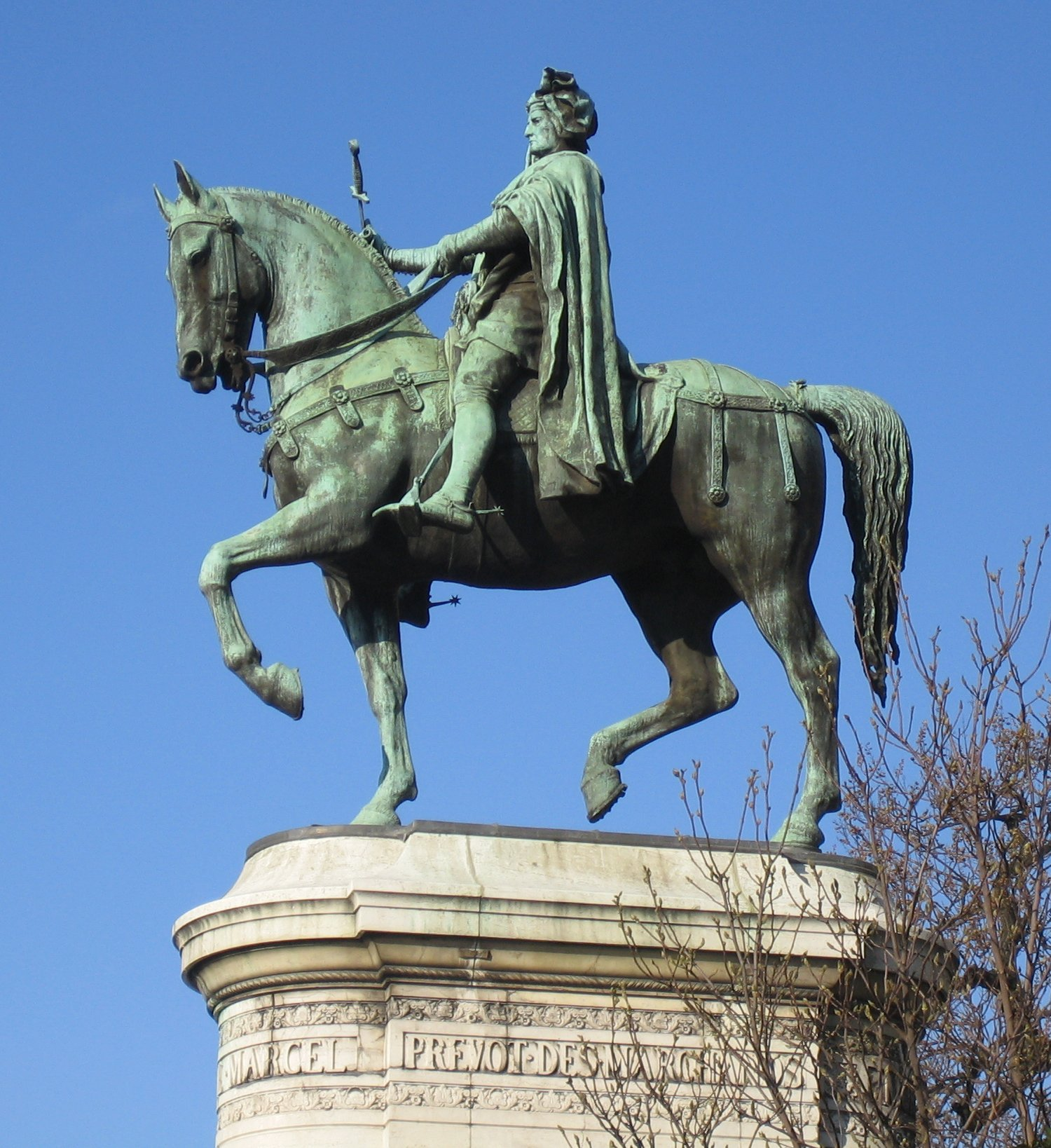
Jezdecká socha Étienna Marcela u radnice (jižní fasáda na Quai de l'Hôtel-de-Ville), bronz, 1880

Vrchol moci tohoto úřadu je spojen se jménem Étienna Marcela (1354–1358), který vedl povstání proti králi a donutil dauphina, budoucího krále Karla V., k politickým ústupkům. Po Marcelově porážce byly pravomoci prévôta omezeny a roku 1383 po povstání maillotinů proti nové dani, kterou podporoval i pařížský prévôt, byl úřad na několik let rozpuštěn. V roce 1388 byl úřad obnoven, ale od roku 1412 byl prévôt podřízen králi.

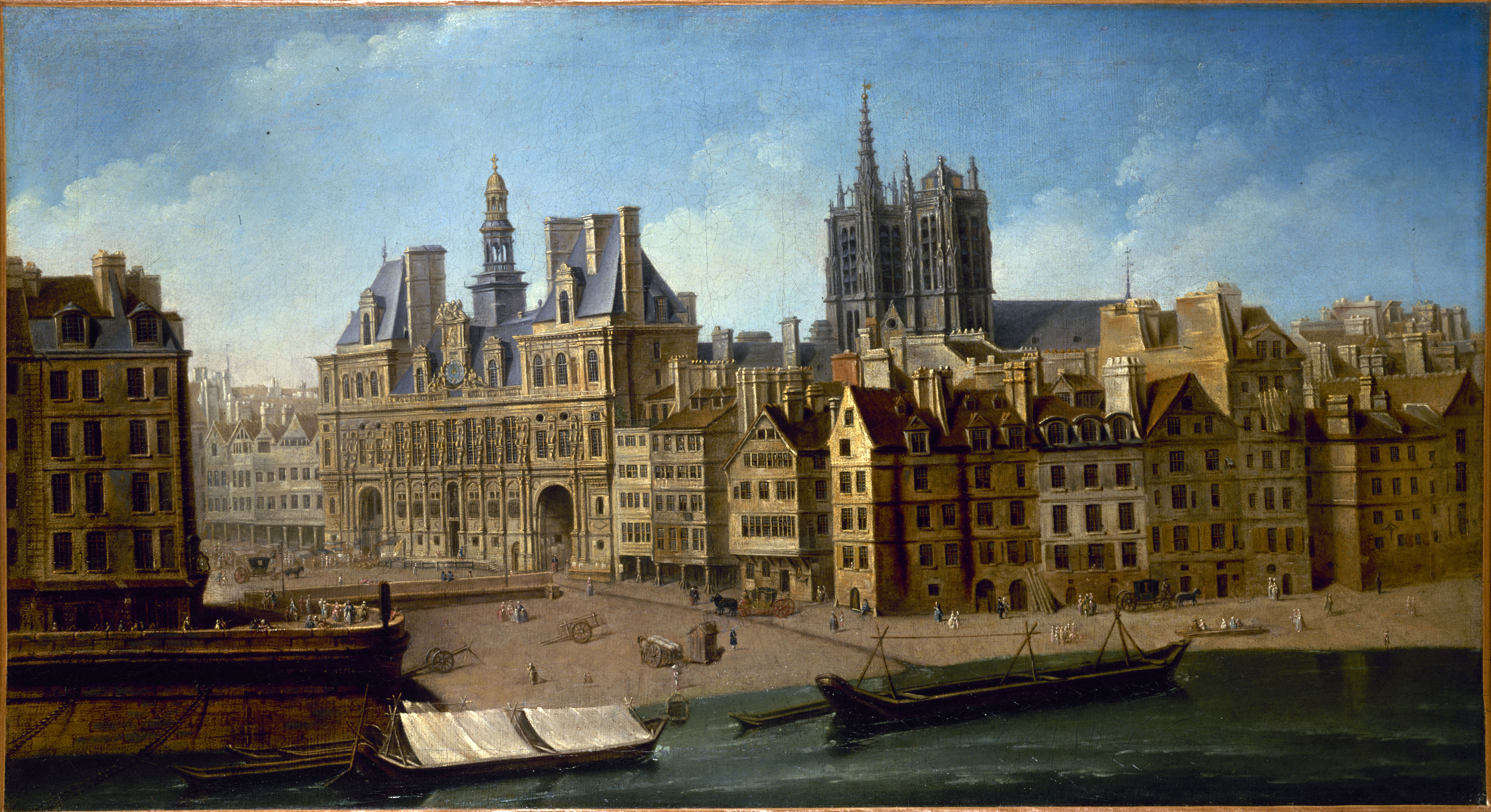
Nicolas-Jean-Baptiste Raguenet: Hôtel de Ville et Place de Grève, 1753, (Musée Carnavalet)

Étienne Marcel rovněž umístil svůj úřad v červenci 1357 do domu s podloubím na náměstí Place de Grève. Od té doby je zde centrum pařížských městských institucí. Budova sloužila i jako městská tržnice. Předtím se městská obec scházela ve 13. století poblíž pevnosti Petit Châtelet na levém břehu v místě dnešní ulice Rue Soufflot a na počátku 14. století se přesunula na Montagne Sainte-Geneviève. Původní středověký dům nahradil v 16. století renesanční palác. Výstavba začala v roce 1533 a byla dokončena až roku 1628. V letech 1836–1850 proběhlo rozšíření budovy, při kterém byla zachována renesanční fasáda. Při bojích za Pařížské komuny radnici v roce 1871 podpálili komunardi. Budova vyhořela i s městským archivem a byla obnovena v letech 1874–1882.
Funkce prévôta byla stále častěji obsazována královskými úředníky z oblasti práva či financí namísto pařížských měšťanů. Do Velké francouzské revoluce se vedení pařížské radnice skládalo z těchto osob: prévôt des marchands, čtyři konšelé, 36 poradců a 16 zástupců městských čtvrtí (tzv. quartenier).

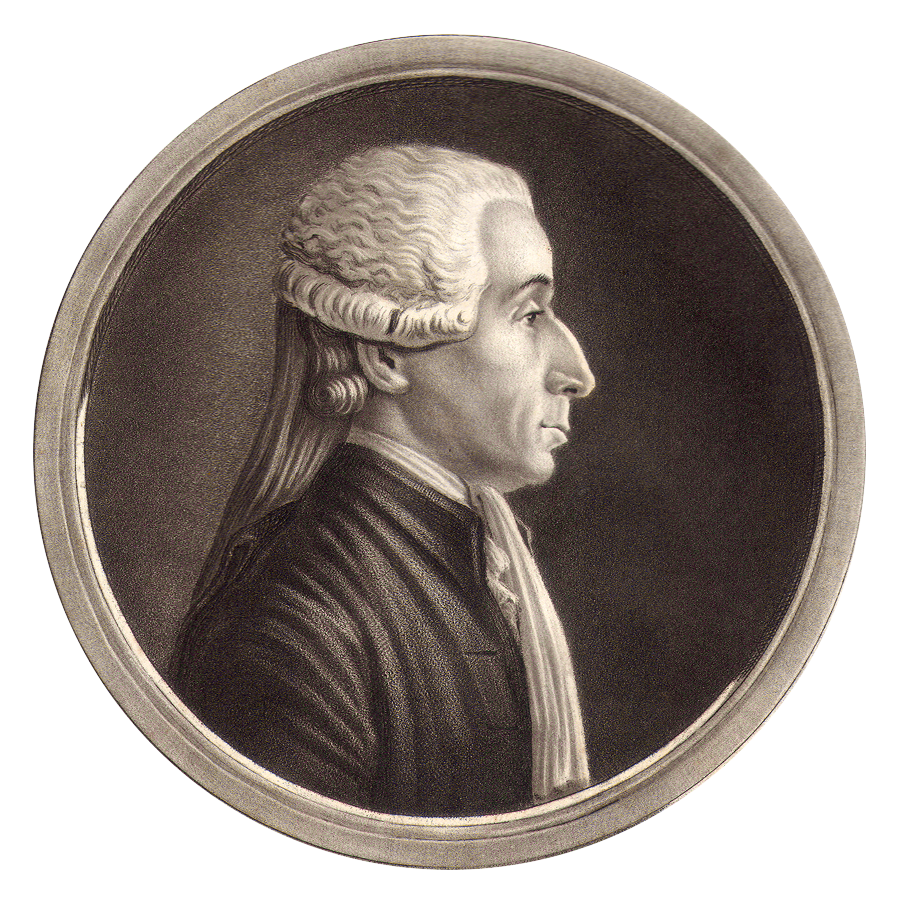
Jean Sylvain Bailly, první pařížský starosta (1789–1791)

Posledním prévôtem v historii byl Jacques de Flesselles, jmenovaný 21. dubna 1789. Když 27. května 1789 zástupci třetího stavu žádali podíl na správě a vedení města, Jacques de Flesselles jejich požadavky odmítl jako nelegální. 25. června 1789 byl návrh opět předložen a pod tlakem veřejnosti přiznal Jacques de Flesselles účast 12 volených zástupců ve správě města. První zasedání tohoto shromáždění se konalo 13. července 1789 a Jacques de Flesselles byl zvolen jeho prezidentem. Ovšem již následujícího dne, 14. července, proběhl útok na Bastillu. Vzbouřenci, kteří hledali na radnici zbraně, žádné nenašli a Flessellese obvinili ze spojení s králem. Byl tedy téhož dne před radnicí zastřelen a jeho hlavu nosil dav po ulicích nabodnutou na kopí. Dosavadní funkce prévôta zanikla a příštího dne byl zvolen první pařížský starosta Jean Sylvain Bailly. Ten stál v čele tzv. Pařížské komuny, která v letech 1789–1795 představovala nejvyšší správní orgán města.
Od 11. října 1795 bylo město Paříž rozděleno na 12 obvodů, které fungovaly jako samostatné obce s vlastními radnicemi. 17. února 1800 však Napoleon Bonaparte těchto 12 radnic rozpustil a obvody se staly pouhými územně-správními jednotkami. Město mělo opět jednu společnou radnici. V jejím čele stál prefekt, který správu města řídil z Hôtel de ville. Samotná funkce starosty byla zrušena. V čele Pařížské rady zřízené podle zákona o obcích z 5. dubna 1884 stál prezident volený na jeden rok, což byla jen čestná funkce.
Funkce starosty byla v 19. století obnovena dvakrát, pokaždé však jen na velmi krátkou dobu. Od února do června 1848 během únorové revoluce a podruhé od září 1870 do června 1871 za Pařížské komuny.
Zákon ze dne 16. června 1859 upravil územní rozdělení Paříže tak, že vytvořil 20 městských obvodů, které existují dodnes. V čele každého obvodu stál starosta a dva přidělenci (adjoints) volení na tři roky. Zákon ze 14. dubna 1871 zvýšil počet přidělenců na tři a dobu trvání mandátu časově neomezil.

Vývoj politického zastoupení na radnicích 1983–2008

### Městská rada a starosta dnes
Paříž a departement Paříže spravuje pařížská radnice (fr. Mairie de Paris); výkonným orgánem je volená pařížská rada (Conseil de Paris) v čele s pařížským starostou. Radnice sídlí v historické budově Hôtel de ville de Paris.
Dne 10. července 1964 vznikl departement Paříž (po zrušení bývalého departementu Seine). Tento zákon dělí Paříž na obec a na departement. Paříž má od té doby pařížskou radu s pravomocemi jak zastupitelstva obce (samospráva), tak generální rady pro departement (státní správa). Paříž jako jediné město ve Francii v sobě takto spojuje obec i departement.
Radu tvořili volení zástupci každého obvodu a v jejím čele stál prezident, což byla čestná funkce. Francouzská metropole však (na rozdíl od jejích obvodů) funkci starosty stále neměla. V čele Paříže zůstával prefekt, tedy osoba jmenovaná státem, takže rada měla jen omezené pravomoci.

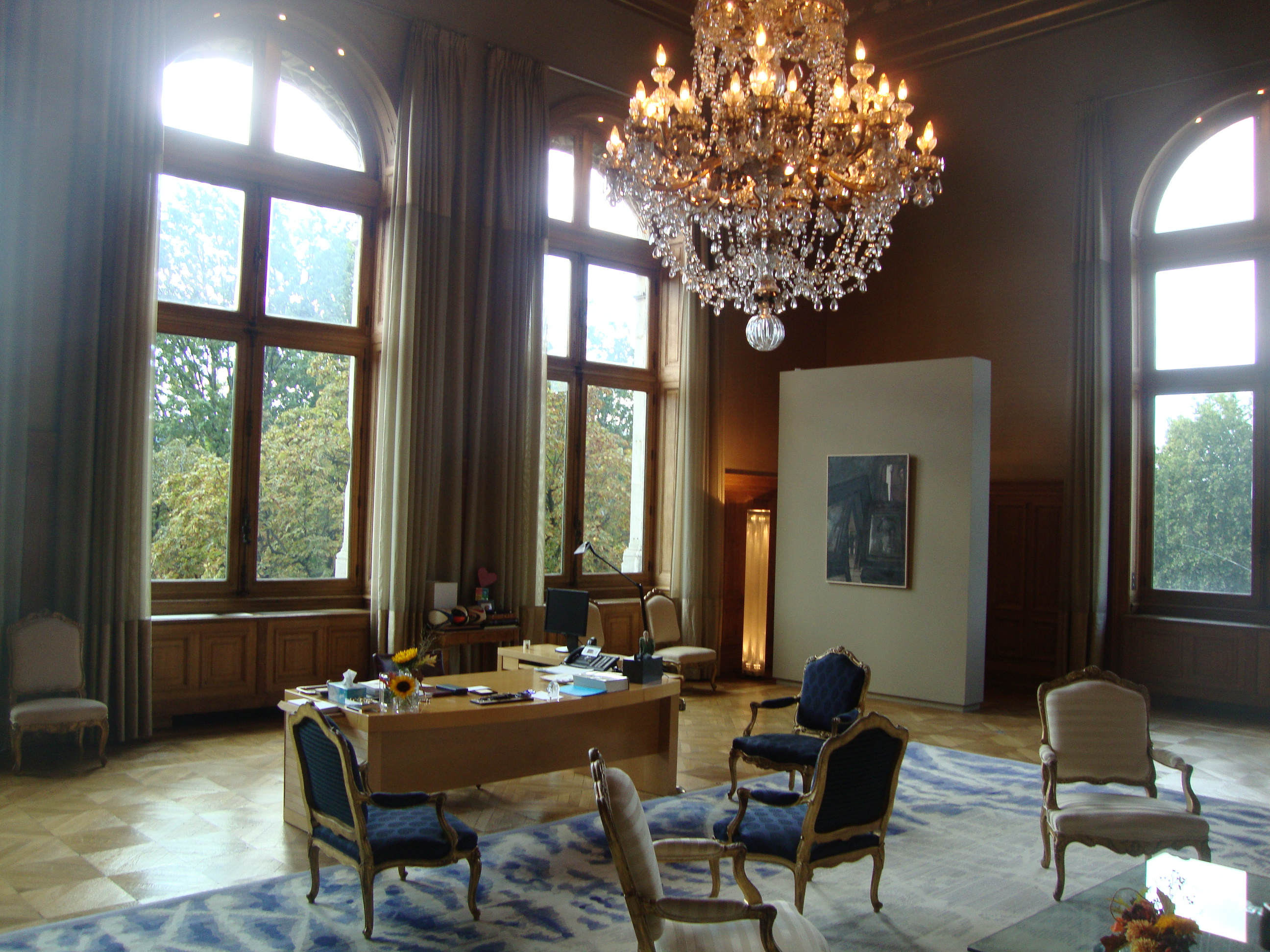
Pracovna pařížského starosty

Teprve zákon ze 31. prosince 1975 obnovil funkci starosty Paříže, který je představitelem města a rovněž předsedá pařížské radě. Je tedy jak představitelem obce, tak zároveň departementu (obdobně jako je hlavní město Praha obcí a zároveň VÚSC a pražský primátor představitelem obce i kraje). Pravomoci pařížského starosty sahají proto mnohem dále než starostů ostatních francouzských měst.
Zákon vstoupil v platnost v roce 1977. První obecní volby se konaly 25. března téhož roku a starostou se stal Jacques Chirac.
Dne 31. prosince 1982 vyšel tzv. zákon PLM (Paříž-Lyon-Marseille), který těmto třem velkým městům přiznal zvláštní práva v oblasti samosprávy. Na jeho základě je definována současná funkce pařížské rady. Starosta Paříže, který radě předsedá, tedy zároveň plní povinnosti prezidenta generální rady pro departement Paříž. Pařížská rada má 163 členy.
Paříž se dělí na dvacet obvodů, z nichž každý má radnici s voleným starostou a obvodní radou (conseil d'arrondissement). Obvodní rady spravují místní občanskou vybavenost (kulturní, společenské a sportovní podniky), tvoří druh vnitřní komunální decentralizace a jako prostředníci stojí mezi obyvatelstvem a ústředním orgánem – pařížskou radnicí. Jejich kompetence jsou poradní, omezené na správu zařízení; rozhoduje pařížská rada. Radnice obvodů nedisponují vlastními prostředky, nesestavují rozpočet a pravomoci jejich starostové jsou omezené.

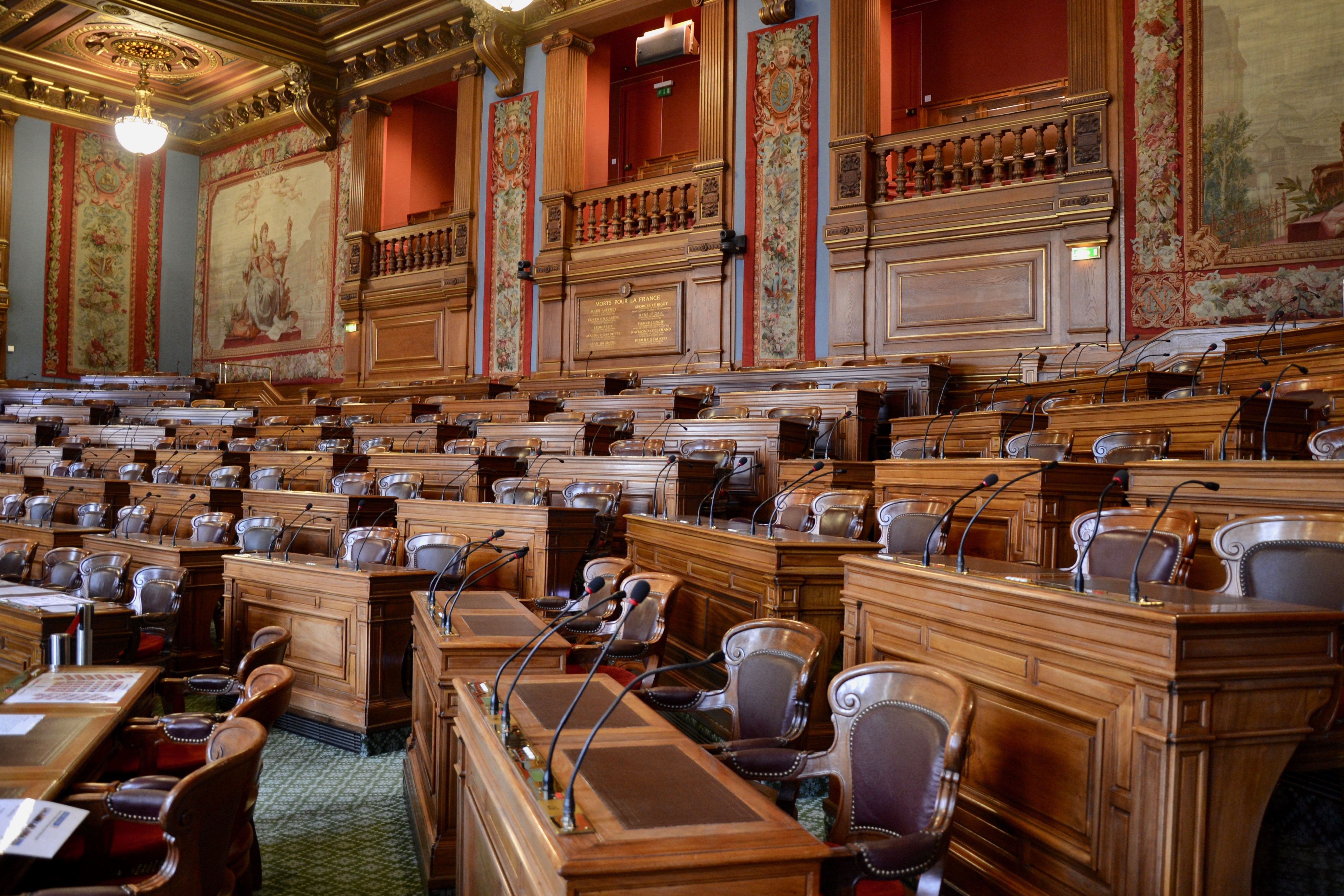
Zasedací sál Pařížské rady

Zákon z 29. prosince 1986 upravil správu a financování města. Převedl rovněž na starostu Paříže některé pravomoci, které zákon PLM původně svěřil policejnímu prefektovi: bezpečnost, dohled nad tržnicemi a ochranu veřejného městského majetku. Pařížská rada rovněž dohlíží na působení společností Sociétés d'économie mixte de Paris.
Doposud poslední změnu přinesl zákon z 27. února 2002. Týká se posílení pravomocí obvodních radnic v oblasti investic a přijímání zaměstnanců. Podle tohoto zákona přebírá starosta Paříže rovněž zodpovědnost za místní dopravu a parkování, čímž se výrazně omezily pravomoci Pařížské policejní prefektury.
Na základě tohoto zákona může vzniknout i tzv. rada čtvrti (conseil de quartier). Tu mohou ustanovit obyvatelé města, aby mohli snáze prosazovat návrhy týkající se života v jejich okolí. Tyto rady jsou vždy připojeny k radnici příslušného obvodu. Územní rozsah těchto rad ovšem nemusí nutně odpovídat hranicím administrativních čtvrtí. Proto je v Paříži těchto čtvrtí 121. Počet rad určují jednotlivé radnice obvodů většinou podle obvodů volebních. Fakticky tak množství rad závisí především na velikosti populace daného obvodu. Takže zatímco 3. obvod má jen tři rady čtvrtí, 15. obvod jich má deset.

### Paříž a předměstí
Na rozdíl od většiny velkých městských aglomerací ve Francii jako Lille nebo Lyon či jiných světových metropolí neexistuje v pařížské aglomeraci žádný zastřešující orgán pro město Paříž a jeho předměstí, který by koordinoval řešení problémů mezi jednotlivými samostatnými obcemi na hustě osídleném území. Tento nedostatek se projevil především při nepokojích v roce 2005, které se rozšířily právě na předměstích. Tyto události vyvolaly diskusi o zřízení administrativního celku, tzv. „Velké Paříže“. Od 1. ledna 2016 vznikne nová správní jednotka Métropole du Grand Paris zahrnující Paříž a obce v okolních departementech. Počet zástupců Paříže v metropolitní radě (conseil métropole) byl stanoven na 90.

### Čestné občanství

Mapa městských obvodů (volební obvody do komunálních voleb)

Pařížská rada může od roku 2001 udělit čestné občanství osobě z kteréhokoliv státu, která se zasloužila o svobodu jednotlivce, lidská práva nebo o svobodu tisku. Od roku 2001 se pro to rozhodla více než desetkrát, např. ho získala Ingrid Betancourtová (2002), Aun Schan Su Ťij (2004), dalajláma Tändzin Gjamccho (2008) nebo Džafar Panahí (2011).

### Volby

#### Obecní volby
Komunální volby se konají podle městských obvodů. Každý obvod volí své obvodní rady, které mají celkem 517 členů. Obvodní rady volí své starosty týden po volbách, obdobně jako v ostatních francouzských obcích. Z každého obvodu se také volí zástupci do pařížské rady, která pak volí starostu Paříže. Volební období je šestileté.

#### Volba Pařížské rady a starosty
Členové Pařížské rady jsou voleni za každý městský obvod ve všeobecných a přímých volbách. Volba probíhá ve dvou kolech. Počet zástupců jednotlivých obvodů v radě je určen počtem obyvatel obvodu, a proto kolísá od 3 do 17 osob za každý obvod.
Při prvním zasedání je tajným hlasováním zvolen starosta, který musí získat absolutní většinu hlasů v prvních dvou kolech nebo relativní většinu ve třetím kole. Tzv. starostovi přidělenci (adjoints), jejichž počet nesmí přesáhnout 48, jsou voleni radou podle stranických kandidátek s absolutní většinou.

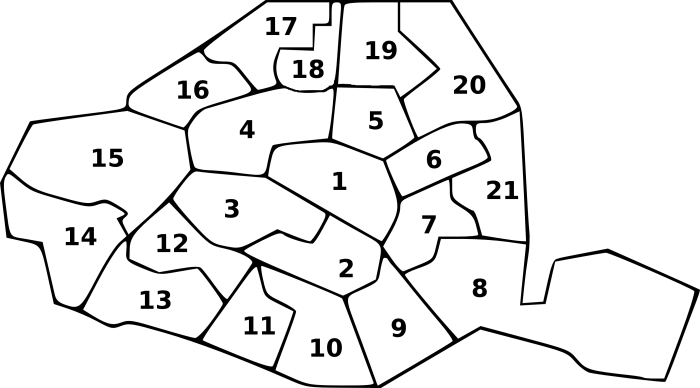
Mapa volebních obvodů pro parlamentní volby

#### Parlamentní volby
Departement Paříž je rozdělen do 21 volebních obvodů pro volby do Národního shromáždění a každý obvod volí jednoho poslance. Hranice těchto volebních obvodů se vždy neshodují s hranicemi městských obvodů, jako je tomu při obecních volbách.
Obvody mají totiž výrazně odlišný počet obyvatel, a proto jsou pro spravedlivější zastoupení v parlamentu málo obydlené centrální obvody (1., 2., 3. a 4.) spojeny do jednoho volebního obvodu a naopak lidnaté obvody jsou rozděleny do více volebních obvodů. 15. a 16. obvod jsou rozděleny každý na dva celky a 18. obvod dokonce na tři. V roce 2007 bylo za Paříž zvoleno 11 socialistických poslanců, 2 zelení a 8 za UMP.

### Územní organizace města

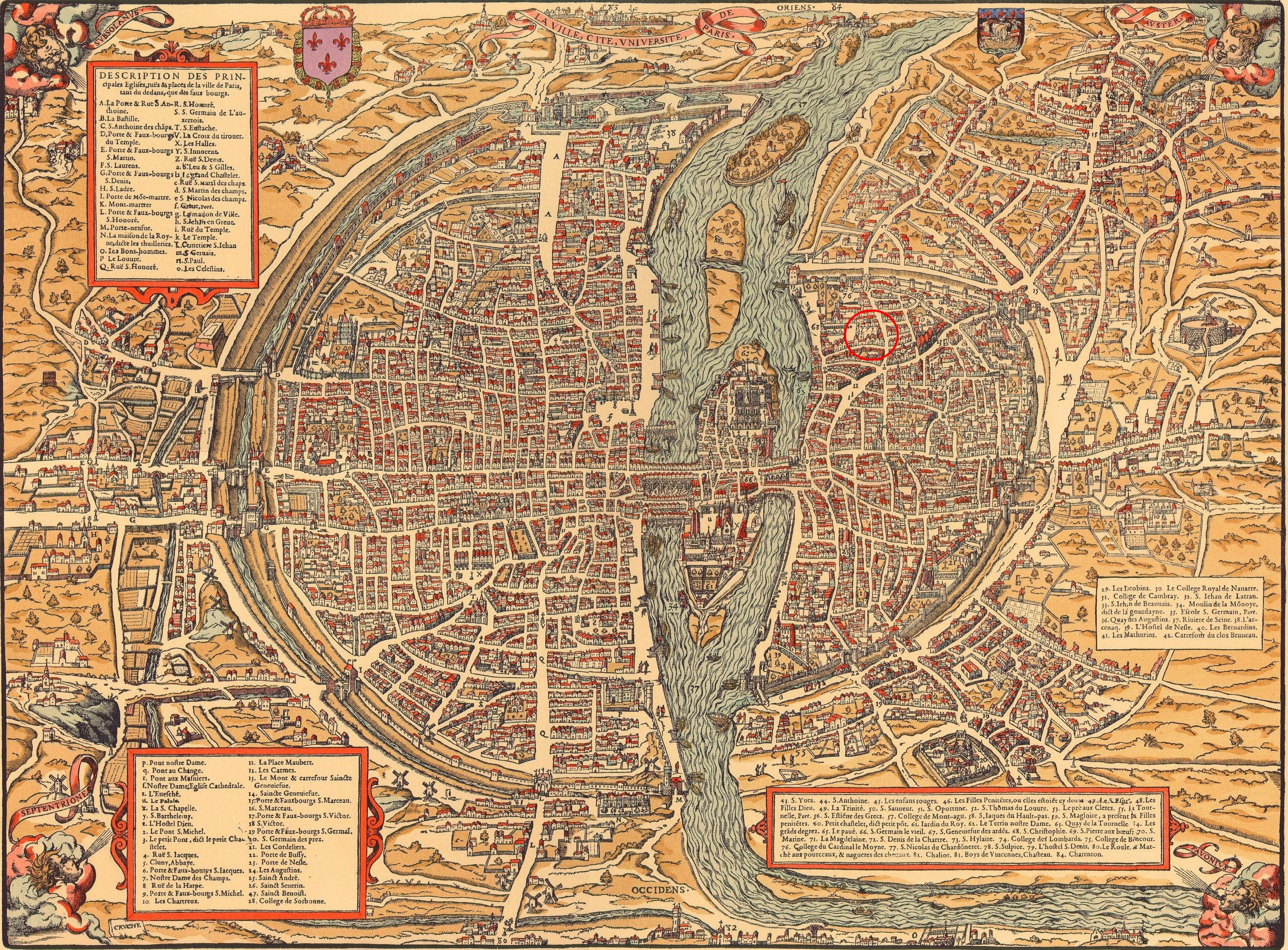
Plán města z roku 1575 (sever vlevo)

V raném středověku se Paříž dělila na čtyři čtvrtě. Před postavením hradeb Filipem II. Augustem to byly ostrov Cité a tři čtvrti na pravém břehu. Oblast levého břehu byla v držení klášterů. Po postavení hradeb se počet čtvrtí zvýšil na osm, protože se připojilo další území na obou březích řeky. Dalších osm čtvrtí pak vzniklo po dostavění hradeb za Karla V. v roce 1383. Až do konce 16. století tak byla Paříž rozdělena do šestnácti čtvrtí. V každé čtvrti byl jmenován správce (tzv. quartinier) odpovědný za administrativní úkoly a plukovník za bezpečnost a pořádek. V roce 1702 byl zvýšen počet pařížských čtvrtí na dvacet: pět na levém břehu, ostrov Cité a čtrnáct na pravém břehu: kde žilo asi 80 % populace. Čtvrtě byly pod dohledem policejních poručíků, kteří měli pod sebou dva inspektory v každé čtvrti (od roku 1708). Funkce quartierů se omezovala na výběr některých daní, desátků apod.
V dubnu 1789 bylo město rozděleno na 60 okrsků kvůli volbě delegátů do generálních stavů. Každá bývalá čtvrť byla rozdělena do tří nebo čtyř obvodů a každý z nich během roku po vypuknutí Velké francouzské revoluce sestavil oddíl Národní gardy.
Dne 21. května 1790 byl počet okrsků snížen na 48 tzv. revolučních sekcí, které byly vymezeny hranicemi tehdejších městských hradeb z let 1785–1788. Dne 11. října 1795 bylo správní členění Paříže opět upraveno. Sekce se změnily na čtvrtě a vždy čtyři čtvrtě tvořily jeden městský obvod, kterých bylo 12.
V letech 1840–1845 byly městské hradby posunuty do větší vzdálenosti od města. Dne 16. června 1859 vyšel zákon o nové organizaci Paříže. Hranice města byly posunuty až k novým hradbám a město pohltilo některé bývalé obce, které se nacházely na území mezi starými a novými hradbami. Území Paříže se tak rozšířilo ze 4365 ha o dalších 3438 ha na 7802 ha (respektive ze 3228 ha na 7088 ha pokud se nezapočítává plocha řeky Seiny).
Toto rozšíření se dotklo celkem 24 obcí. Čtyři obce byly zahrnuty kompletně a jejich jména převzaly nově vytvořené administrativní městské celky (La Villette – Quartier de la Villette, Belleville – Quartier de Belleville, Vaugirard – 15. obvod Vaugirard a Grenelle – Quartier de Grenelle). Území sedmi obcí, které se nacházely na obou stranách Thiersových městských hradeb bylo rozděleno mezi Paříž (uvnitř hradeb) a sousedící města (vně hradeb): Passy a Auteuil mezi 16. obvod a město Boulogne, Batignolles-Monceaux mezi 17. obvod a město Clichy, Montmartre mezi 18. obvod a město Saint-Ouen, La Chapelle mezi 18. obvod a města Saint-Ouen, Saint-Denis a Aubervilliers, Charonne mezi 20. obvod a města Montreuil a Bagnolet, Bercy mezi 12. obvod a město Charenton-le-Pont. U zbývajících 13 obcí, které se rovněž nacházely na pomezí pařížských hradeb, bylo území uvnitř hradeb odpojeno a zbývající části zůstaly jako samostatné obce tvořící pařížská předměstí. Jedná se o města: Neuilly-sur-Seine, Clichy, Saint-Ouen, Aubervilliers, Pantin, Le Pré-Saint-Gervais, Saint-Mandé, Bagnolet, Ivry-sur-Seine, Gentilly, Montrouge, Vanves, Issy-les-Moulineaux.

Srovnání pařížských obvodů před a po 1860
---------- hranice obvodů 1795–1860
---------- hranice města po roce 1860

Počínaje 1. lednem 1860 nově vzniklo 20 městských obvodů a 80 administrativních čtvrtí (každý obvod má čtyři čtvrtě) a toto územní rozdělení platí do současnosti.
Od roku 1860 se hranice Paříže a jejích obvodů v podstatě nezměnily. Vnější hranice některých obvodů se upravovaly pouze výjimečně na základě zákona z 19. dubna 1919 o zrušení městských hradeb:
- 1925 (dekret z 3. dubna 1925) připojení vojenského cvičiště v Issy-les-Moulineaux (15. obvod)
- 1929 (dekret z 18. dubna 1929) připojení Boulogneský lesík (846 ha, 16. obvod) a Vincenneský lesík (995 ha, 12. obvod)
- 1930 připojení některých hraničních území z Levallois-Perret, Clichy, Saint-Ouen, Saint-Denis, Aubervilliers, Pantin, Le Pré-Saint-Gervais, Les Lilas, Bagnolet a Montreuil

Paříž dosáhla své současné hranice v roce 1954. Od té doby zahrnuje rozloha města 10 540 ha (oproti 7 802 ha v roce 1860 a 3438 ha v roce 1859).
Základní administrativní a územní jednotkou je pařížský obvod (fr. arrondissement de Paris), kterých je 20 a dále se dělí na čtyři administrativní čtvrti (quartier administratif de Paris). V poštovních směrovacích číslech jsou tyto obvody označeny posledním dvojčíslím. Každý obvod i čtvrť má pořadové číslo a název. Jejich názvy jsou odvozeny jednak od jmen připojených bývalých obcí a nebo podle významných architektonických dominant v dané čtvrti (kostely, parky, paláce, nemocnice apod.).

## Symboly města Paříže

Znak města užívaný v letech 1811–1814

Znak města užívaný v letech 1848–1853

Paříž používá při vnější prezentaci vlastní historický městský znak a vlajku, nově též logo. Tradičními barvami města jsou modrá a červená. Jejich užití je známo již z roku 1358, kdy tehdejší prévôt des marchands Paříže Étienne Marcel a jeho stoupenci nosili během povstání proti Karlu V. čapky napůl červené a napůl modré. Heslem města je latinské rčení Fluctuat nec mergitur (Zmítá se, ale nepotápí nebo též Pluje, ale nepotopí se) obsažené ve velkém městském znaku. Oficiálním heslem Paříže se stalo vyhláškou pařížského prefekta barona Hausmanna ze dne 24. listopadu 1853.
V symbolické rovině má Paříž mezi světci čtyři ochránce. Hlavním patronem nejen města, ale i celé Francie je svatý Diviš (Saint Denis), mučedník ze 3. století, první pařížský biskup. Svatou Jenovéfu (Sainte Geneviève, 421–512) uctívají, protože modlitbami odvrátila útok Attily na město a zachránila Paříž před vypleněním. Devátý pařížský biskup Svatý Marcel († asi 436) podle legendy vyhnal z Paříže draka, který žil v hrobu cizoložnice. Svatá Aurea († 666) se roku 633 stala abatyší benediktinského kláštera v Paříži. Dotykem s jejími ostatky a rakví byla ve městě zažehnána epidemie.

### Městský znak

Současný malý znak

Používá se malý znak se znamením na štítu a velký znak, kde je štít doplněn korunou, vojenskými řády, mottem a rostlinnými ratolestmi.
Blasonování malého znaku zní:
V červeném poli stříbrná loď se vzdutou plachtou na vlnách, modrá hlava štítu posázená zlatými liliemi.
Velký znak je doplněn čestnými řády, které město obdrželo. Je to Řád čestné legie (dekret z 9. října 1900, uprostřed), Válečný kříž 1914–1918 (dekret z 28. července 1919, napravo) a Řád osvobození (dekret z 24. března 1945, nalevo). Na štítu spočívá zlatá zděná koruna s pěti viditelnými listy ve tvaru čtyřhranných věží s bránou a cimbuřím. Štít je obklopen na heraldicky pravé straně dubovou ratolestí a zleva vavřínem. Pod štítem se nachází deviza FLUCTUAT NEC MERGITUR.
Loď byla tradičním symbolem mocného a bohatého cechu obchodníků, kteří měli ve středověku největší vliv na složení městské rady a tím i na chod města. Plavidlo se stalo jejich symbolem proto, že zboží dováželi do města po Seině. Také latinská devíza města Fluctuat nec mergitur odkazuje na loď ve štítu, ovšem symbolizuje též historické zvraty a revoluce, kterými město muselo projít, a přesto zůstalo nezlomeno.

### Městská vlajka
Městská vlajka má podobu svislé bikolóry a je tvořena modro-červeně polceným listem. Poměr stran je 1:1. Obě barvy se dostaly během Velké francouzské revoluce i na státní vlajku Francie.

### Logo města
Pařížská radnice používá rovněž logo, na němž se nachází modrý pruh s nápisem MAIRIE DE PARIS (Pařížská radnice) a siluetou lodi.

## Architektura
Většina francouzských panovníků již od středověku zanechala své stopy ve vzhledu města, které nikdy nepotkala tak rozsáhlá zkáza jako Londýn při (požáru v roce 1666), Lisabon při (zemětřesení v roce 1755) nebo Berlín při (bombardování v roce 1945). Dispoziční řešení mnoha základních ulic zůstalo po staletí zachováno a v 19. i 20. století se během modernizace infrastruktury doplňovalo. Město se rozvíjelo po obou březích řeky Seiny, ve které se z původního počtu asi deset ostrovů a písčin do dnešních dnů dochovaly jen dva.
Současný vzhled města vychází z velké části z přestavby, kterou vedl prefekt Haussmann v období Druhého císařství, kdy byly proraženy dnešní nejrušnější trasy (Boulevard Saint-Germain, Boulevard de Sébastopol aj.) Tehdy z většiny Paříže zmizely labyrinty úzkých uliček a domy, jejichž horní patra byla zcela ze dřeva nebo z hrázděného zdiva. V té době vznikla charakteristická zástavba bulvárů lemovaných stromořadím; se stejně vysokými domy s novoklasicistní fasádou, francouzskými okny a s balkóny v pátém patře. Kvůli přísným regulačním vyhláškám o vzhledu a velikosti domů v 19. století tak dnes pařížská zástavba působí jednolitě a vyrovnaně. Některá nařízení o omezené výšce domů platí doposud, postavit nové budovy vyšší než 37 metrů lze jen ve výjimečných případech; v některých obvodech je tato hranice ještě níž.

### Pamětihodnosti
| \| Pořadí / Název \| Pořadí / Název \| 2006 \| 2007 \| \| -------------- \| ------------------------------------------- \| ---------- \| ---------- \| \| 1 \| Katedrála Notre-Dame \| 13 650 000 \| 13 650 000 \| \| 2 \| Bazilika Sacré-Cœur \| 10 500 000 \| 10 500 000 \| \| 3 \| Musée Louvre \| 8 348 000 \| 8 260 000 \| \| 4 \| Eiffelova věž \| 6 695 131 \| 6 797 409 \| \| 5 \| Centre Georges Pompidou \| 5 133 506 \| 5 509 425 \| \| 7 \| Musée d'Orsay \| 3 009 203 \| 3 166 509 \| \| 6 \| Cité des sciences et de l'industrie \| 3 055 000 \| 3 030 628 \| \| 8 \| Kaple Notre-Dame-de-la-Médaille-miraculeuse \| 2 000 \| 2 000 \| \| 9 \| Vítězný oblouk \| 1 330 738 \| 1 543 295 \| \| 10 \| Musée du quai Branly \| 952 770 \| 1 379 623 \| \| 11 \| Muséum national d'histoire naturelle \| 1 344 \| 1 372 804 \| \| 12 \| Invalidovna \| 1 130 841 \| 1 188 728 \| \| 13 \| Sainte Chapelle \| 833 392 \| 866 982 \| \| 14 \| Musée Grévin \| 682 000 \| 762 000 \| \| 15 \| Institut du monde arabe \| 822 285 \| 724 805 \| \| 16 \| Musée Rodin \| 621 513 \| 700 001 \| \| 17 \| Musée de l'Orangerie \| 447 093 \| 598 762 \| \| 18 \| Petit Palais \| 787 418 \| 576 339 \| \| 19 \| Tour Montparnasse \| 458 000 \| 554 372 \| \| 20 \| Pantéon \| 454 999 \| 507 452 \| \| \| \| \| \| | Portál katedrály Notre-Dame Klenba v Sainte Chapelle  |            |            |
| \| Pořadí / Název \| Pořadí / Název \| 2006 \| 2007 \| \| -------------- \| ------------------------------------------- \| ---------- \| ---------- \| \| 1 \| Katedrála Notre-Dame \| 13 650 000 \| 13 650 000 \| \| 2 \| Bazilika Sacré-Cœur \| 10 500 000 \| 10 500 000 \| \| 3 \| Musée Louvre \| 8 348 000 \| 8 260 000 \| \| 4 \| Eiffelova věž \| 6 695 131 \| 6 797 409 \| \| 5 \| Centre Georges Pompidou \| 5 133 506 \| 5 509 425 \| \| 7 \| Musée d'Orsay \| 3 009 203 \| 3 166 509 \| \| 6 \| Cité des sciences et de l'industrie \| 3 055 000 \| 3 030 628 \| \| 8 \| Kaple Notre-Dame-de-la-Médaille-miraculeuse \| 2 000 \| 2 000 \| \| 9 \| Vítězný oblouk \| 1 330 738 \| 1 543 295 \| \| 10 \| Musée du quai Branly \| 952 770 \| 1 379 623 \| \| 11 \| Muséum national d'histoire naturelle \| 1 344 \| 1 372 804 \| \| 12 \| Invalidovna \| 1 130 841 \| 1 188 728 \| \| 13 \| Sainte Chapelle \| 833 392 \| 866 982 \| \| 14 \| Musée Grévin \| 682 000 \| 762 000 \| \| 15 \| Institut du monde arabe \| 822 285 \| 724 805 \| \| 16 \| Musée Rodin \| 621 513 \| 700 001 \| \| 17 \| Musée de l'Orangerie \| 447 093 \| 598 762 \| \| 18 \| Petit Palais \| 787 418 \| 576 339 \| \| 19 \| Tour Montparnasse \| 458 000 \| 554 372 \| \| 20 \| Pantéon \| 454 999 \| 507 452 \| \| \| \| \| \| | Zdroj: Le tourisme à Paris. Chiffres clés 2008, s. 24 |            |            |
| Pořadí / Název | Pořadí / Název                                        | 2006       | 2007       |
| 1 | Katedrála Notre-Dame                                  | 13 650 000 | 13 650 000 |
| 2 | Bazilika Sacré-Cœur                                   | 10 500 000 | 10 500 000 |
| 3 | Musée Louvre                                          | 8 348 000  | 8 260 000  |
| 4 | Eiffelova věž                                         | 6 695 131  | 6 797 409  |
| 5 | Centre Georges Pompidou                               | 5 133 506  | 5 509 425  |
| 7 | Musée d'Orsay                                         | 3 009 203  | 3 166 509  |
| 6 | Cité des sciences et de l'industrie                   | 3 055 000  | 3 030 628  |
| 8 | Kaple Notre-Dame-de-la-Médaille-miraculeuse           | 2 000      | 2 000      |
| 9 | Vítězný oblouk                                        | 1 330 738  | 1 543 295  |
| 10 | Musée du quai Branly                                  | 952 770    | 1 379 623  |
| 11 | Muséum national d'histoire naturelle                  | 1 344      | 1 372 804  |
| 12 | Invalidovna                                           | 1 130 841  | 1 188 728  |
| 13 | Sainte Chapelle                                       | 833 392    | 866 982    |
| 14 | Musée Grévin                                          | 682 000    | 762 000    |
| 15 | Institut du monde arabe                               | 822 285    | 724 805    |
| 16 | Musée Rodin                                           | 621 513    | 700 001    |
| 17 | Musée de l'Orangerie                                  | 447 093    | 598 762    |
| 18 | Petit Palais                                          | 787 418    | 576 339    |
| 19 | Tour Montparnasse                                     | 458 000    | 554 372    |
| 20 | Pantéon                                               | 454 999    | 507 452    |
| |                                                       |            |            |

Návštěvníci z Francie i každoročních 26 miliónů turistů z ciziny najdou ve městě velké množství světských a církevních stavebních památek zastupujících všechny architektonické slohy od dob římské Galie po současnost. Z původní tváře Paříže však po rekonstrukcích v 18. a 19. století zbylo jen málo. Památky jako Eiffelova věž, bazilika Sacré-Cœur, Louvre, katedrála Notre-Dame, Invalidovna nebo Vítězný oblouk a Champs-Élysées jsou charakteristickými symboly Paříže. Nábřeží Seiny zařadilo v roce 1991 UNESCO na seznam Světového dědictví.

### Moderní architektura
| Galerie moderních staveb v Paříži          | Galerie moderních staveb v Paříži | Galerie moderních staveb v Paříži | Galerie moderních staveb v Paříži |
| ------------------------------------------ | --------------------------------- | --------------------------------- | --------------------------------- |
| Národní knihovna                           | Cité de la mode et du design      | Pyramida v Louvru                 | Cité de la musique                |
| Dům japonské kultury                       | Musée du quai Branly              | Grand Pavois de Paris             | Kaple Panny Marie Moudré          |
| Forum des Halles                           | Maison de verre                   | Opéra Bastille                    | Kongresový palác                  |
| Univerzita Paříž VII (přestavba skladiště) | Institut du monde arabe           | Nádraží Porte de Clichy           | Sídlo ministerstva financí        |
| Fondation Cartier                          | Orgues de Flandre                 | Tour Zamansky (v rekonstrukci)    | Cheminée du Front-de-Seine        |

V Paříži se nacházejí památky snad ze všech architektonických slohů. Kromě Eiffelovy věže a Louvre se skleněnými pyramidami před vchodem je zde také supermoderní čtvrť La Défense, plná mrakodrapů a supermoderních staveb. Zde stojí také nejznámější moderní stavba Paříže – Grande Arche – vybudovaná roku 1989 k 200. výročí Velké francouzské revoluce. „Jen v Paříži je možné, aby si architekti postavili, cokoli je napadne“ – tuto zkušenost získala Paříž po výstavbě Pompidouova centra přímo v centru města.

## Ekonomika Paříže a okolí

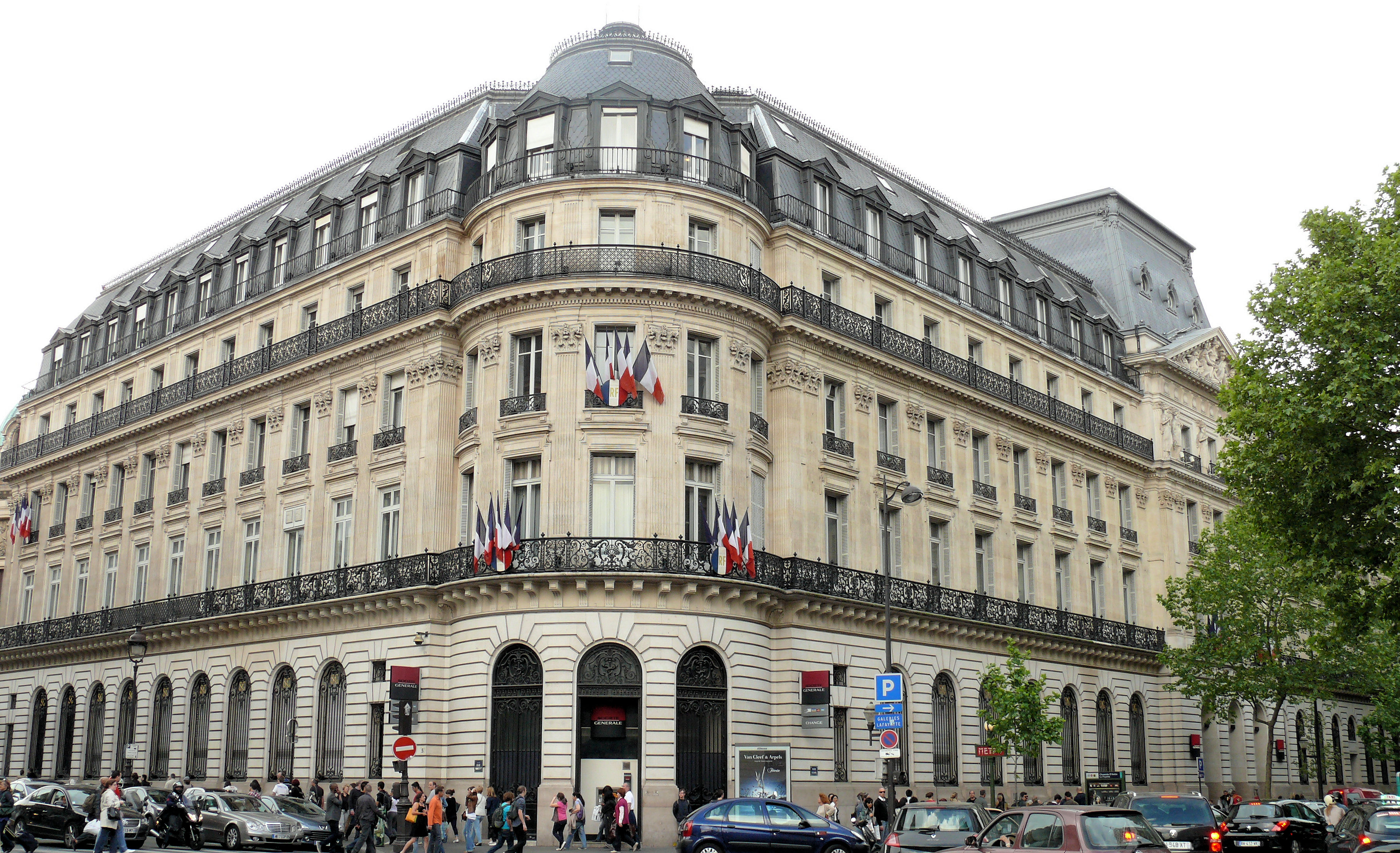
Banka Société Générale v 9. obvodu

Pařížská ekonomika je jedním z významných impulsů světového hospodářství. V roce 2008 činil HDP v regionu Île-de-France podle INSEE 552,664 miliardy €. Z 500 největších nadnárodních společností jich má 25 sídlo v Paříži; jde o druhý nejvyšší počet po Tokiu. Île-de-France představuje 29 % francouzského HDP, zatímco jeho populace dosahuje pouze 18,7 % francouzského obyvatelstva (podle sčítání lidu 2004).
Ačkoliv 83 % z přidané hodnoty pochází ze služeb, zdejší ekonomika nadále zůstává nesmírně různorodou při srovnání s městy téže velikosti. I když region zažil v posledních desetiletích prudkou deindustrializaci, neztratil pozici první oblasti francouzského průmyslu. Průmysl zaměstnává v regionu 650 000 lidí, přesto tvoří jen 14 % pracovních míst. Za posledních 20 let došlo k silné deindustrializaci. Významný je automobilový průmysl, který zaměstnává 156 000 pracovníků (z toho 60 000 přímých pracovních míst). Výrobní závody zde mají oba národní výrobci: Renault ve Flins-sur-Seine a PSA Peugeot Citroën v Poissy a Aulnay-sous-Bois. Letecký a zbrojní průmysl zaměstnává 72 000 pracovníků (z čehož je 36 000 přímých pracovních míst). Zastoupení mají i energetické koncerny jako skupina Areva, Total a Électricité de France. V samotné Paříži převažují menší podniky, k významným patří průmysl oděvní a obuvnický a zpracování textilií a kůže.
Služby tvoří hlavní část pracovních míst. K 31. prosinci 2004 INSEE uvádí 3,8 milionů lidí pracujících ve službách (71 % zaměstnání v regionu) a dalších 700 000 lidí, kteří pracují v obchodu (13 % zaměstnání). Finanční činnosti představují 270 000 pracovních míst. V Île-de-France jsou ředitelství velkých globálních bank (BNP Paribas, Société Générale, Crédit Agricole) a sídlo Euronextu. Významná je Pařížská burza. V Paříži jsou kanceláře velkých finančních skupin jako Lazard nebo Goldman Sachs. Paříž je rovněž významnou destinací v oblasti cestovního ruchu.
Zemědělství zaujímá 45 % rozlohy regionu (48 % bez započtení Paříže), z čehož jsou dvě třetiny určeny na pěstování obilovin. Zaměstnává však pouhých 7 600 osob (0,5 % pracovních sil). Díky blízkosti trhu s 11 miliony spotřebitelů, vysoké úrodnosti půdy a technologickém rozvoji Île-de-France zůstává významnou zemědělskou oblastí navzdory pokračující urbanizaci.

### Mzdy
Mzdy v Paříži dosahují o něco málo vyšší úrovně, než je regionální průměr, činí 19 euro za hodinu oproti 18,2 € v Île-de-France (2002) a jsou mnohem vyšší, než je průměrná mzda ve Francii (13,1 €). Ovšem tento rozdíl vzniká zejména silným zastoupením vedoucích pracovníků, kteří tvoří 25 % zaměstnanců. Město se jinak vyznačuje vysokou mzdovou nerovností: 10 % zaměstnanců s nejnižším platem má 4× nižší plat než 10 % zaměstnanců s nejvyššími platy, což o málo přesahuje regionální průměr (3,7×), ale je mnohem vyšší než ve zbytku Francie (2,6×). Stejně tak jsou velké i geografické rozdíly v samotném městě: průměrná hodinová mzda v 8. obvodu byla 24,2 €, což je o 82 % více než ve 20. obvodu (13,3 €). Naopak rozdíly v platech mezi muži a ženami jsou na obdobné úrovni, rozdíl činí jen 6 % v Paříži oproti 10 % ve zbytku Francie.
V roce 2006 tvořil průměrný příjem pařížské domácnosti 22 535 €, čímž Paříž zaujala 1147. místo mezi 30 687 obcemi s více než 50 domácnostmi.

### Cestovní ruch

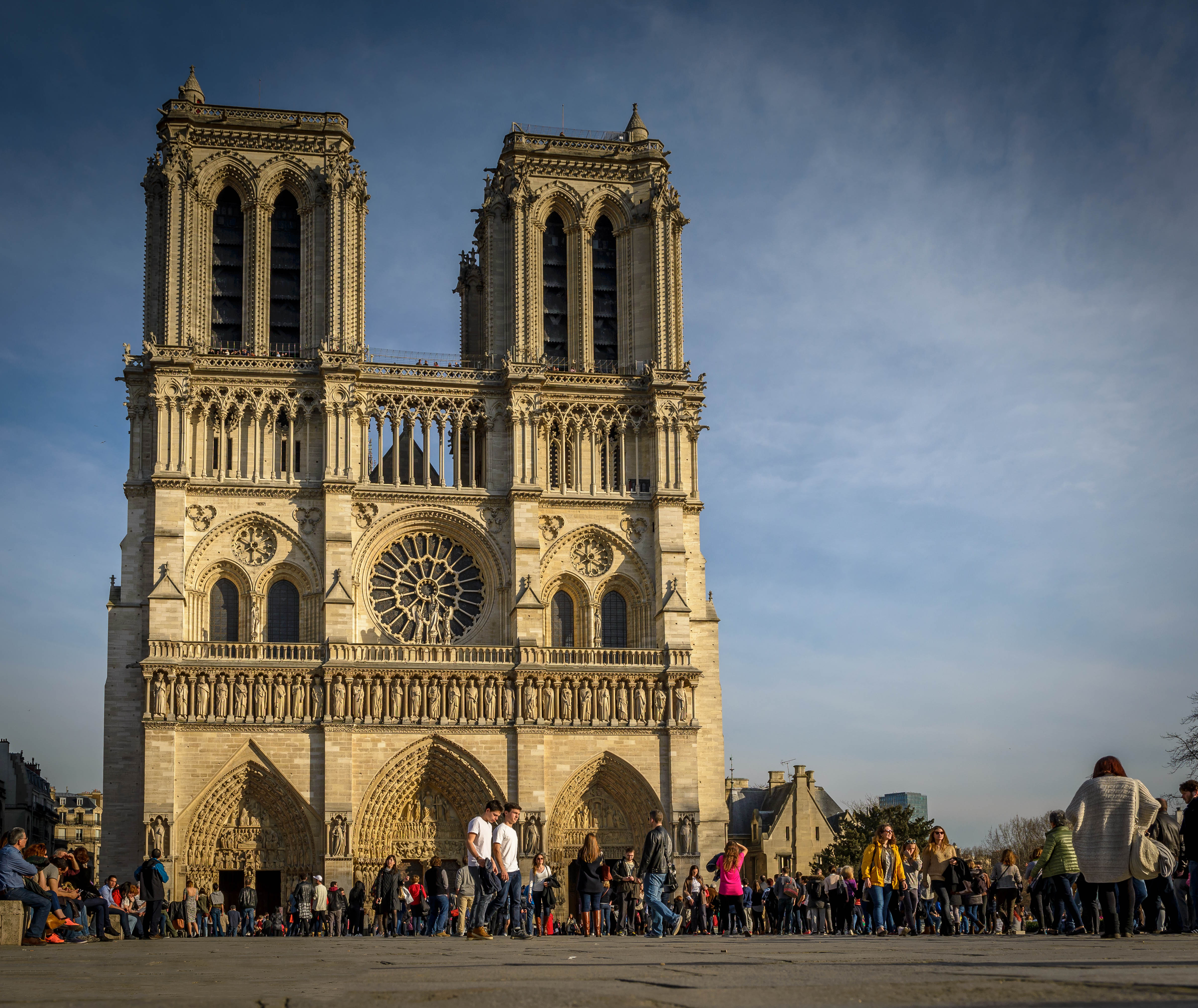
Nejnavštěvovanější pařížská pamětihodnost: katedrála Notre-Dame

Cestovní ruch v Paříži je významnou součástí ekonomiky města, které patří díky své velmi rozmanité a obsáhlé turistické nabídce. V roce 2017 Paříž navštívilo 23 miliónů turistů (nárůst o 12 %, oproti roku 2016). Nejvíce turistů pocházelo z USA, Japonska a z Číny. Z Evropy nejvíce turistů přijíždí z Německa a Velké Británie. Paříž se tak každoročně pyšní prvenstvím, nejnavštěvovanějších měst na světě.
V roce 2007 představovalo ekonomické odvětví 12,5 % pracovních míst v hlavním městě, což znamená 156 250 osob (z toho připadá 36 040 zaměstnanců v ubytovacích zařízeních, 87 529 v restauracích, 19 216 v dopravě a 13 465 v dalších službách. Bylo zde 15 100 podniků zaměřených na turismus (2 000 ubytovacích zařízení, 10 669 restaurací, 1520 v dopravě a 911 ostatních služeb). Turisté tvoří 50 % návštěvníků muzeí, 8 % tržeb dopravních podniků a 10–50 % nákupů v obchodech. Více než 60 % ze 16 miliónů návštěvníků, kteří se ročně ubytují v Paříži, tvoří 9,7 milionu cizinců. Turistika zajišťuje každoročně příjem osmi miliard € do zdejší ekonomiky, což představuje 30 miliónů daňových příjmů pro obec.
V roce 2006 padesát nejnavštěvovanějších kulturních památek ve městě zaznamenalo 69,1 milionu návštěv, což je nárůst o 11,3 % oproti roku 2005. V čele návštěvnosti stojí katedrála Notre-Dame s přibližně 13,5 miliony návštěvníků ročně, což z ní činí zdaleka nejnavštěvovanější historickou památku ve Francii. Baziliku Sacré-Cœur na Montmartru navštívilo v tomto roce 10,5 milionu návštěvníků, Louvre 8,3 milionu, což potvrzuje jeho pozici nejnavštěvovanějšího muzea na světě, Eiffelovu věž 6,7 milionu a Centre Georges Pompidou 5,1 milionu turistů. Cité des sciences et de l'industrie a rovněž Musée d'Orsay měly tři miliony návštěvníků ročně.

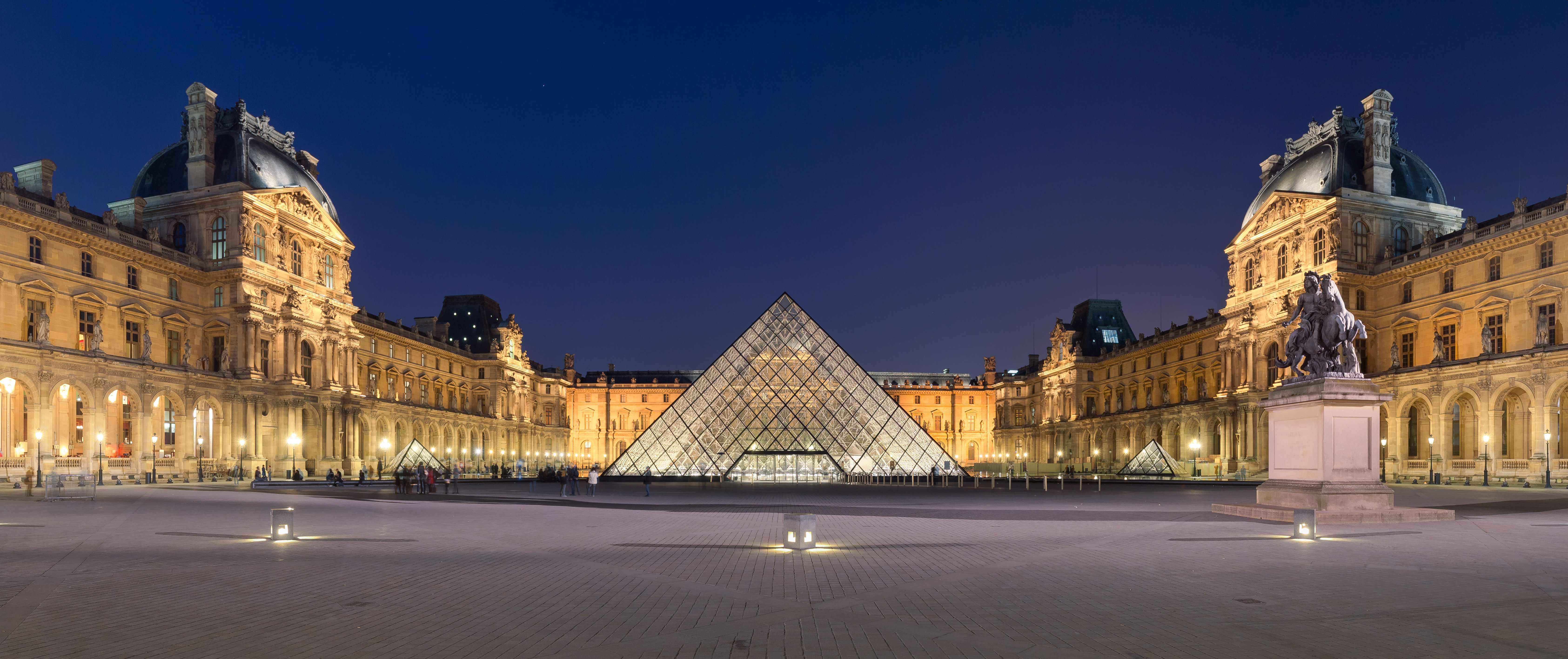
Louvre: nejnavštěvovanější muzeum světa

Hotely v Paříži a regionu Île-de-France představují téměř čtvrtinu všech francouzských hotelů. V roce 2007 bylo v Paříži 1465 hotelů, 66 turistických bytových hotelů, 31 ubytoven pro mládež (bez vysokoškolských kolejí a kampusů) a jeden kemp o celkovém počtu 171 600 postelí. Dvě třetiny podniků mají dvě nebo tři hvězdy, 19,4 % jsou čtyřhvězdičkové. 61 % hotelů se nachází přímo v Paříži, 16 % na vnitřních předměstích a 23 % na vnějších předměstích.

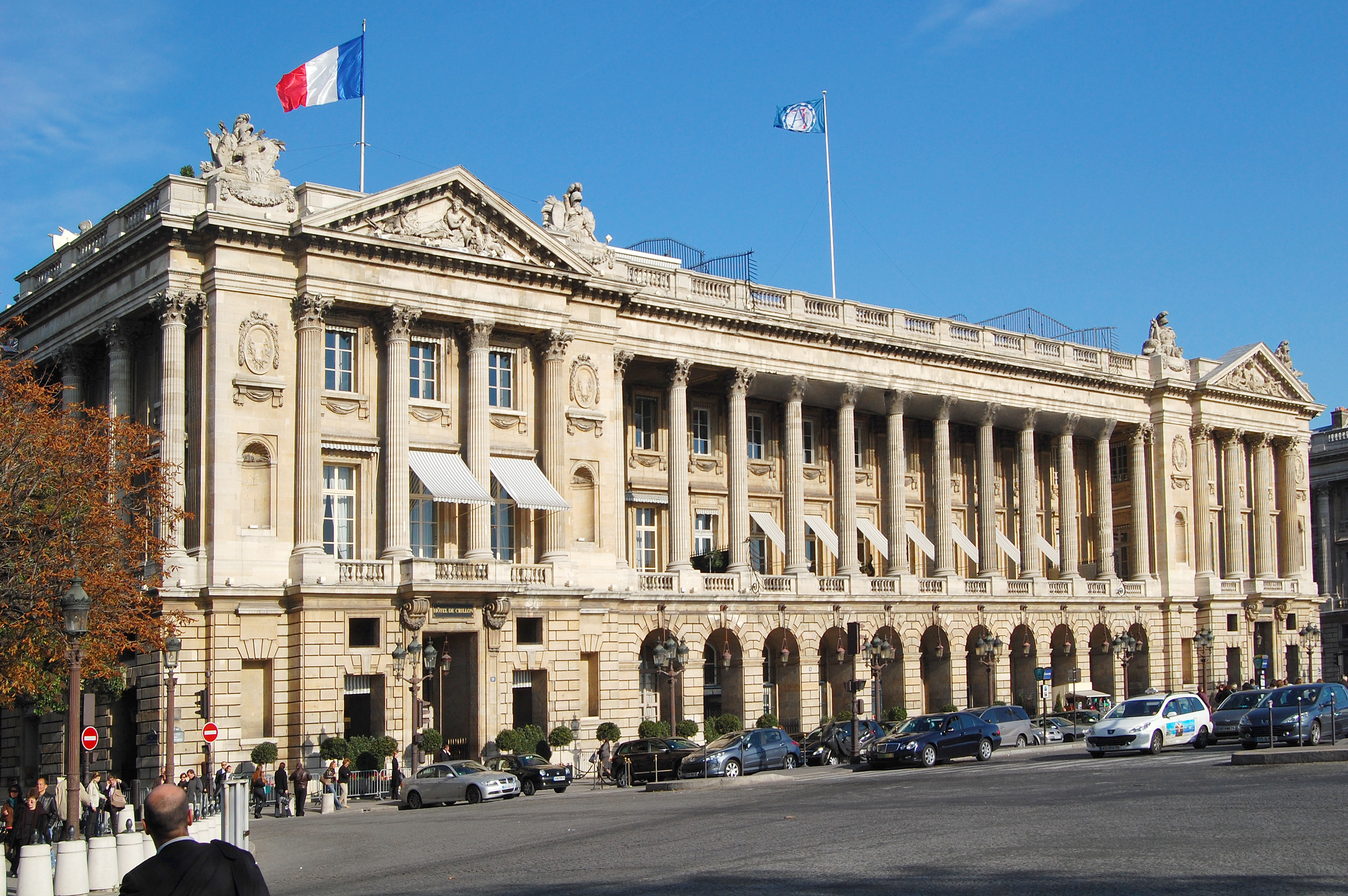
Luxusní hotel Crillon na Place de la Concorde

Průměrná obsazenost hotelů činila v roce 2005 71,3 %, což Paříž řadí na druhé místo v Evropě (za Barcelonu se 79 %) a výrazně převyšuje francouzský průměr 59 %. Míra obsazenosti se nemění v závislosti na městských obvodech, ale klesá s rozsahem úrovně: nejlevnější kategorie jsou zaplněny nejrychleji.
Mezinárodní turistika směřuje hlavně do centra města. 67 % nocí strávených v Paříži připadá na cizince, zatímco 33 % tvoří tuzemští zákazníci. 65 % zahraničních návštěvníků dává přednost ubytování ve vnitřním městě, zatímco 41 % francouzských zákazníků se ubytuje na předměstí.
Zahraniční klientela pochází hlavně z osmi zemí, které tvoří více než dvě třetiny celkového počtu turistů. Evropské země Velká Británie, Itálie, Španělsko, Německo, Nizozemsko a Belgie celkem tvoří 42 % zahraničních klientů, následují Spojené státy se 17,7 % a poté Japonsko s 6,5 % (2008).
I když má Paříž pověst drahého města, v hotelovém průmyslu zůstává konkurenceschopná v porovnání s ostatními světovými městy. Paříž je mírně nadprůměrná v cenách dvou a tříhvězdičkových hotelů, ale zůstává nejdražší v Evropě v oblasti luxusních hotelů.
S turistickým ruchem souvisí i zdejší zvláštnost, tzv. pařížský syndrom, přechodná psychická porucha postihující zejména japonské návštěvníky.

### Móda, luxus a nakupování

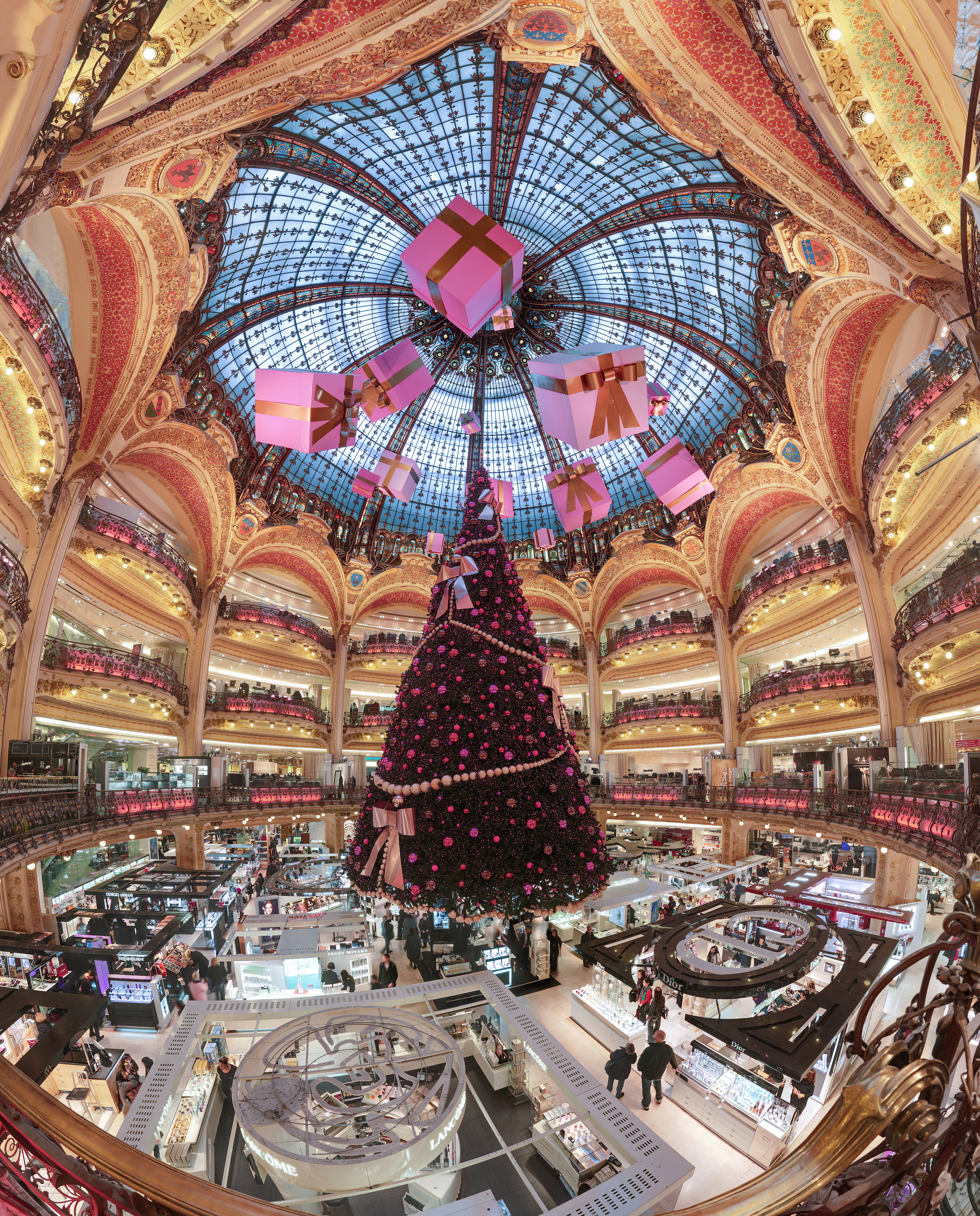
Interiér Galeries Lafayette

Paříž je jedním z center světové módy. V roce 1945 se zde nacházelo 106 francouzských podniků s označením haute couture. Dnes jich je mnohem méně, k nejstarším patří Givenchy, Dior, Jean-Louis Scherrer, Emanuel Ungaro, Chanel, Yves Saint-Laurent, později vzniklé Pierre Cardin a André Courrèges nebo menší Dominique Sirop, Adeline André a Franck Sorbier.

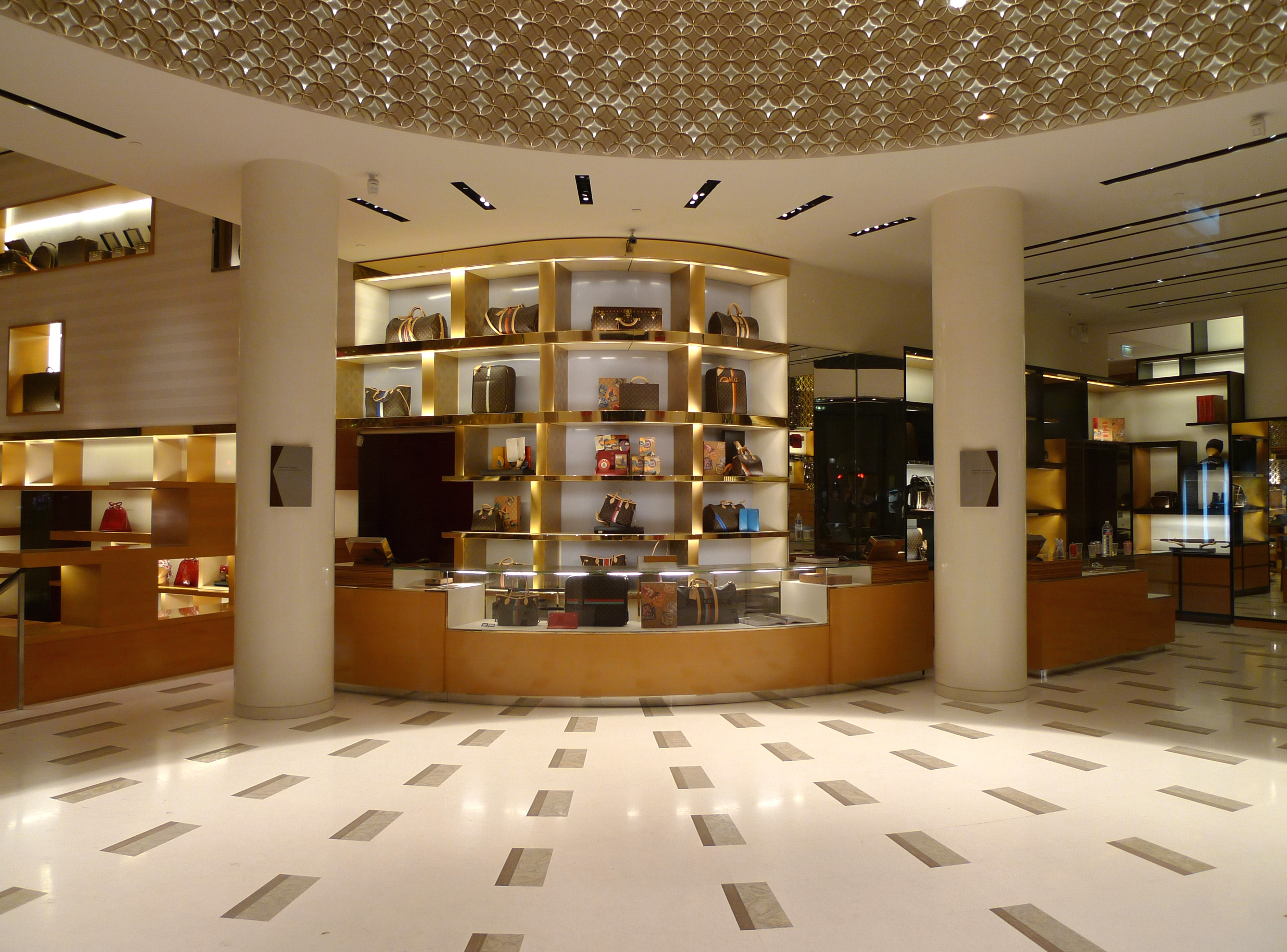
Louis Vuitton na Champs-Élysées

Tyto módní domy jsou známé nejenom v módě, ale i v oblasti kosmetiky, k dlouholetým úspěšným značkám patří Chanel č. 5 či Arpège, které vznikly ve 20. letech, nebo Miss Dior ze 40. let. Souběžně s parfémy se rozšířila i nabídka koženého zboží, (firmy Louis Vuitton a Hermès). Další mají významný podíl na trhu s módními doplňky: Guy Laroche, Nina Ricci, Marcel Rochas, Pierre Balmain. K významným módním návrhářům žijícím v Paříži patří např. Jean-Paul Gaultier (který vrátil do módy korzety), Claude Montana, Christian Lacroix nebo Chantal Thomass (specializující se na spodní prádlo). V oblasti prêt-à-porter tvoří Jean-Charles de Castelbajac nebo Vanessa Bruno a Isabel Marant.
Dnes Paříž čelí konkurenci z New Yorku, Los Angeles, Milána a některých asijských měst. Město si stále drží významnou pozici, především ve výrobě šperků (koncentrované na Place Vendôme a Rue de la Paix) a v haute couture. Luxusní oděvy se prodávají především v 8. obvodu na Avenue Montaigne a zejména Rue du Faubourg-Saint-Honoré. Sídlí zde ředitelství firem LVMH, největší holdingové společnosti v sektoru luxusního zboží, Hermès, Cartier, Dior a mnoho butiků slavných módních domů.

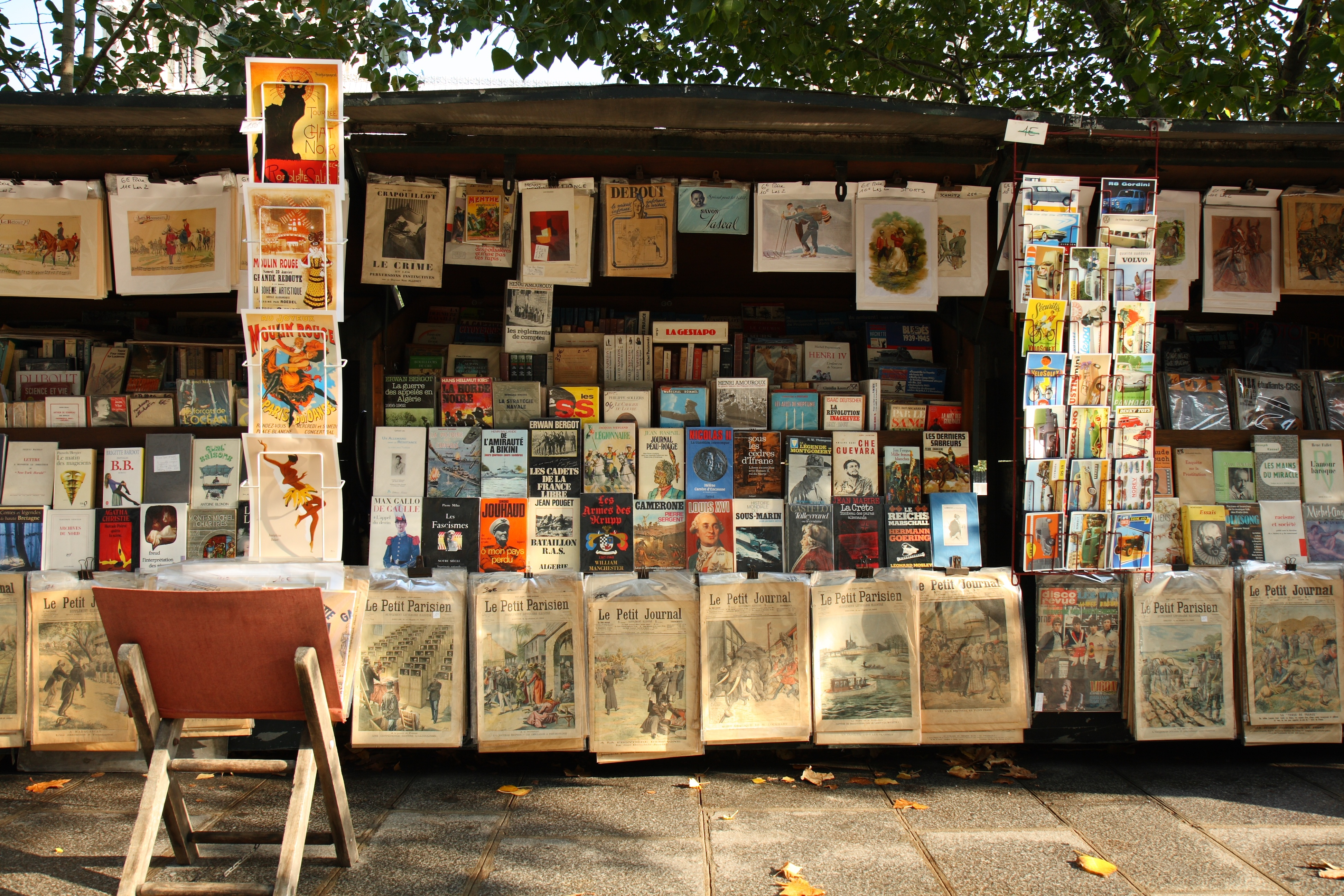
Stánek bukinisty na nábřeží

Paříž je také jedním z hlavních měst „shoppingu“ a nacházejí se zde významné obchodní domy s pobočkami i jinde ve světě, především Galeries Lafayette a Printemps (oba na Boulevardu Haussmann). První obchodní dům ve Francii, který nabízel kompletní sortiment, vznikl v roce 1852 pod názvem Le Bon Marché (7. obvod). Největší pařížský obchodní dům La Samaritaine ve stylu art deco s nákupní plochou 48 000 m² byl uzavřen v roce 2005 a probíhá jeho dlouhodobá přestavba na kanceláře a byty.
V Paříži jsou rovněž různá nákupní centra (největší je Forum des Halles) a trhy. K nejvýznamnějším tržištím patří Aligre v blízkosti Opery Bastilla, kde se prodává oblečení, ovoce, keramika, obrazy, potraviny i květiny, ale pravidelné denní či týdenní trhy se konají v každé čtvrti. Největší bleší trh se nachází na severním okraji města poblíž Porte de Clignancourt, který se skládá z několika propojených tržnic. Trh s květinami a s ptáky se nachází na Place Louis-Lépine na ostrově Cité. Zajímavostí Paříže jsou bukinisté, kteří prodávají knihy, pohlednice a obrazy na nábřeží Seiny.

## Doprava

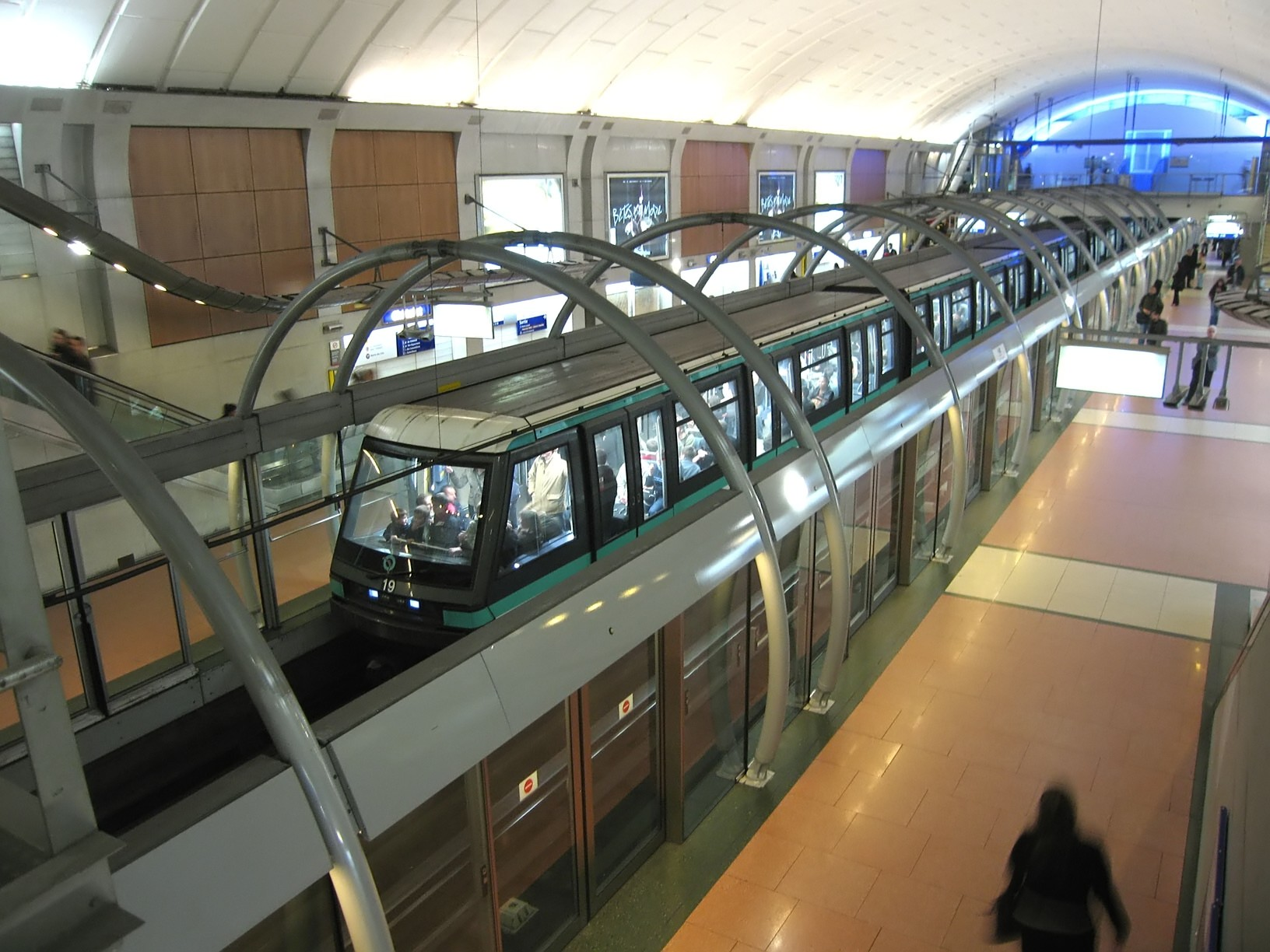
Automatizované metro na lince 14 (stanice Châtelet)

Doprava je v Paříži vzhledem k významu města různorodá a zajišťují ji různé dopravní společnosti. Hlavními provozovateli jsou společnosti RATP (metro, autobusy, jižní větve linek RER A a B) a SNCF (Transilien, severní větve linek RER A a B a linky C, D a E). Sdružení Optile zahrnuje téměř sto soukromých společností, které provozují pravidelné autobusové linky na předměstí. Všichni dopravci jsou zastřešeni asociací STIF, která koordinuje veškerou hromadnou dopravu na území regionu Île-de-France. Samostatně působí společnost Aéroports de Paris, která provozuje všechna pařížská letiště.

### Metro
Pařížské metro je páteřní dopravní sítí, která místy zasahuje i do sousedních předměstí. Většina stanic se nachází v podzemí (kromě větší části linek 2 a 6 a některých okrajových úseků jiných linek).
První linka byla uvedena do provozu v červenci 1900 u příležitosti světové výstavy (výstavba zahájena v roce 1896) a od té doby se metro velmi rozšířilo. V roce 2008 už mělo linek šestnáct, z toho dvě (7 a 13) rozvětvené, a 301 stanici, z nichž 242 leží v Paříži a 59 na předměstí. Nejnovější linka (14) byla uvedena do provozu v roce 1998 jako plně automatizovaná.

### Autobusy
Autobusová síť (asi 1400 linek) je rozšířena především na předměstí, v samotné Paříži již méně a zde doplňuje metro.

### Tramvaje

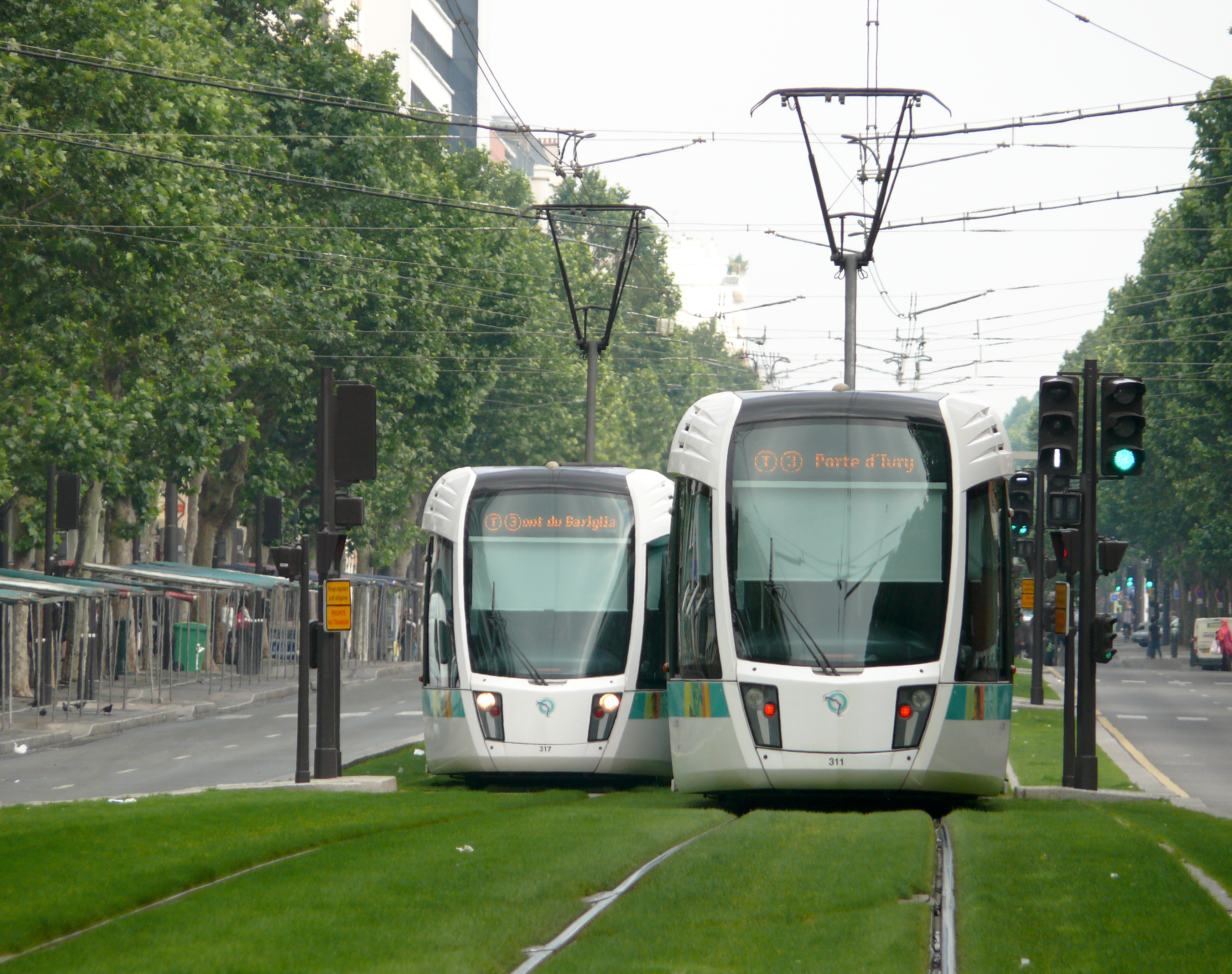
Tramvaje na lince T3

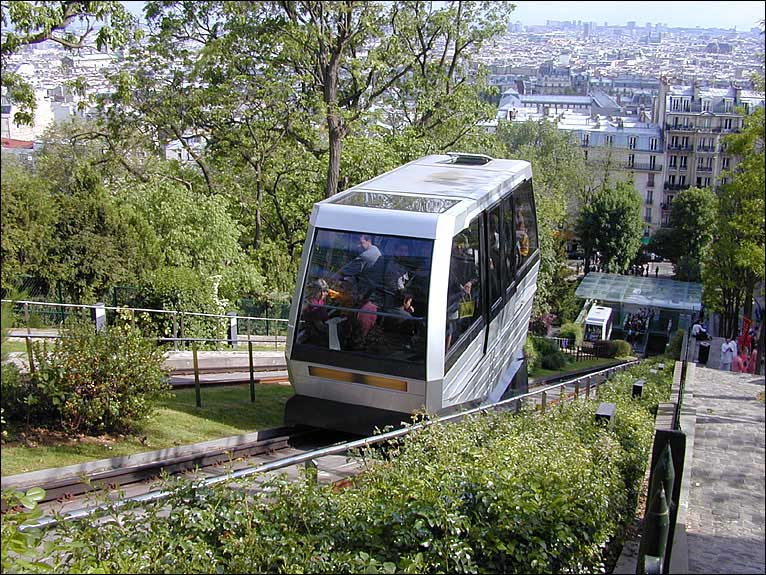
Lanovka na Montmartre

První tramvaje tažené koňmi se objevily v roce 1871, parní tramvaje v roce 1880 a v roce 1888 byly nahrazeny elektrickými. Pařížská aglomerace měla kdysi tramvajovou síť o délce 960 km. Ve 30. letech tramvajovou dopravu považovali za zastaralou, proto byla postupně nahrazována autobusovou. V Paříži zmizely tramvaje již v roce 1937. Od roku 1992 jsou opět postupně zaváděny, a to především na předměstích (T1, T2 a T4). V roce 2006 byla uvedena do provozu linka T3, která vede po jižním okraji města. V roce 2009 bylo zahájeno její prodloužení, stejně tak jsou v různých fázích příprav či výstavby i další linky na předměstích.

### Další typy dopravy
Veřejná doprava disponuje ještě dalšími možnostmi:
- Lanovka na Montmartre umožňuje vystoupat na vrchol Montmartru.
- Orlyval je lehké metro spojující stanici Antony na lince RER B a Letiště Orly.
- CDGVAL je systém vnitřní kyvadlové dopravy na Letišti Charlese de Gaulla.
- Voguéo je říční linka na Seině, která byla uvedena do provozu 28. června 2008
- CDG Express je plánované železniční spojení mezi nádražím Gare de l'Est a letištěm Charlese de Gaulla.
- Vélib' je systém veřejné půjčovny jízdních kol.[74] Síť cyklostezek budovaná od konce 90. let měřila koncem roku 2006 371 km včetně pruhů pro autobusy.

### Železniční doprava
První železnice byla otevřena v roce 1837 mezi Paříží (nádraží Saint-Lazare) a městem Le Pecq. V následujících letech v Paříži postavili mnoho železničních stanic, všechny jako konečné. V roce 1875 byla otevřena železniční trať Petite Ceinture. V Paříži je šest velkých nádraží: Paris-Nord, Paris-St-Lazare, Paris-Est, Paris-Montparnasse, Paris-Gare-de-Lyon a Paris-Austerlitz, která slouží pro hlavní tratě a příměstskou železnici i několik dalších, menších.
Spojení Paříže s předměstími zajišťují linky RER a Transilien. RER coby příměstská železnice zajíždí až do vzdálenosti 50 km od hlavního města. Vznikla koncem 60. let, kdy stávající příměstské železniční linky propojili do jednotného systému. V Paříži je RER využíván jako expresní síť s přestupy na metro a jako spojení s předměstími. V roce 2010 měl RER pět linek (nejnovější RER E z roku 1999), 257 stanic, z nichž 33 leží v Paříži, a 587 km tratí.

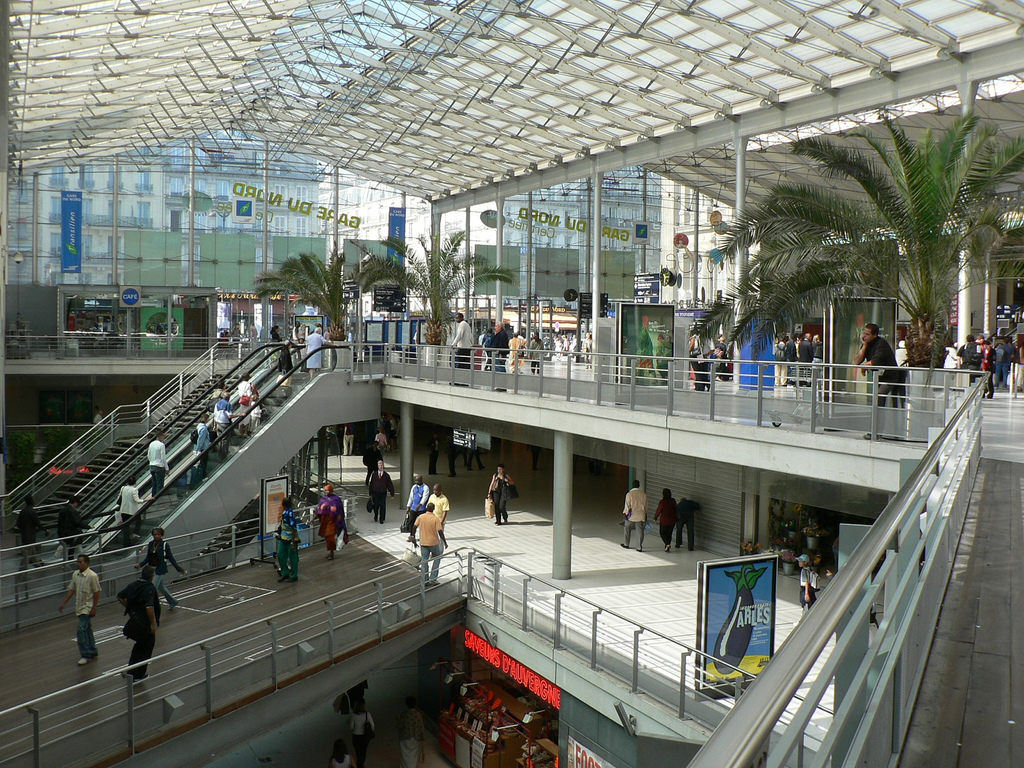
Nový terminál na Severním nádraží

Transilien je název sítě příměstské železnice, kterou provozuje SNCF. Na rozdíl od většiny linek RER linky Transilien Paříž neprotínají, končí vždy na jedné z hlavních železničních stanic a doplňují dopravu na předměstí poskytovanou RER. Umožňují spojení se vzdálenějšími částmi regionu Île-de-France. V roce 2010 tvořilo Transilien 15 linek, z nichž sedm končilo v hlavních železničních stanicích v Paříži, některé linky mají konečnou i mimo region.

### Automobilová doprava
Paříž má od 19. století široké bulváry, které však automobilové dopravě přesto nestačí. Automobilový provoz a parkování v Paříži jsou velmi problematické, jako ve většině světových metropolí. Elektronické senzory měřící provoz jsou umístěné téměř na všech hlavních pařížských silničních tazích a na dálnicích. Vyhodnocené údaje slouží ke stanovení hustoty dopravy, oznámení dopravní zácpy a odhadu doby jízdy mezi jednotlivými stanovišti. Informace jsou přístupné na webových stránkách a na světelných silničních ukazatelích.
Dálnice spojují Paříž s jihem Francie (Dijon, Lyon, Marseille), severem (Lille), Normandií (Rouen, Caen, Le Havre), východem (Remeš, Mety, Štrasburk), Akvitánií (Orléans, Bordeaux) a pobřežím Atlantiku (Le Mans, Nantes). Všechny se napojují na městský okruh boulevard périphérique.

### Letecká doprava
Letecké spojení v Paříži existuje od roku 1919, kdy uvedli do provozu Letiště Le Bourget. V roce 1932 bylo otevřeno Letiště Orly a v roce 1974 největší z pařížských letišť – Letiště Charlese de Gaulla. Heliport Paříž – Issy-les-Moulineaux funguje od roku 1956. Jejich provozovatelem je společnost Aéroports de Paris. Letiště v Le Bourget dnes slouží jen všeobecnému letectví a vládním letům, koná se zde známý pařížský aerosalon a nachází se tu nejznámější letecké muzeum ve Francii. Dalším pařížským letištěm je letiště Beauvais (BVA), které se nachází 69 km severně od centra Paříže. Letají sem převážně nízkonákladové letecké společnosti.

## Zdravotnictví

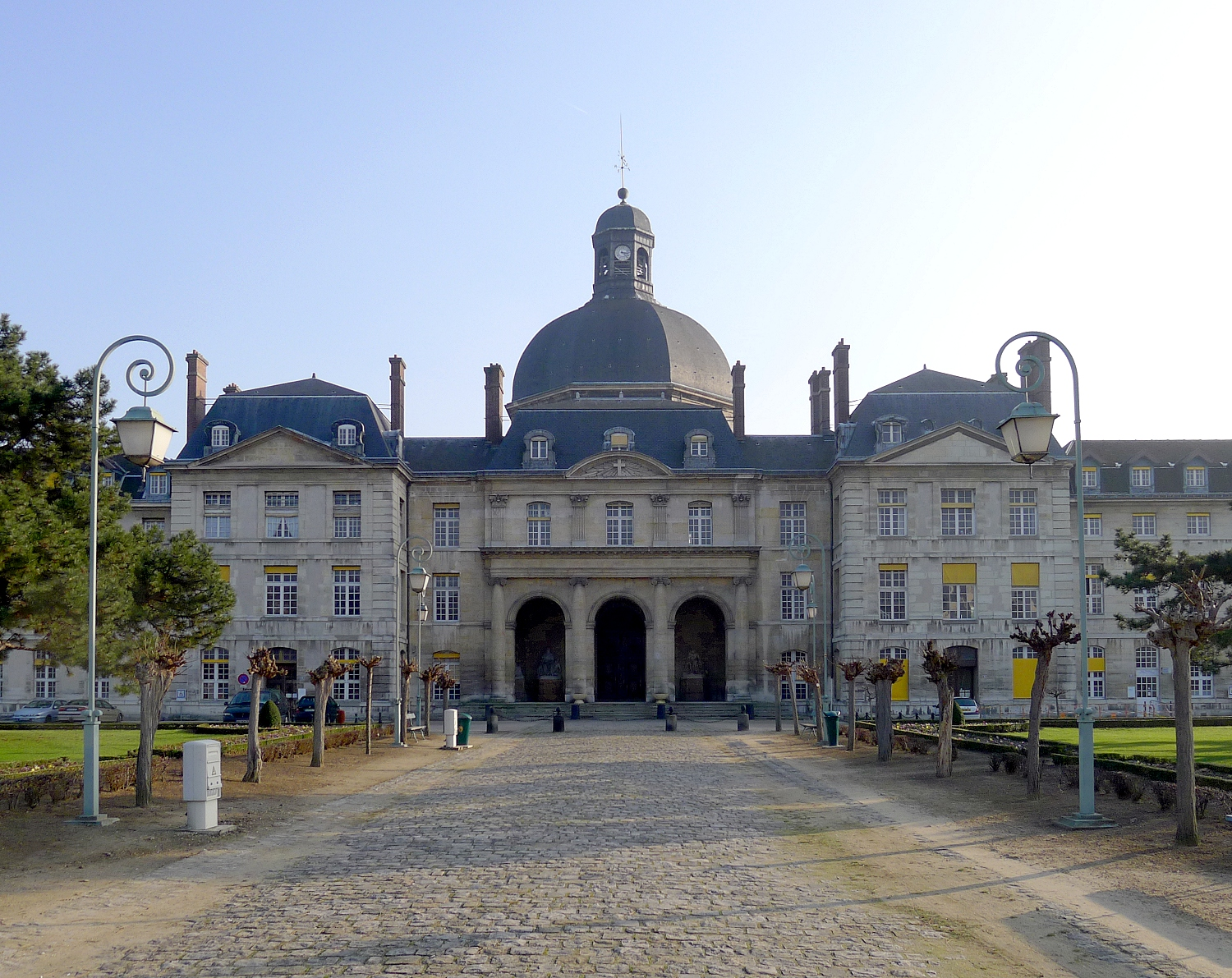
Barokní nemocnice Salpêtrière

V Paříži se nachází velké množství nemocnic – všeobecných, specializovaných, fakultních, vojenských a jiných. Historie některých sahá až do středověku. Nejstarší z nich, špitál Hôtel-Dieu na ostrově Cité, založil pařížský biskup svatý Landerik v roce 651. Až v roce 1260 založil Ludvík IX. léčebný ústav pro slepce Quinze-Vingts (dodnes se specializuje na oftalmologii). I Nemocnice sv. Ludvíka, založená v roce 1607 králem Jindřichem IV., aby ulevila špitálu Hôtel-Dieu, je v činnosti dodnes. Historicky důležité jsou také vojenské nemocnice Invalidovna a Val-de-Grâce.
Většina zdravotnických zařízení je spravována v rámci organizace Assistance publique – Hôpitaux de Paris (Veřejná pomoc – Pařížské nemocnice), která má přes 90 000 zaměstnanců. K ní patří mj. nemocnice Necker, Cochin, Salpêtrière, Saint-Antoine, Bichat-Claude-Bernard nebo Evropská nemocnice Georgese Pompidoua. Na předměstích leží důležité nemocnice ve městech Neuilly-sur-Seine (Americká nemocnice v Paříži), Créteil, Le Kremlin-Bicêtre, Montfermeil, Clichy, Argenteuil nebo Versailles.
Paříž má také jednu z nejhustších sítí lékařů ve Francii, ať už všeobecných, nebo specialistů: v roce 2010 zde připadlo v průměru 226,9 lékařů na 100 000 obyvatel, v případě specialistů činil průměr dokonce 501,3 na 100 000 obyvatel.
Renomované lékařské fakulty mají univerzity Paříž V, Paříž VI, Paříž VII a Paříž XI. Těmto univerzitám slouží Meziuniverzitní knihovna zdraví. Ústav soudního lékařství, který řídí Policejní prefektura, sídlí od roku 1914 na nábřeží Quai de la Rapée.
Muzeum dějin lékařství je součástí Univerzity Paříž V, Muzeum vojenského zdravotnictví je umístěno ve vojenské nemocnici Val-de-Grâce. Vlastní muzeum má i nemocnice sv. Ludvíka a organizace Assistance publique – Hôpitaux de Paris sídlící v Hôtel de Miramion.

## Věda a vzdělávání

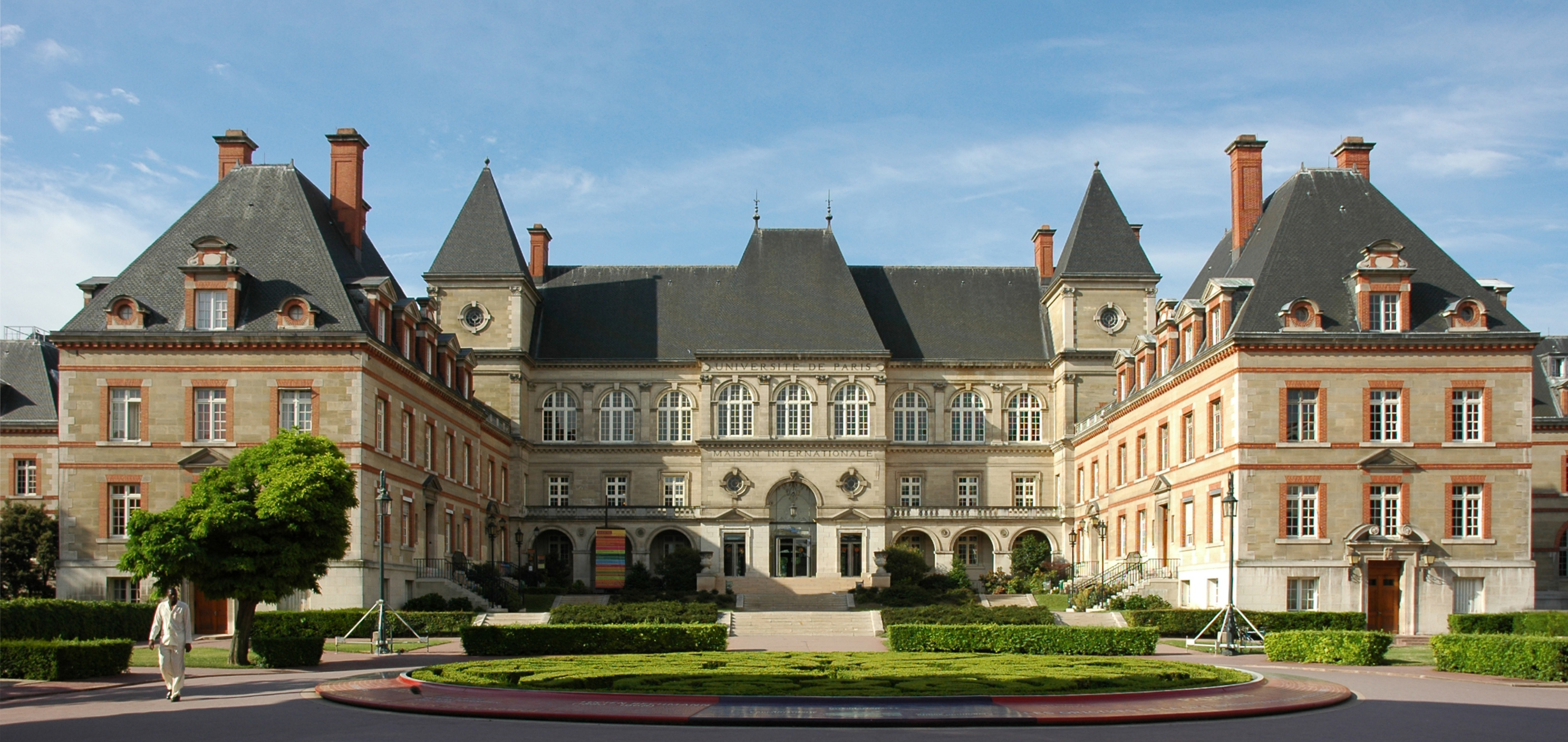
Cité internationale universitaire de Paris je největší kampus v Paříži (centrální budova)

V Paříži sídlí tradičně množství vysokých škol, které patří k nejprestižnějším ve Francii. Navzdory decentralizaci v 90. letech, kdy byla do Štrasburku přeložena École nationale d'administration a v Lyonu byla založena École normale supérieure, zůstává Paříž hlavním vysokoškolským centrem Francie. Většina pařížských univerzit podléhá Pařížské akademii.

### Statistika

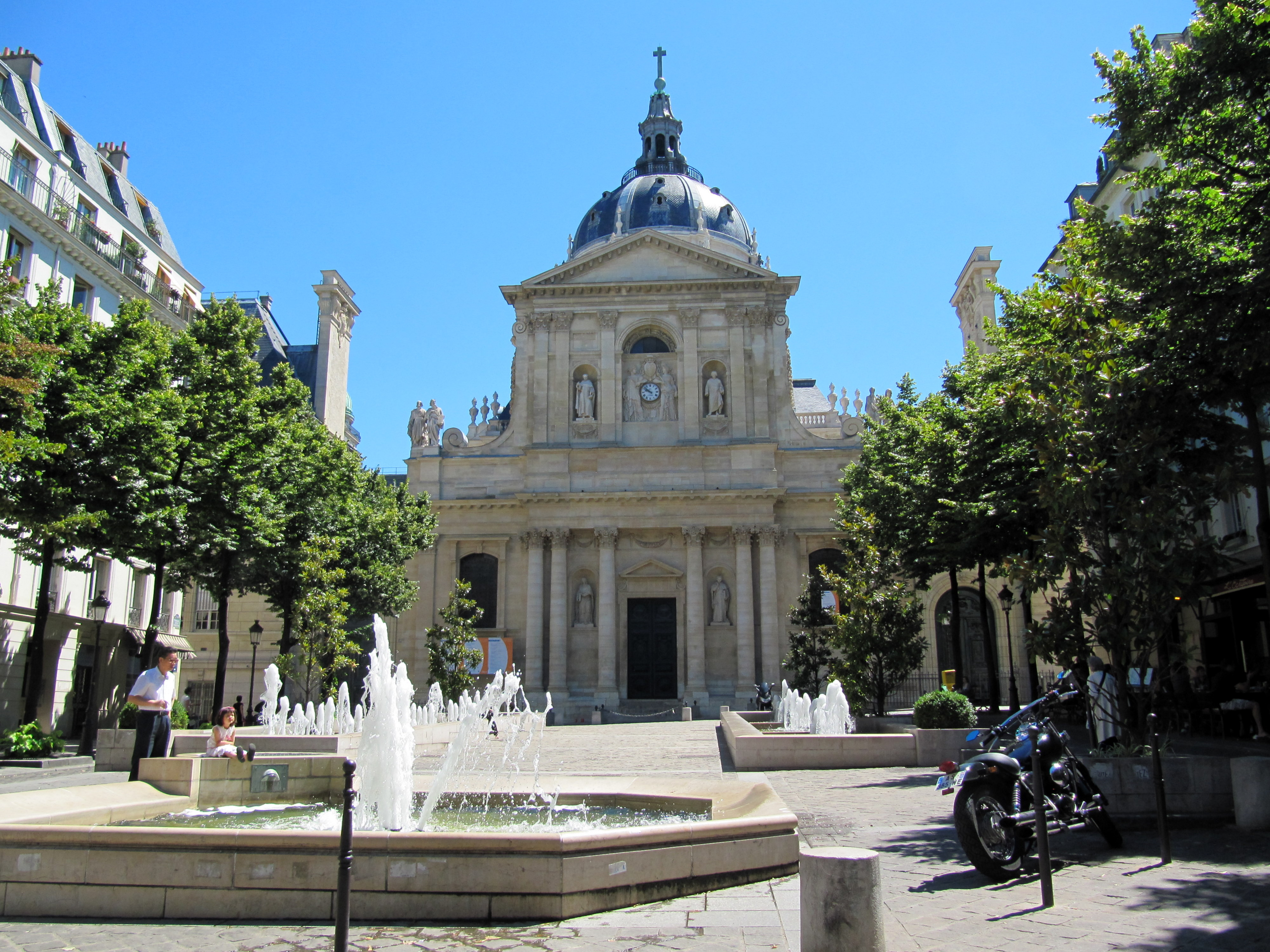
Sorbonna s kaplí sv. Uršuly

Ve školním roce 2005/2006 bylo v Paříži zapsáno na státních školách 263 812 studentů (135 570 v prvním stupni a 128 242 ve druhém) a 138 527 na soukromých školách.
Počet vysokoškolských studentů dosáhl v roce 2007 v Île-de-France přibližně 585 000, což je více než čtvrtina z celkového počtu ve Francii.
V roce 2007 fungovalo ve městě celkem 881 veřejných vzdělávacích zařízení, z čehož bylo 323 mateřských škol, 334 základních škol, 6 speciálních škol (školy v nemocnicích), 110 středních škol, 72 všeobecných a technických lyceí, 34 odborných lyceí a 2 lycea experimentální. K nim se řadí dalších 256 soukromých škol: 110 mateřských a základních, jedna speciální, 67 středních škol, 73 všeobecných a technických lyceí a 5 odborných lyceí. Lycea Louis-le-Grand a Jindřicha IV. mají celostátní a mezinárodní působnost.

### Historie

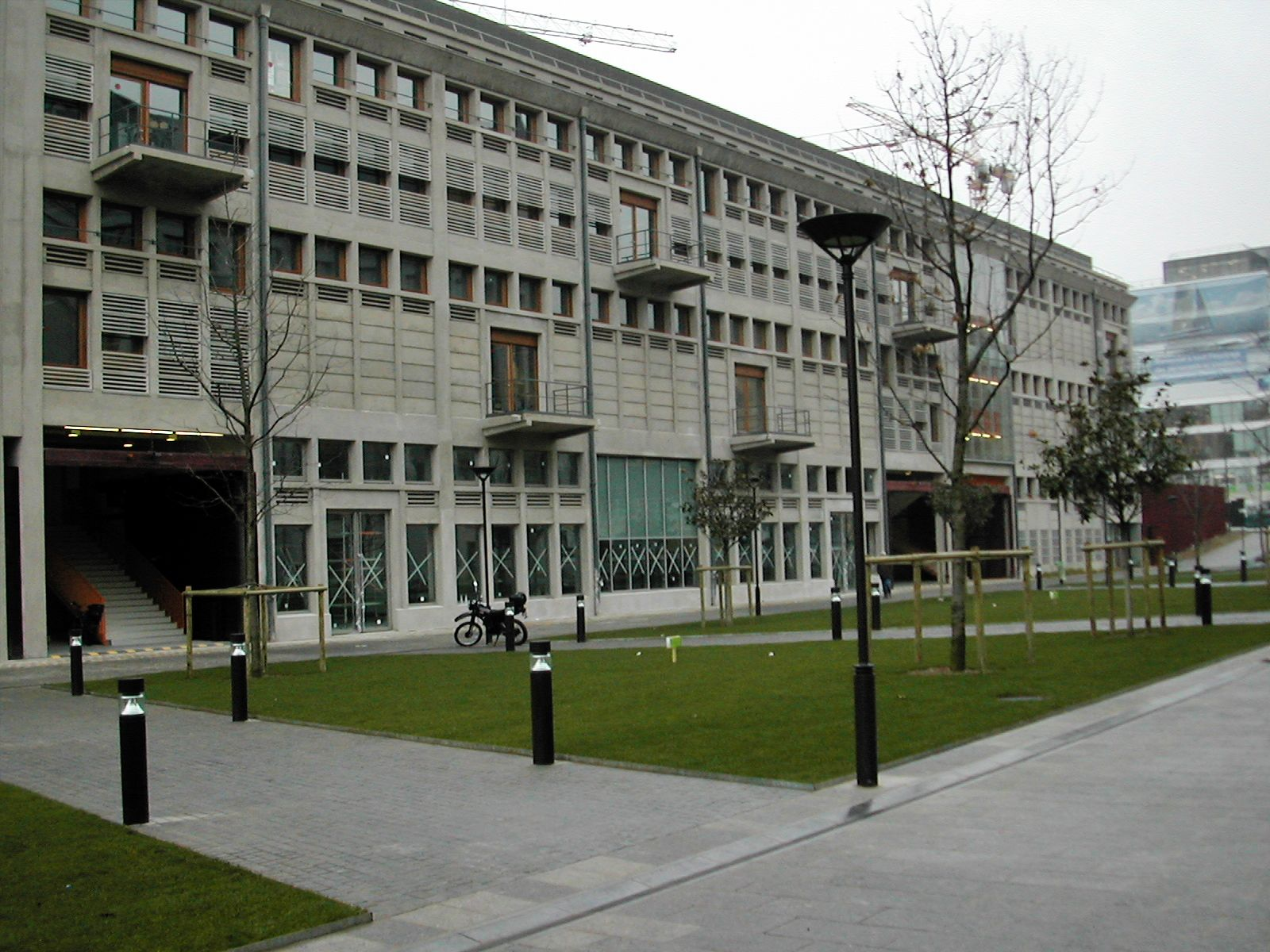
Nový kampus Paris Rive Gauche

Od 12. století byla Paříž jedním z největších center vzdělanosti v Evropě, zvláště pak v teologii a filozofii. Zprvu teologická škola při katedrále Notre-Dame získala od Filipa II. Augusta v roce 1200 privilegium, aby její členové byli pod jurisdikcí práva církevního a nikoliv světského. Univerzitu uznal papež Inocenc III. v bule v roce 1215, kterou potvrdil Řehoř IX. v roce 1231. Tak vznikla Pařížská univerzita rozdělená na čtyři fakulty, kde výuka probíhala na jednotlivých kolejích. Jednou z nich byla i Sorbonna, založená v roce 1257. Univerzita se rozvíjela kolem Montagne Sainte-Geneviève, kde vznikla Latinská čtvrť (dnes 5. a 6. obvod). Tato oblast je doposud významným školským centrem. V roce 1530 zde František I. založil Collège de France jako konkurenci univerzitě. Od 18. století vznikají specializované vysoké školy (grandes écoles), z nichž mnohé rovněž našly sídlo v Latinské čtvrti, např. École Polytechnique nebo École normale supérieure založené během Velké francouzské revoluce. V té době byla univerzita naopak zrušena; po jejím obnovení až na konci 19. století se skládala ze šesti fakult: právnické, lékařské, farmaceutické, filozofické, teologické a přírodních věd. Ve 20. století počet studentů výrazně vzrostl. Po studentské revoltě v květnu 1968, jejímž epicentrem byla Sorbonna, Pařížskou univerzitu rozdělili do třinácti nezávislých institucí (Paříž I, Paříž II, Paříž III, Paříž IV, Paříž V, Paříž VI, Paříž VII, Paříž VIII, Paříž IX, Paříž X, Paříž XI, Paříž XII a Paříž XIII), z nichž každá se specializuje na určité obory. Některé se nacházejí i mimo hranice Paříže.

### Současnost
Hlavním centrem vysokoškolského života zůstává Latinská čtvrť, kde leží Univerzity Paříž I až VI, Collège de France, Katolický institut, École nationale des chartes, Sciences Po aj. Rozkládá se zde rovněž Kampus Jussieu. Dalším centrem se v posledních letech stává 13. obvod ve východní části města, kde v rámci projektu Paris Rive Gauche vzniká Kampus Paris Rive Gauche pro Univerzitu Paříž VII a nové sídlo Francouzské národní knihovny.
3. obvod je domovem Conservatoire national des arts et métiers, který byl založen v roce 1794 a je věnován vědě a technologii.
V letech 2010/2020 se několik univerzit spojilo a vytvořilo Université Paris Cité, Sorbonne Université a Univerzita Paris sciences et lettres.
Samotné město Paříž provozuje sedm vysokých škol. Čtyři jsou věnovány užitému umění (École Boulle, École Estienne, École supérieure des arts appliqués Duperré, École professionnelle supérieure d'arts graphiques et d'architecture), dvě jsou technického zaměření (École des ingénieurs de la ville de Paris a École supérieure de physique et de chimie industrielle) a jedna se specializuje na zahradnictví (École du Breuil).
Nedaleko Paříže se nachází seskupení Paris-Saclay. Existují prestižní univerzity v oblasti vědy a techniky (Institut polytechnique de Paris, Univerzita Paris-Saclay) nebo managementu (HEC Paris).

### Věda a výzkum
Francouzská akademie je jednou z nejstarších a rovněž nejprestižnější institucí ve Francii v oblasti duševního života. Založil ji v roce 1634 kardinál Richelieu na ochranu francouzského jazyka. Od roku 1801 sídlí v Collège des Quatre-Nations přes řeku naproti Louvru a od roku 1803 tvoří součást Francouzského institutu. K němu patří též Francouzská akademie věd, založená v roce 1666 ministrem financí Colbertem.
Paříž je také sídlem mnoha výzkumných ústavů a laboratoří, ať již francouzských, nebo mezinárodních. K nejvýznamnějším patří Národní výzkumné centrum, Institut Henri Poincaré (centrální francouzský ústav pro matematiku a fyziku) a Pasteurův ústav. Dále je to např. Francouzská národní knihovna a Francouzský národní archiv, Institut français d'architecture, Pařížská observatoř, IRCAM nebo INSEE. Z mezinárodních institucí zde má ředitelství např. Evropská kosmická agentura.

### Knihovny

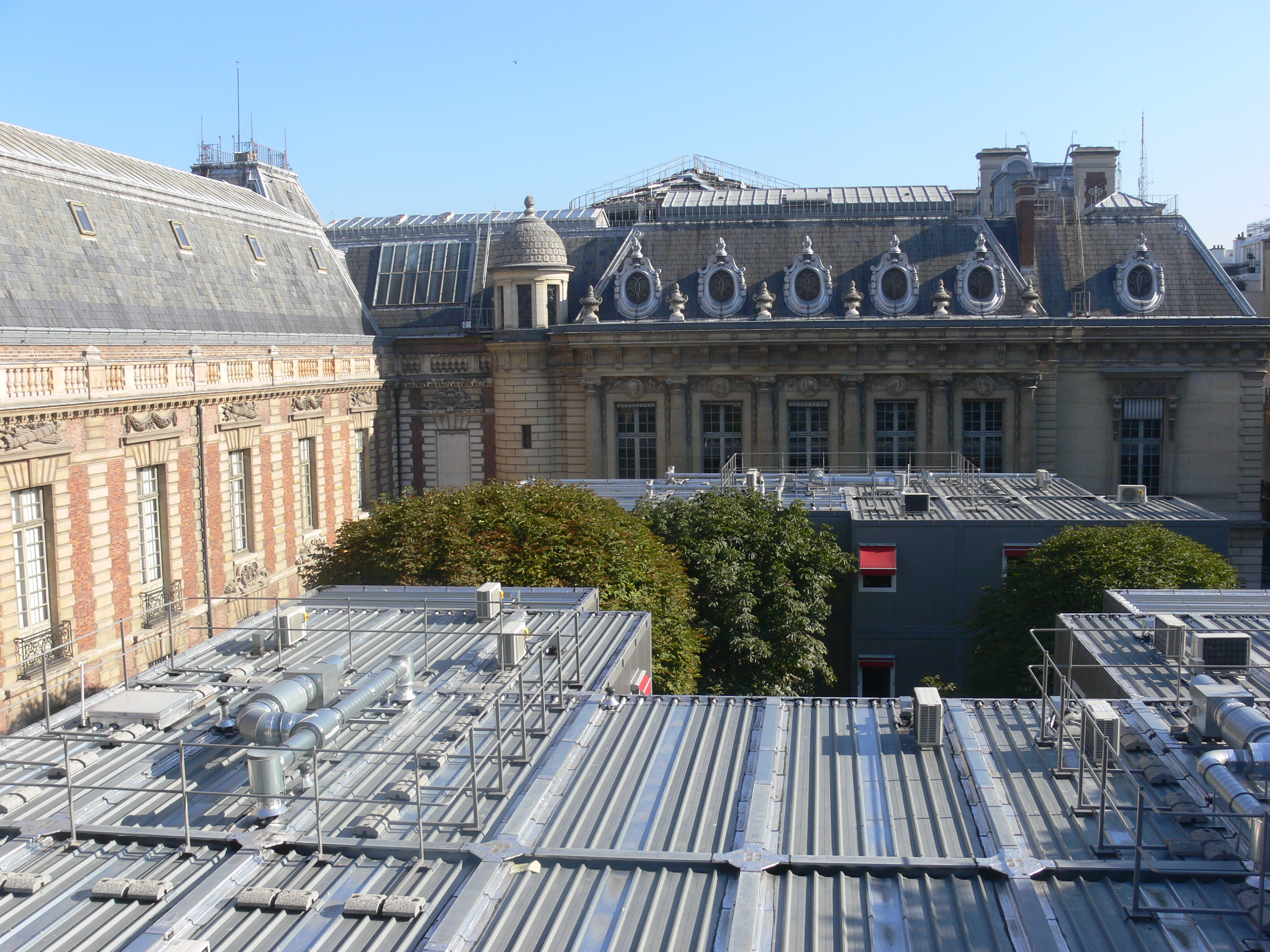
Původní sídlo Národní knihovny v Rue de Richelieu

Prvořadou institucí nejen v Paříži, ale v celé Francii je Francouzská národní knihovna. Její základy sahají až do středověku, kdy Karel V. založil královskou knihovnu, která obsahovala 917 rukopisů. František I. ji přestěhoval z Paříže na zámek Fontainebleau. Radikální změnu znamenala pro francouzské knihovny Velká francouzská revoluce, kdy byly celé klášterní knihovny a knižní sbírky sekularizovány a dále znárodňovány šlechtické knihovny, jejichž knihy poté obohatily fondy vzniklé Národní knihovny. Knihovna od roku 1998 sídlí v moderní budově na nábřeží ve 13. obvodu. Její původní sídlo v Rue de Richelieu slouží k uložení neknihovních sbírek (mince, fotografie, plakáty apod.). Knihovna má i další oddělení, jako je Bibliothèque de l'Arsenal nebo Bibliothèque-musée de l'Opéra. Zajímavostí jsou zvláštní fondy erotické literatury nazvané Enfer.
Nejstarší veřejnou knihovnou ve Francii je Bibliothèque Mazarine na nábřeží Quai de Conti v 6. obvodu, která vznikla z osobní knihovny kardinála Mazarina; byla otevřena již v roce 1643. Od roku 1945 je připojena k Francouzskému institutu. Významnou veřejnou knihovnou je rovněž Bibliothèque publique d'information, přičleněná k Centre Georges Pompidou.
Pařížská městská knihovna tvoří síť 69 veřejných knihoven v jednotlivých městských obvodech. Některé z nich jsou specializované: Bibliothèque historique de la ville de Paris (Historická knihovna města Paříže), Bibliothèque administrative de la ville de Paris (Správní knihovna města Paříže), Bibliothèque des littératures policières (Knihovna detektivní literatury) a Médiathèque musicale de Paris (Hudební mediotéka); další knihovny se specializují na výtvarné a užité umění (Bibliothèque Forney), feminismus (Bibliothèque Marguerite Durand), literaturu pro děti a mládež (Bibliothèque de l'Heure Joyeuse), kinematografii (Bibliothèque du cinéma François-Truffaut, Cinémathèque Robert-Lynen, Forum des images) a turismus (Bibliothèque du tourisme et des voyages).

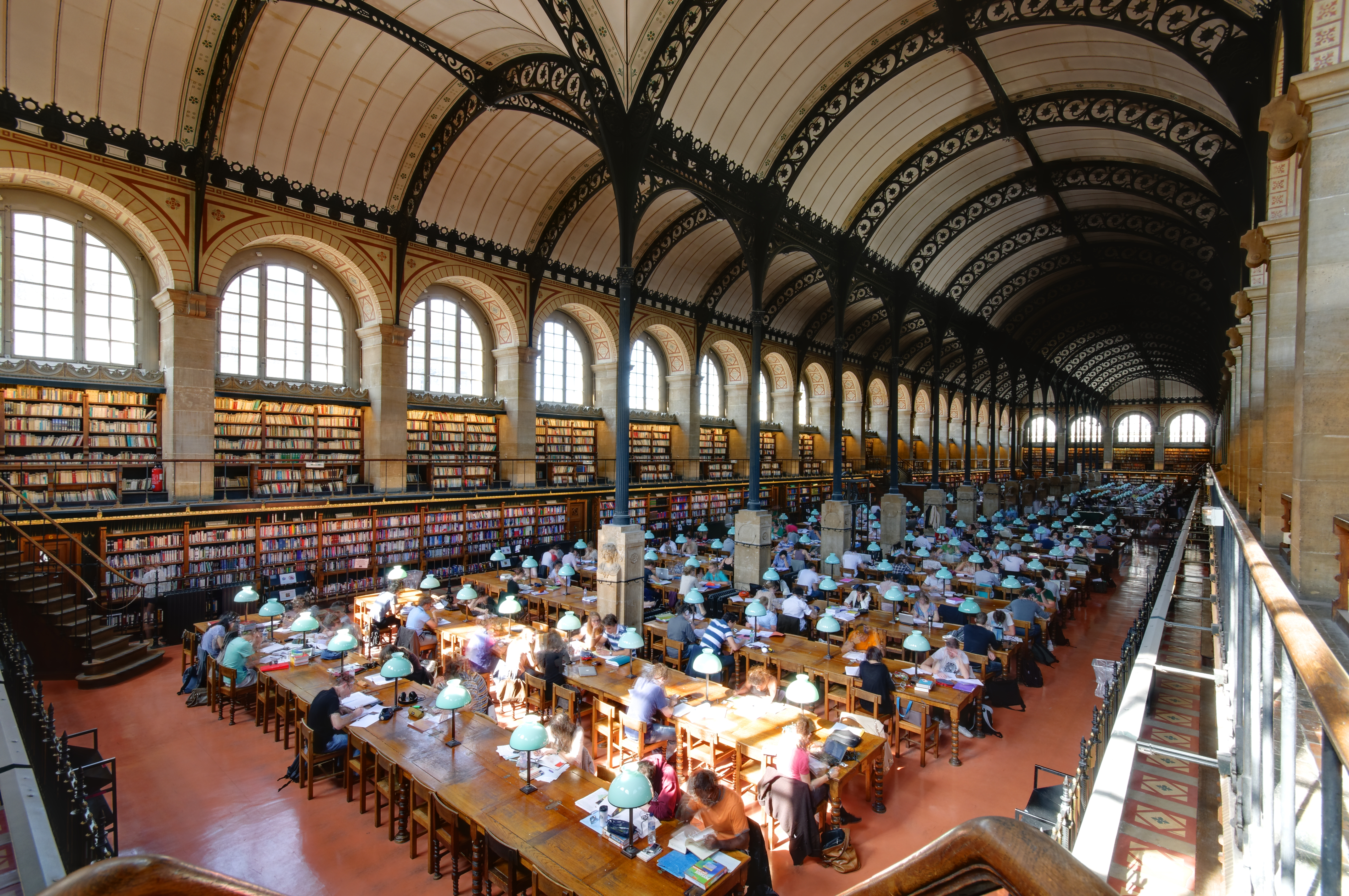
Studovna Knihovny Sainte-Geneviève

Ve městě se rovněž nachází množství univerzitních knihoven sloužících jednotlivým univerzitám. Největší je Bibliothèque Sainte-Geneviève (pro univerzity Paříž I, Paříž II, Paříž III, Paříž IV a Paříž VII), která má všeobecné zaměření. Obdobně ani Bibliothèque de la Sorbonne (univerzity Paříž I, Paříž III, Paříž IV, Paříž V a Paříž VII) nemá úzkou profilaci. Jiné knihovny jsou specializované na určité obory, např. lékařství (Bibliothèque interuniversitaire santé), přírodní vědy (Bibliothèque Jussieu, Bibliothèque Pierre-et-Marie-Curie), právo a ekonomii (Bibliothèque Cujas, Bibliothèque Sainte-Barbe), společenské vědy (Bibliothèque de sciences humaines et sociales Paris Descartes-CNRS), lingvistiku (Bibliothèque interuniversitaire des langues orientales, Bibliothèque universitaire des langues et civilisations) nebo francouzskou literaturu (Bibliothèque littéraire Jacques Doucet).
Rozsáhlé knihovny mají i jiné veřejné instituce, ať už Národní shromáždění (Bibliothèque de l'Assemblée nationale), Francouzský statistický úřad (Bibliothèque centrale de l'Institut national de la statistique et des études économiques), nebo Francouzský institut architektury (Bibliothèque de la Cité de l'architecture et du patrimoine) aj.
Ke specializovaným knihovnám patří např. Bibliothèque du Film (kinematografie), Médiathèque Musicale Mahler (hudba), Polská knihovna (polské dějiny a kultura) nebo knihovna Saulchoir (náboženství).

## Regionální média

### Tisk
Regionální deník Le Parisien má deset departementálních mutací, z nichž jedna je určena pro Paříž. Vycházejí zde čtyři bezplatné deníky: tři ráno (20 minutes, Direct Matin a Métro) a čtvrtý večer (Direct Soir), většinou distribuované ve veřejné dopravě. Přehled o kulturním programu v metropoli přinášejí týdeníky L'Officiel des spectacles a Pariscope.

### Televize

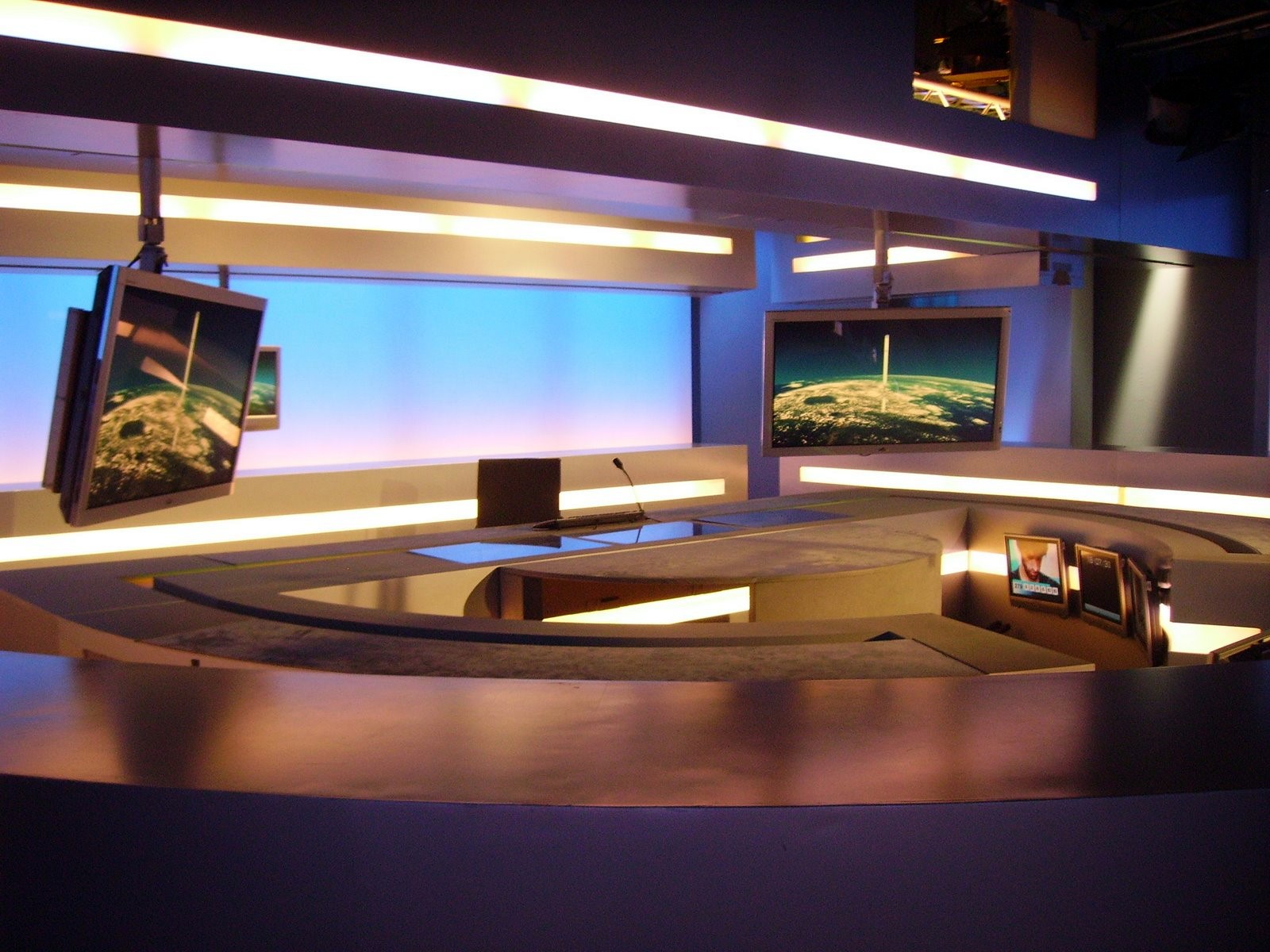
Televizní studio France 3

Kromě celostátního kanálu France 3, který vysílá regionální program, působí v Paříži několik místních televizních společností. Télif (Télévision Île-de-France) je televizní kanál šířený kabelem, satelitem a ADSL, který spojuje několik místních televizních společností: VOTV (Val-d'Oise), Télessonne (Essonne), TVM Est parisien (Seine-Saint-Denis), TVFil78 (Yvelines) a RTV (Rosny-sous-Bois). Dalších sedm televizí sdílí jeden kanál: NRJ Paris, IDF 1, Cap 24, Demain IDF, BDM TV, Cinaps TV a Télé Bocal.
Od roku 2001 vysílaly v Paříži též dvě televize nezákonně, a to Zaléa TV a Teleplaisance.org, tvořená pouze amatéry. Oba kanály jsou od roku 2007 šířeny přes internet.

### Rozhlas
První rozhlasová stanice Radio Tour Eiffel začala v Paříži vysílat pro veřejnost 24. prosince 1921. Na rozdíl od jiných zemí bylo ve Francii umožněno i soukromé vysílání, první pařížská soukromá stanice Radiola získala licenci již v roce 1922. Dnes zde existuje několik desítek regionálních rádií různého zaměření.

### Internet
Město Paříž provozuje vlastní internetové stránky www.paris.fr a rovněž síť Wi-Fi pro bezplatné internetové připojení v městských parcích, knihovnách, muzeích a radnicích po dobu jejich otevření veřejnosti. Jedno připojení trvá maximálně dvě hodiny, poté musí být obnoveno. Dalším elektronickým kanálem jsou světelné informační panely v ulicích, které přinášejí nejen zprávy o aktuální dopravní situaci, ale rovněž o kulturních akcích nebo počasí. V roce 2003 umožnil tehdejší starosta Bertrand Delanoë využití těchto tabulí ke zveřejnění asi 3600 milostných vzkazů ke Dni svatého Valentýna, které lidé poslali na internetovou adresu pařížské radnice.

## Kultura

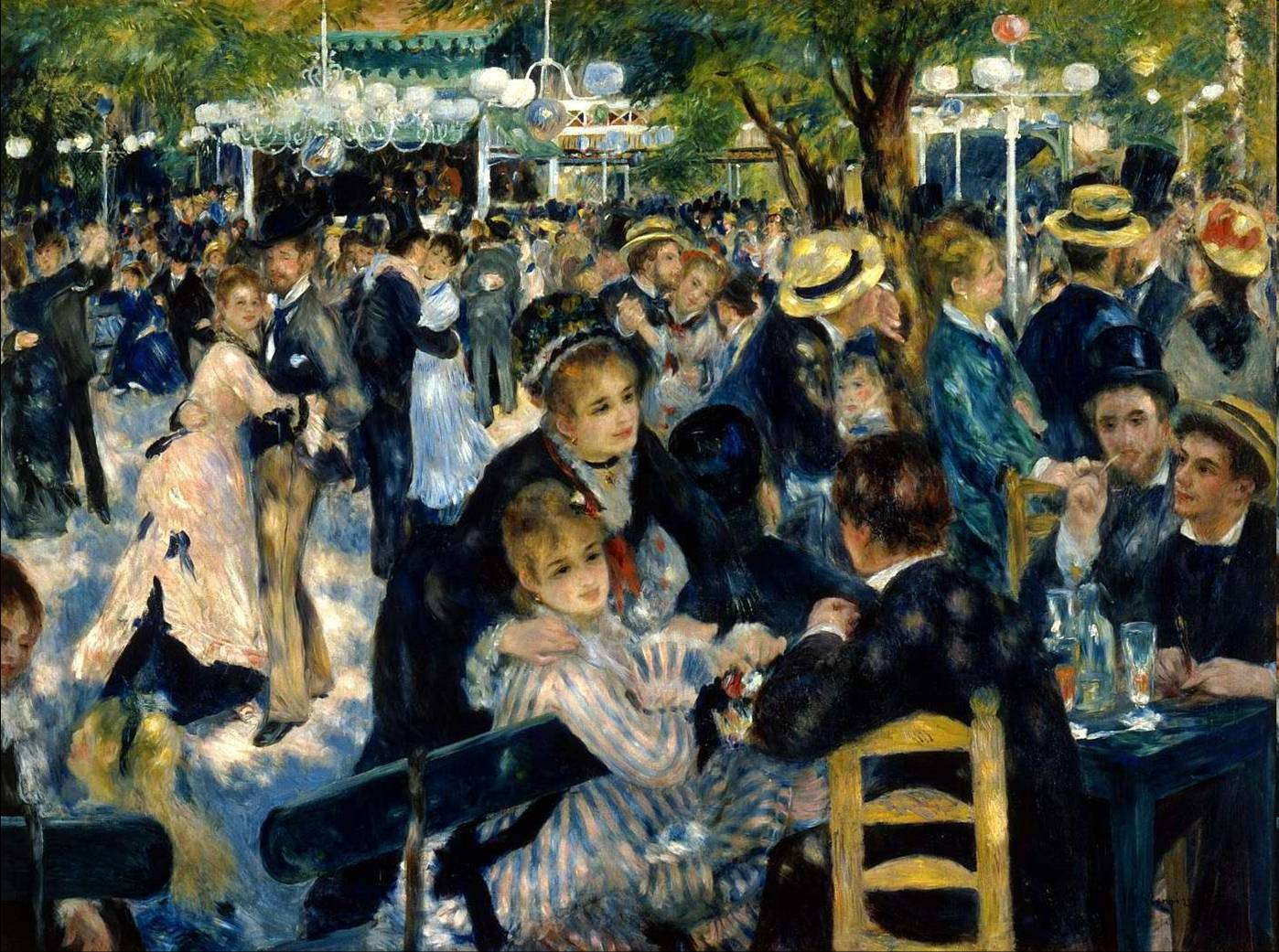
Obraz Augusta Renoira s názvem Tanec v Moulin de la Galette

Paříž je ve Francii kulturním městem prvního řádu. Pro místní obyvatele i turisty nabízí nepřeberné množství kulturních institucí – přes 150 muzeí a 200 galerií, asi 100 divadel, přes 650 kin a více než 10 000 restaurací. Nabídka kulturních událostí zahrnuje po celý rok četná divadelní a operní představení, koncerty, výstavy, hudební a filmové festivaly, módní přehlídky, ale i sportovní akce.

### Krásná umění
Nejstarším hmotným dokladem o existenci divadla v Paříži je Arènes de Lutèce v ulici Rue Monge v 5. obvodu. Stavba sloužila jako římský amfiteátr i aréna, pochází z 1. století n. l. a využívala se až do konce 3. století. Její kapacita byla zhruba 17 000 osob.

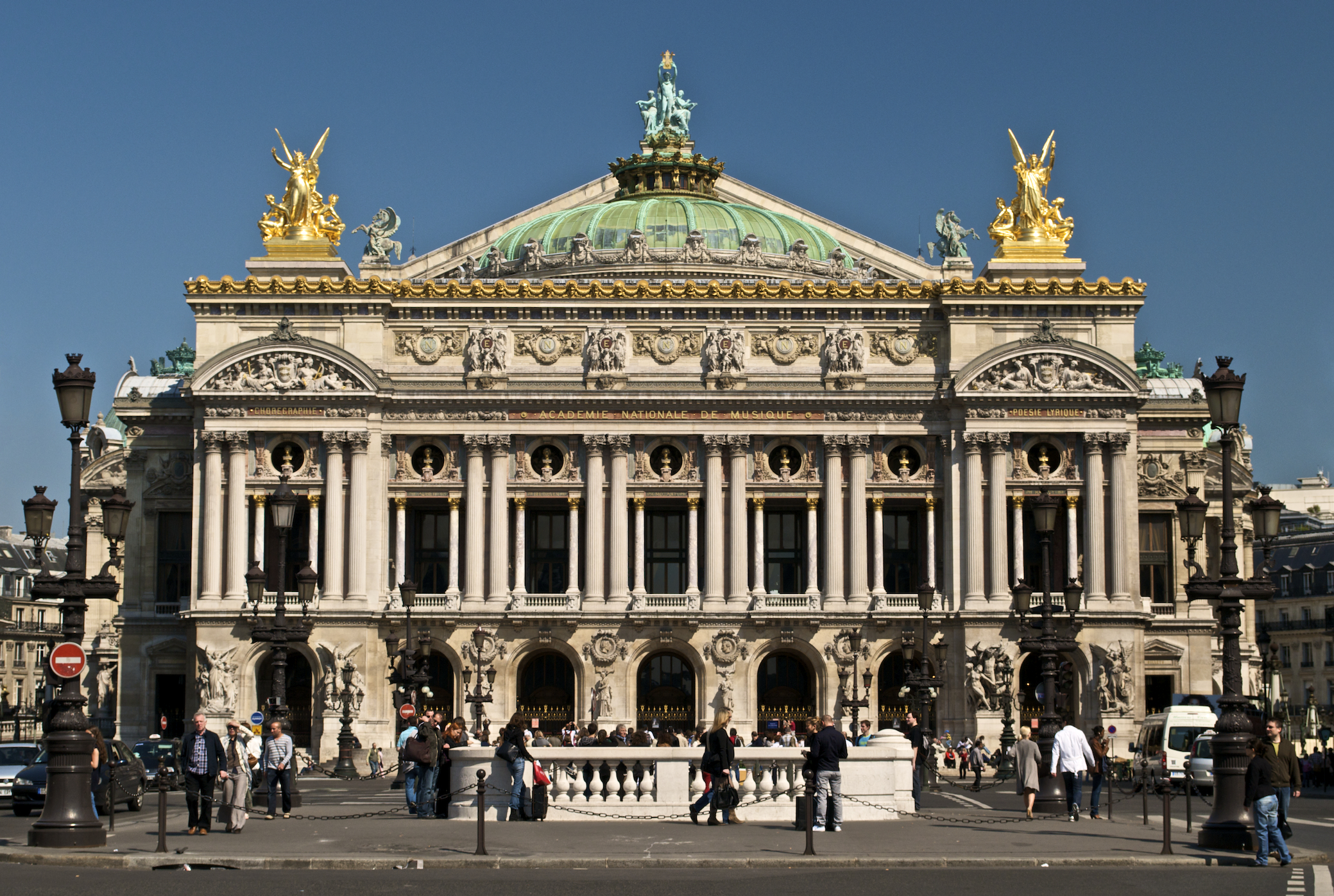
Opéra Garnier

Vzhledem k centralistické tradici sídlí nejvýznamnější divadelní, operní a baletní soubory v hlavním městě. Pařížská národní opera, založená roku 1669, hraje v dějinách opery významnou roli. Dnes má k dispozici dva operní domy. Opéra Garnier byla otevřena 5. ledna 1875 a nese název podle svého architekta Charlese Garniera. Od roku 1989 slouží především pro představení baletu a klasických oper a je rozlohou největším divadlem na světě.
Hudební tradice v Paříži sahá až do středověku, kdy zde na konci 12. století byla založena škola při Notre-Dame. V Paříži se nachází mnoho koncertních sálů, z nichž nejslavnější je Olympia. Významné jsou rovněž sály Bataclan, Folies Bergère nebo Zénith. Staví se Philharmonie de Paris, součást Cité de la musique. Koncerty populární hudby se často konají v AccorHotels Arena. Mezi významné autory hudby, kteří působili v Paříži, se řadí Frédéric Chopin, Hector Berlioz a Johann Strauss st., v moderní době byla slavnou zpěvačkou např. Édith Piaf.
Také filmové projekce mají v Paříži velkou tradici. Dne 28. prosince 1895 bratři Lumièrové uskutečnili v Salon indien du Grand Café první filmové promítání pro veřejnost.
V Paříži se nachází velké množství kin, které měly v roce 2006 celkem 376 sálů, z nichž bylo 150 nezávislých a 89 uměleckých. Poskytují velkou nabídku, každý týden se promítá přibližně 450 až 500 různých filmů a roční návštěvnost přesahuje 27 miliónů diváků (údaje z roku 2006).

### Muzea a galerie
Paříž spolu s regionem Île-de-France disponuje největší muzejní nabídkou ve Francii jak co do počtu muzeí, tak i co do rozsahu a různorodosti jejich sbírek.

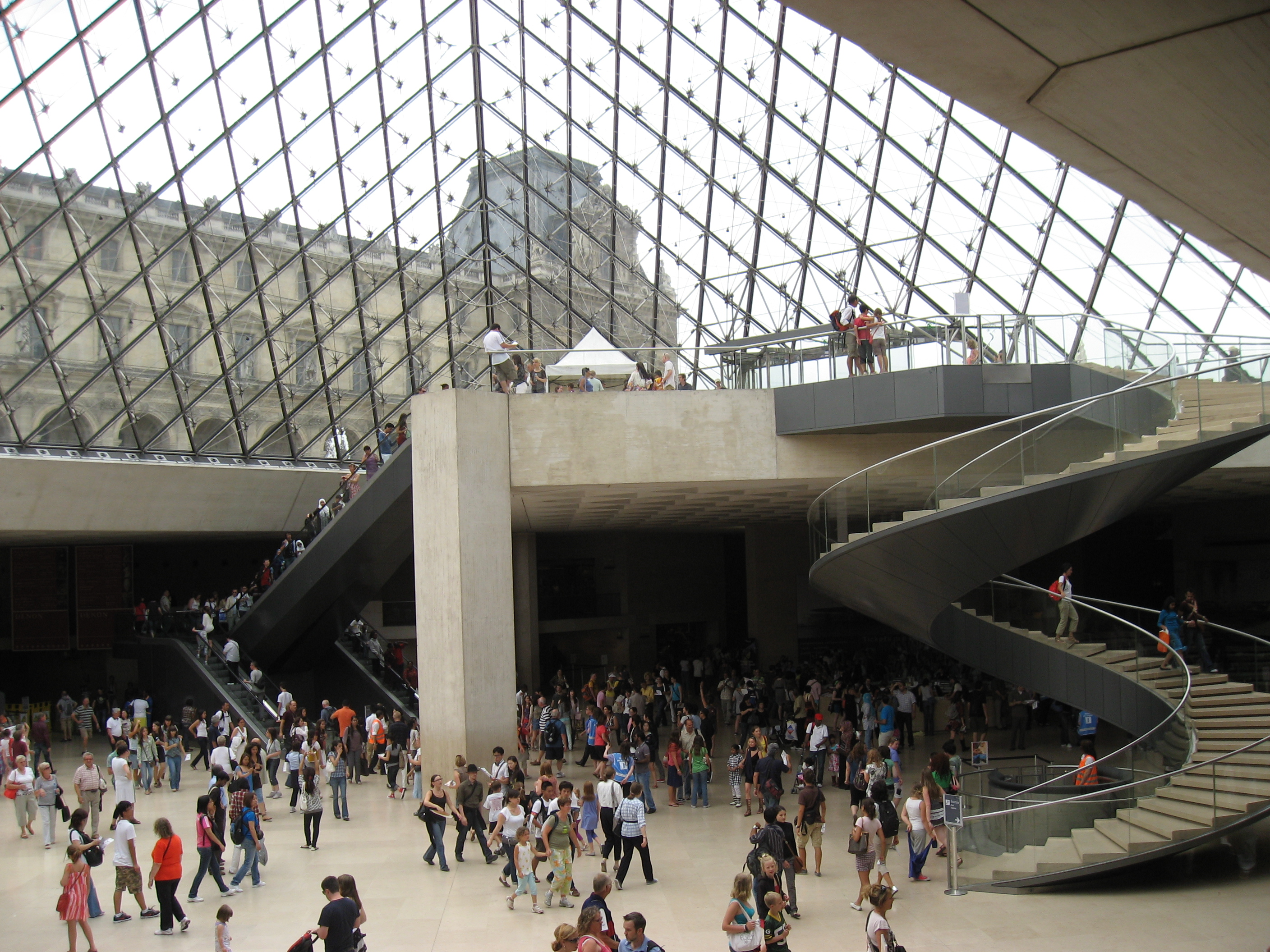
Vstup skleněnou pyramidou Louvru

Muzeem nejstarším a zároveň největším co do rozlohy a sbírek je Louvre. S návštěvností 8,3 milionu v roce 2006 se stalo zdaleka nejnavštěvovanějším na světě. Bylo založeno v roce 1793 a jeho exponáty pokrývají období od starověku do konce 19. století.
I další muzea se těší celosvětové reputaci: Národní muzeum moderního umění a Musée d'Orsay, představující umění 2. poloviny 19. století (1848–1914). Tato tři muzea mají statut národních institucí a jsou zřizována francouzským státem obdobně jako např. Musée national du Moyen Âge (Národní muzeum středověku) či Musée du quai Branly (mimoevropské umění). Další řídí jednotlivá ministerstva, jako např. Musée de l'Armée (v Invalidovně).
Město Paříž provozuje několik vlastních muzeí, z nichž nejvýznamnější je Musée Carnavalet, věnované dějinám Paříže, dále pařížské katakomby, Petit Palais, Palais de Tokyo (moderní umění), Musée Cernuschi (asijské umění), Musée des arts décoratifs (dekorativní umění), Musée des arts et métiers (věnováno vědě a technice) a jiná.

### Gastronomie

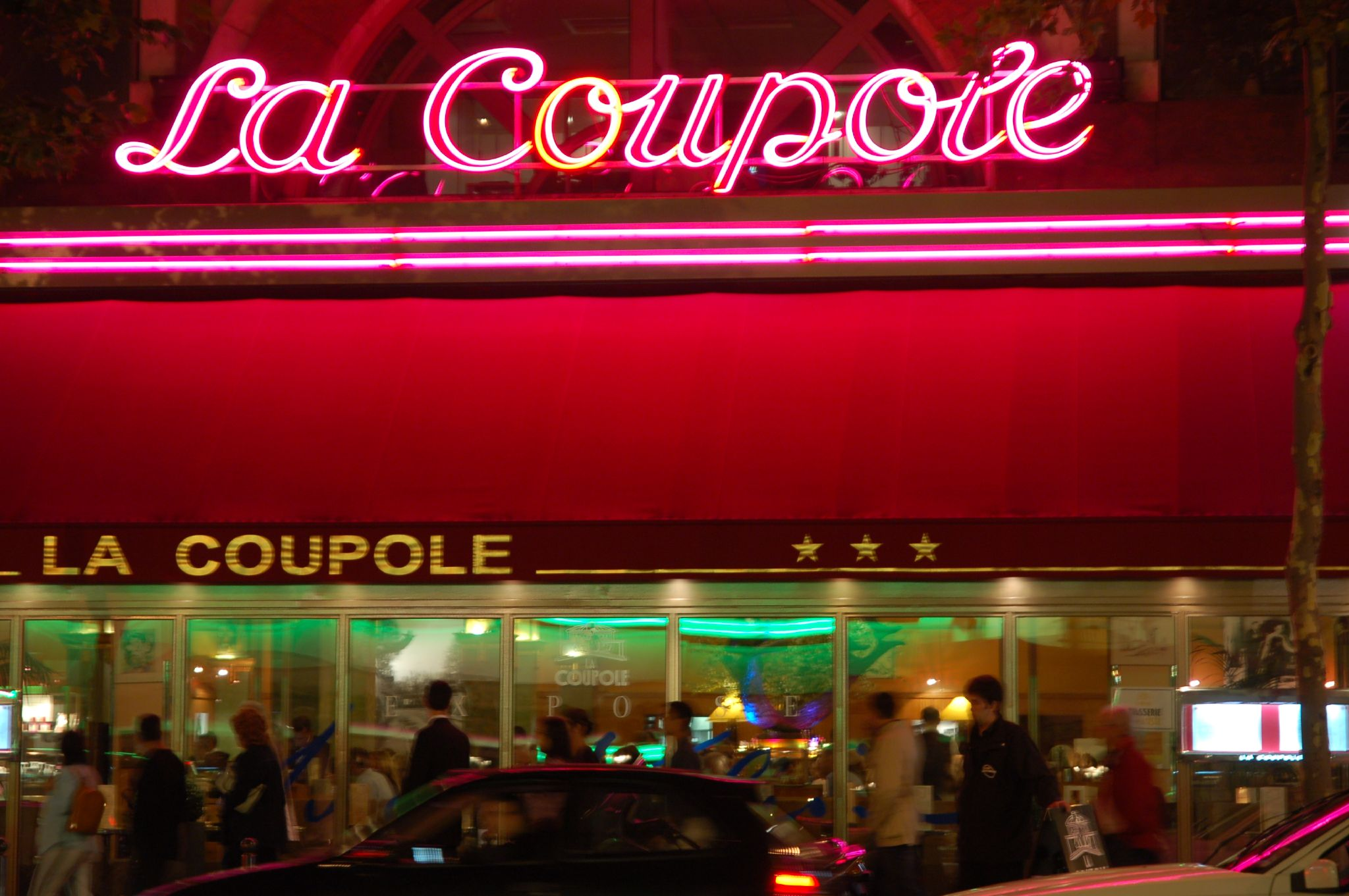
La Coupole za tmy

První restaurace v moderním smyslu slova vznikly v Paříži v 18. století. Termín restaurace se objevil v roce 1765, kdy jeden provozovatel vývařovny polévek získal povolení prodávat též jehněčí s omáčkou. Od té doby se restaurací nazývaly podniky, které nabízely různé druhy jídel. Před Velkou francouzskou revolucí nebylo v Paříži ani 100 restaurací, neboť omezení v podobě cechovních práv zakazovala prodávat různé typy jídel v jednom podniku. Teprve po revoluci a zrušení omezení počet restaurací narůstal. Pařížské restaurace provozovali většinou kuchaři, kteří původně pracovali ve šlechtických rodinách a po jejich emigraci začali podnikat v pohostinství. Tím rozšířili mezi měšťanské vrstvy styl vaření, který do té doby neznaly.
Rovněž kavárny se staly nedílnou součástí francouzské kultury a jejich obliba rostla od roku 1670, kdy byla otevřena Café de la Régence. Dnes je nejstarší kavárnou v Paříži Café Procope, zprovozněná v roce 1686. Kavárny byly velmi populární v 18. století, od poloviny 19. století se rozšířily i na chodníky a bulváry.
V té době se Paříž napojila na železnici a během následné průmyslové revoluce se do města začali stěhovat obyvatelé z různých částí Francie, kteří s sebou přinášeli gastronomické rozmanitosti jednotlivých regionů. Vznikly tak specializované rybí restaurace či restaurace s alsaskou nebo provensálskou kuchyní. Rovněž příchod imigrantů ze zahraničí, ať už z evropských zemí, nebo z Maghrebu či Asie přinesl ještě větší kulinářskou rozmanitost, takže dnes Paříž nabízí kuchyně pěti kontinentů.
K nejproslulejším podnikům patří restaurace Maxim's a kavárny Café de Flore, La Coupole, La Rotonde, Les Deux Magots nebo Café de la Paix.

### Sport
Sportovní akce během celého roku tradičně patří v hlavním městě k významným událostem. Od konce 19. století hrála Paříž důležitou roli v šíření a organizaci moderního sportu. V Paříži byl poprvé udělen titul „mistr světa“ (1740 ve hře jeu de paume), poprvé použit metrický systém v atletice (1798), proběhlo zde první soutěžní parkurové skákání (1866), první cyklistický závod (1868), první turnaj v moderním šermu (1893), ženy mohly poprvé soutěžit na olympijských hrách (1900).

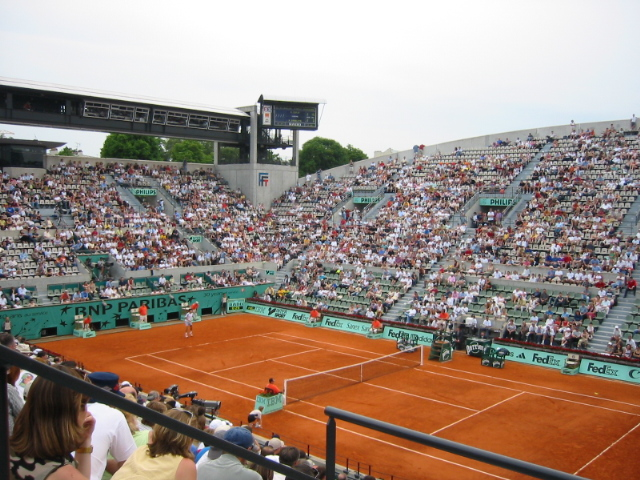
Stade Roland-Garros

Ve 20. století se rozšířila obliba fotbalu. První fotbalový šampionát ve Francii se konal v Paříži v roce 1894. 21. května 1904 byla v Paříži založena FIFA, která později přesídlila do Švýcarska. Fotbal se ve větším měřítku prosadil ve 20. letech, kdy bylo založeno množství fotbalových klubů (Red Star, Racing, Olympique, CASG, Stade français aj.) Také první mistrovství ve fotbale žen se konalo v Paříži (v roce 1918) a hrálo se až do roku 1937; obnoveno bylo až v roce 1970. Mistrovství světa ve fotbale se naposledy konalo v Paříži v roce 1998 a pro tuto příležitost byl na pařížském předměstí Saint-Denis postaven Stade de France. K nejvýznamnějším sportovním organizacím patří fotbalový klub Paris Saint-Germain.
Vznikla zde řada mezinárodních sportovních federací, a i když mnohé přesídlily do Švýcarska, jiné zůstaly v Paříži. Právě na Sorbonně přednesl v listopadu 1892 baron Pierre de Coubertin výzvu k obnovení olympijských her. Mezinárodní olympijský výbor byl založen v Paříži 23. června 1894 u příležitosti prvního olympijského kongresu. V Paříži se konaly hned druhé olympijské hry (1900) a poté ještě osmé (1924). Paříž bude opět pořádat olympiádu v roce 2024.
K hlavním pařížským sportovištím patří Parc des Princes, Stade Roland-Garros, Stade Sébastien-Charléty, Stade Jean-Bouin nebo Stade Pierre de Coubertin. Palais omnisports de Paris-Bercy a Palais des Sports de Paris slouží vedle sportovních utkání také ke kulturním účelům, především koncertům. Paříž má rovněž 35 plaveckých bazénů, včetně dvou 50metrových.

## Partnerská města
- Alžír, Alžírsko (2003)
- Ammán, Jordánsko (1987)
- Athény, Řecko (2000)
- Bejrút, Libanon (1992)
- Berlín, Německo (1987)
- Buenos Aires, Argentina (1999)
- Casablanca, Maroko (2004)
- Ciudad de México, Mexiko (1999)
- Chicago, Spojené státy americké (1996)
- Jakarta, Indonésie (1995)
- Jerevan, Arménie (1998)
- Káhira, Egypt (1985)
- Kjóto, Japonsko (1958)
- Kodaň, Dánsko (2005)
- Lisabon, Portugalsko (1998)
- Londýn, Spojené království (2001)
- Madrid, Španělsko (2000)
- Montréal, Kanada (2006)
- Moskva, Rusko (1992)
- Peking, Čína (1997)
- Petrohrad, Rusko (1997)
- Porto Alegre, Brazílie (2001)
- Praha, Česko (1997)
- Québec, Kanada (2003)
- Rabat, Maroko (2004)
- Rijád, Saúdská Arábie (1997)
- Řím, Itálie (1956)
- Saná, Jemen (1987)
- San Francisco, Spojené státy americké (1996)
- Santiago de Chile, Chile (1997)
- São Paulo, Brazílie (2004)
- Sofie, Bulharsko (1998)
- Soul, Jižní Korea (1991)
- Sydney, Austrálie (1998)
- Tbilisi, Gruzie (1997)
- Tokio, Japonsko (1982)
- Tunis, Tunisko (2004)
- Varšava, Polsko (1999)
- Washington, D.C., Spojené státy americké (2000)
- Ženeva, Švýcarsko (2002)

## Citáty
- „Paříž je vždy dobrý nápad.“ Audrey Hepburnová[121]
- „V Londýně je móda povinností, v Paříži potěšením.“ Albert Chevalier[122]
- „Paříž je směsicí nádhery a nedbalosti, všech odstínů elegance s výjimkou čistoty. Benjamin Franklin[122]

V jednom okamžiku je zde možné najít největší luxus, největší svinstvo, největší mravnost, největší neřesti, lomoz a křik, krásu a špínu - je toho více než si dokážete představit. Člověk se ztrácí v tom nebi a je to pohodlné, protože se nikdo nezajímá o život, který tady vedete. Paříž je vše, co chceš. Můžeš se tady bavit, můžeš zahálet, smát se, plakat, dělat vše, co tě těší a nikdo se ani nepodívá, co děláš, protože tisíce lidí dělají to samé jako ty a každý tak, jak se mu zachce.
Fréderic Chopin, 

## Paříž ve filmu
Francouzský dokumentární film Paříž v zrcadle času (Paris, la ville à remonter le temps) z roku 2012 režíroval Xavier Lefebvre podle vlastního scénáře. Film zachycuje architektonický vývoj města Paříže od galských dob kmene Parisiů až po současnost.